# 夜のヒットスタジオ
『夜のヒットスタジオ』（よるのヒットスタジオ）は、1968年11月から1990年10月まで22年に亘りフジテレビ系列（FNS）で放送された音楽番組のシリーズである。通称で『夜ヒット』『ヒットスタジオ』とも呼ばれた。
本項では、『夜のヒットスタジオ』（第1作）から『夜のヒットスタジオSUPER』に至るまでのレギュラーシリーズ全般について述べるほか、以下についても取り扱うこととする。
- ヒットスタジオ（派生番組）
  - 『ヒットスタジオコンプレックス』（『ヒットスタジオR&N』、『ヒットスタジオInternational』）
  - 『ヒットスタジオ演歌』
- 番組終了後のスペシャル版

1999年から2011年までの13年間CS放送及びケーブルテレビのフジテレビONEにて再放送をおこなった（CSはスカパー!、スカパー!e2）。放送順番は、1976年7月放送分以降の内容から順次された後、2009年4月からは、1974年4月に遡っての放送であった。

## 概要
1968年11月4日から1990年10月3日まで、約22年間、原則生放送で放送されていたが、、1986年3月26日の900回記念企画以降は総集編企画を行った一部放送回が事前収録となっていた。
1970年代前半までは「歌謡バラエティ」番組として、1976年4月からは、アイドル歌手・演歌歌手からテレビ出演に消極的であったニューミュージック・ロック系アーティスト、人気俳優、世界各国のアーティスト、インストルメンタルによるフュージョンバンドなどを出演させた。生演奏・フルコーラスを番組制作の基本とした。

## 出演者

### 司会者
第1000回までは基本的に芳村真理を軸に男性パートナーが交代し、第1002回目からは古舘伊知郎を軸にパートナーが交代する形で司会者が変遷した。『夜ヒット』4分割後の『SUPER』以外の司会者については#ヒットスタジオ（派生番組）を参照。
| 期間 | 期間      | 男性メイン                     | 女性メイン                     |
| --- | --------- | ------------------------------ | ------------------------------ |
| 1968.11.4 | 1973.9.24 | 前田武彦                       | 芳村真理                       |
| 1973.10.1 | 1974.3.25 | （出演ゲストによる輪番司会制） | （出演ゲストによる輪番司会制） |
| 1974.4.1 | 1975.3.31 | 三波伸介                       | 芳村真理 朝丘雪路              |
| 1975.4.7 | 1976.3.29 | 三波伸介                       | 芳村真理                       |
| 1976.4.5 | 1985.9.25 | 井上順                         | 芳村真理                       |
| 1985.10.2 | 1988.2.10 | 古舘伊知郎                     | 芳村真理                       |
| 1988.2.24 | 1989.9.27 | 古舘伊知郎 柴俊夫              | （不在）                       |
| 1989.10.18 | 1990.10.3 | 古舘伊知郎                     | 加賀まりこ2                    |
| - 11988年2月17日の1001回放送は、古舘単独司会。 - 2実際は、1990年9月19日のレギュラー放送最終回まで。10月3日放送は、最終回SP扱い。 |           |                                |                                |

補足
- Template:要高次出典範囲。
- 朝丘は、○周年、○百回記念といった歴代司会者が集結する機会にはゲストとして出演しなかった。また、司会者として初回となる1974年4月1日放送分では体調不良により電話のみの出演となった。
- 最長司会では芳村が、番組開始から1988年2月10日まで19年3ヶ月、コンビでの最長司会では芳村・井上が、1976年4月5日から1985年9月25日まで9年6ヶ月担当した。
- 三波はてんぷくトリオとして、朝丘・井上は歌手として、それぞれ司会就任前にゲスト出演の経歴がある（後述）。
- 加賀は1989年9月27日の『DELUXE』最終回のエンディングにも引き継ぎで出演している。

### 代役司会
月曜放送時代には、毎年1〜2回程度の"定期休業日"が設定されており、その場合はゲスト歌手が代理、もしくは残ったもう一人の司会者が単独で進行を行う形で対処されていた。また、これ以外に司会者のスケジュール（日本国外への取材、舞台出演等）や体調によって出演が見合わせとなることも数度あった。
いずれも不在日は、確認された日付のみ記載。
| 不在だった当時の司会者 | 代役司会（太字部分）             | 不在理由                                                         | 不在日                      |
| --- | -------------------------------- | ---------------------------------------------------------------- | --------------------------- |
| 前田武彦 | 塚田茂1、芳村真理                | 夏季休暇のため                                                   | 1969年7月14日               |
| 前田武彦 | 芳村真理、坂本九                 | 不明                                                             | 1971年11月22日              |
| 前田武彦 | （芳村が単独進行）               | 家族旅行でスタジオを欠席し、旅行先からの電話で番組に参加         | 1972年夏頃                  |
| 朝丘雪路2 | （芳村・三波伸介で進行）         | 担当初日であったが、体調不良により欠席。冒頭に電話で挨拶。       | 1974年4月1日                |
| 朝丘雪路2 | （芳村・三波伸介で進行）         | 不明                                                             | 1974年9月16日               |
| 朝丘雪路2 | （芳村・三波伸介で進行）         | 不明                                                             | 1974年11月4日               |
| 朝丘雪路2 | （芳村・三波伸介で進行）         | 不明                                                             | 1975年1月6日                |
| 芳村真理 | 前田武彦、吉村実子               | 不明                                                             | 1969年4月14日 1969年4月21日 |
| 芳村真理 | 前田武彦、団令子                 | 不明                                                             | 1970年3月9日                |
| 芳村真理 | （前田と出演歌手が輪番制で進行） | 日本国外取材中のため                                             | 1970年9月21日               |
| 芳村真理 | （朝丘・三波で進行）             | 不明                                                             | 1974年11月18日              |
| 芳村真理 | 不明                             | 日本国外取材中のため                                             | 1976年8月16日               |
| 芳村真理 | 井上順、和田アキ子               | 日本国外取材中のため                                             | 1976年8月23日               |
| 芳村真理 | （井上が単独進行）               | 日本国外取材中のため                                             | 1977年10月24日              |
| 芳村真理 | （井上と出演歌手が輪番制で進行） | 風邪による体調不良                                               | 1978年2月6日                |
| 芳村真理 | 井上順、由紀さおり               | 夏季休暇のため                                                   | 1979年8月20日               |
| 芳村真理 | （井上が単独進行）               | 不明                                                             | 1980年9月22日               |
| 芳村真理 | 井上順、竹下景子4                | 風邪による体調不良                                               | 1982年1月11日               |
| 芳村真理 | （井上が単独進行）               | 不明                                                             | 1982年5月3日                |
| 芳村真理 | 井上順、竹下景子4                | 夏季休暇のため                                                   | 1982年8月16日               |
| 芳村真理 | 井上順、岸本加世子               | 夏季休暇のため                                                   | 1983年8月8日                |
| 芳村真理 | 井上順、小林幸子                 | 夏季休暇のため                                                   | 1984年8月13日               |
| 芳村真理 | 不明                             | 体調不良のため                                                   | 1984年12月17日              |
| 芳村真理 | （古舘が単独進行）               | 不明                                                             | 1986年10月22日              |
| 芳村真理 | 古舘伊知郎、五木ひろし           | 不明                                                             | 1987年8月5日                |
| 芳村真理 | （古舘が単独進行）               | 芳村勇退後、次期司会者(後の柴俊夫)未決定のため                   | 1988年2月17日               |
| 井上順 | （芳村が単独進行）               | 海外取材中のため                                                 | 1976年9月13日               |
| 井上順 | 芳村真理、森進一                 | 不明                                                             | 1978年4月10日               |
| 井上順 | （芳村が単独進行）               | 夏季休暇のため                                                   | 1979年8月13日               |
| 井上順 | 芳村真理、郷ひろみ               | 不明                                                             | 1980年3月24日               |
| 井上順 | 芳村真理、郷ひろみ4              | 不明                                                             | 1981年2月16日               |
| 井上順 | 芳村真理、武田鉄矢³              | 不明                                                             | 1981年7月20日               |
| 井上順 | 芳村真理、田原俊彦               | ニューヨークへ渡航中につき                                       | 1983年2月28日               |
| 井上順 | 芳村真理、細川たかし             | 飛行機のエンジントラブルにより、ニューヨークから帰国できないため | 1983年7月4日                |
| 井上順 | （芳村が単独進行）               | 不明                                                             | 1984年4月23日               |
| 古舘伊知郎 | 芳村真理、逸見政孝5              | ハワイへ渡航中につき                                             | 1985年12月18日              |
| 古舘伊知郎 | 芳村真理、露木茂5                | 日本国外取材中のため                                             | 1986年2月5日                |
| 古舘伊知郎 | 加賀まりこ、露木茂5              | 不明                                                             | 1990年6月13日               |
| 柴俊夫 | （古舘が単独進行）               | 番組放送中にオリエント急行の乗車レポートを行うため               | 1988年5月25日               |
| - 1 番組レギュラーと構成作家兼任。 - 2 確認できる4回以外にも、舞台公演の兼ね合いで度々不在の回あり。 - 3 海援隊メンバーの一人として。 - 4 司会のみの出演。 - 5 フジテレビアナウンサー（当時）。 |                                  |                                                                  |                             |

### レギュラー陣
- 鶴岡雅義と東京ロマンチカ - 1974年10月までレギュラー出演。
- 小林大輔 - 1968年〜1973年9月までレギュラー出演。当時フジテレビアナウンサー。「コンピュータ恋人選び」コーナー担当。前田が命名した「もぐらのお兄さん」のニックネームで親しまれた。1978年4月3日放送では、キャンディーズが解散コンサート前日に後楽園球場から出演した際、中継リポーターも担当した。
- 野沢那智 - 1973年10月〜1975年3月31日までレギュラー出演。「コンピュータ恋人選び」コーナー・番組ナレーション担当。
- 田中まこ - 1980年〜1989年まで日本国外タレントスタジオ出演時の通訳としてほぼ毎週スタジオで通訳を担当。「ヒットスタジオInternational」では、司会兼通訳を担当。
- 服部真湖 - 1985年〜1989年まで衛星中継コーナーのレポーター兼通訳としてイレギュラー出演。
- Dee-Dee - 1985年〜1990年までバックダンサーとしてレギュラー出演。その他にも古舘・芳村時代途中から『DELUXE』終了までオープニングで童謡の歌唱も行っていた。当初は「B・G・M」というグループ名であったが、翌年にレコードデビューしたのを機に「Dee-Dee」に改名。オープニングメドレー時はトリの歌手のバックに登場していた。また、歌手・司会者席の後列に座っていることも多かった。
- スクールメイツ - 1972年〜1990年までバックダンサーで出演。特に1980年代放送時はアイドルのバックには頻繁に出ていた。
- 俵孝太郎 - 『FNNニュースレポート23:00』キャスター。1985年4月から9月まで番組内のニュースコーナーを担当。

## 音楽担当

### 音楽
※ 音楽担当は音楽番組の要であり生演奏によるアレンジ、編曲担当また番組のオリジナルテーマ曲担当である。
- 広瀬健次郎

番組開始から1989年DELUXEまでを担当、アレンジ（全出演者の生演奏曲、オープニングメドレーやオープニングの童謡によるMC登場曲）の他、月曜の1時間番組のタイトルバック曲やエンディング曲、2時間DELUXEになっても同様にアレンジ全般にDELUXE版オープニング曲やエンディングオリジナルテーマ曲（DEE-DEE歌唱の「You've Got A Name 〜愛を信じて〜」の前のもの）、SUPERになってからは出演者の一部の曲のみを担当となった。広瀬健次郎のアレンジはブラス系が目立つ音が特徴である。またレギュラー番組終了後のスペシャル番組でもアレンジを担当した。タイムトンネルコーナーでの披露楽曲も新バージョンアレンジでは「＜アレンジ＞広瀬健次郎」というテロップで紹介されていた。またエンディングに使われたDEE-DEEの楽曲の作曲は都倉俊一である。
- 大村雅朗

DELUXEになって初めて広瀬健次郎以外の人の起用となり大村はタイムトンネルコーナーの時のアレンジを数回だけ担当した。マンスリーコーナー西城秀樹出演の際の「一万光年の愛」では一度だけ三原綱木に代わり指揮を担当した。
- 後藤次利

1989年SUPERになってからの番組専属アレンジャーとして前任者の広瀬健次郎に代わって番組全般を担当した。特にSUPERになってからはハウスバンド（オーケストラ）の演奏が少なくなりロック、ニューミュージック系やバンドの出演者が多くなり自前の、自前のバンドを引き連れての出演が目立った。

### 演奏
本番組のオーケストラによる伴奏はオリジナルから大幅に編曲される場合が多かった。デラックスにリニューアル後はメンバーが削減されたため、出演者がバンドを引き連れたり、カラオケを使用する歌手が増えた。オーケストラには必ず東京放送管弦楽団がプラスされた編成であった。
- 有馬徹とノーチェ・クバーナ（指揮:有馬徹）・高橋達也と東京ユニオン（指揮：高橋達也） 1968年11月4日 - 1969年3月24日
  - モノクロ放送時代のみ担当。この当時はオケピットの配置が後年知られている並びとは大幅に異なっており、吹奏楽器（トランペットなど）演奏者と弦楽器（バイオリン）演奏者の配置は全く逆となっていた（弦楽器担当者のほうが歌手たちが座っているひな壇に近い位置に陣取っていた）。
- ダン池田とニューブリード（指揮：ダン池田） 1969年3月31日 - 1985年3月25日
  - カラー放送開始と同時に番組に参加し、月曜日の放送終了までの16年間活動。バンドマスターのダン池田は、番組前期の頃は指揮だけでなく「歌謡ドラマ」にも頻繁に客演するなどコメディリリーフとしても活躍した。ダン池田は、時折ラテンパーカッション・クラシックパーカッションなどを担当する事もあった。歌謡ドラマ出演などで指揮ができない場合はニューブリードのピアノ担当の小泉宏が代理指揮を担当した。
  - ニューブリードの起用と同時にオケピットの配置も（ひな壇に近い順番から）吹奏楽器・ドラム及びギター・弦楽器（及び1978年からのシンセサイザーなどの演奏補助）という並びに変更された。
- ザ・ニューブリードスペシャル（指揮：三原綱木）1985年4月3日 - 1986年3月26日
  - 番組リニューアルとダン池田の降板を機に、「ダン池田とニューブリード」の一部メンバーを入れ替え・整理。三原は郷ひろみの誘いを受けてバンドマスターの仕事を引き受けた。三原は指揮をせずギターを弾いていることも多々あった。
- THE HIT SOUND SPECIAL（指揮：新井英治） 1986年4月2日 - 1989年9月27日
  - 三原綱木が脱退した以外メンバーの変更はなし。指揮の新井は、トロンボーンを演奏する事が多々あった。
  - 時期によって、黒い服装を着用していた。
- THE HIT SOUND SPECIAL（指揮：服部隆之） 1989年10月18日 - 1990年9月19日
  - 服部は指揮者のほか、番組の音楽監修として一部歌手の歌の編曲も担当した（それより前は広瀬健次郎（月曜時代のオープニング・エンディング音楽は広瀬の手によるもの）や大村雅朗らが音楽監修を担当していた）。
- 三原綱木&ザ・ニューブリード（指揮：三原綱木）
  - 2001年の復活版（但し純然たる復活版ではない）担当。それ以外の復活版では、1991年4月3日放送分で若干オケピットの並び方が違うが、楽譜を置く台などは当時のデザイン。

オーケストラを配置しなかったのは1988年3月30日、1989年9月27日の『DELUXE』最終回、1990年10月3日、1987年・1988年・1989年の年末のスペシャル、あるいは全編総集編の回のみであり、それ以外の回は演奏時間に関係なく設置されていた。

## 通算出演回数
番組最多出演歌手は五木ひろしで222回。女性歌手では、初代マンスリーゲストでもある小柳ルミ子が最も多く、145回にわたり出演している。
『夜ヒット』の出演枠については事務所のいわゆる「力関係」が大きく作用しており、特に1970年代までは渡辺プロダクション（ナベプロ）、1980年代についてはバーニングプロダクションやジャニーズ事務所が当番組と強いパイプを持っており、新人歌手の番組初出演などにつき優遇的な扱いを受けていた。例えば、バーニングプロの石野真子はデビュー2日目となる1978年3月27日に初登場をした。このほか、芸映・ホリプロダクション・サンミュージックについても、前述の3事務所ほどではないがある程度番組出演枠については優遇される立場にあった。下記のリストでは、森進一・布施明・沢田研二・小柳ルミ子はナベプロ所属、郷ひろみ・細川たかしはバーニング所属、田原俊彦・近藤真彦はジャニーズ所属、和田アキ子・山口百恵・森昌子がホリプロ所属、西城秀樹・岩崎宏美・河合奈保子が芸映所属、桜田淳子・松田聖子がサンミュージック所属、といった具合である。
| 順位 | 回数  | 歌手名        | 出演期間                                            |
| ---- | ----- | ------------- | --------------------------------------------------- |
| 1    | 222回 | 五木ひろし    | 1971年6月21日（第138回）-1990年1月10日（第1096回）  |
| 2    | 204回 | 森進一        | 1968年11月11日（第2回）-1989年9月20日（第1083回）   |
| 3    | 192回 | 西城秀樹      | 1972年12月4日（第214回）-1988年11月23日（第1041回） |
| 4    | 177回 | 布施明        | 1968年11月4日（第1回）-1988年1月13日（第996回）     |
| 5    | 176回 | 郷ひろみ      | 1972年12月25日（第217回）-1990年6月20日（第1117回） |
| 6    | 158回 | 田原俊彦      | 1980年6月30日（第607回）-1990年9月19日（第1130回）  |
| 7    | 153回 | 沢田研二（※） | 1969年10月20日（第51回）-1990年2月21日（第1102回）  |
| 8    | 146回 | 小柳ルミ子    | 1971年5月24日（第134回）-1989年9月13日（第1082回）  |
| 9    | 126回 | 近藤真彦      | 1980年11月24日（第628回）-1990年7月18日（第1121回） |
| 10   | 124回 | 野口五郎      | 1971年9月27日（第152回）-1987年3月4日（第951回）    |
| 11   | 116回 | 八代亜紀      | 1974年2月18日（第276回）-1990年2月14日（第1101回）  |
| 12   | 112回 | 和田アキ子    | 1969年6月9日（第32回）-1990年3月14日（第1105回）    |
| 13   | 104回 | 岩崎宏美      | 1975年6月16日（第345回）-1988年6月1日（第1016回）   |
| 14   | 103回 | 前川清（※）   | 1969年4月14日（第25回）-1989年5月10日（第1064回）   |
| 15   | 87回  | 松田聖子      | 1980年4月28日（第598回）-1990年9月5日（第1128回）   |
| 15   | 87回  | 河合奈保子    | 1980年6月30日（第607回）-1990年6月27日（第1118回）  |
| 17   | 86回  | 中森明菜      | 1982年9月20日（第723回）-1990年8月22日（第1126回）  |
| 18   | 83回  | 山口百恵      | 1973年7月30日（第248回）-1980年10月6日（第621回）   |
| 19   | 74回  | 水前寺清子    | 1968年12月16日（第6回） -1981年4月20日（第649回）   |
| 19   | 74回  | 細川たかし    | 1975年5月5日（第339回）-1989年12月13日（第1093回）  |
| 19   | 74回  | 桜田淳子      | 1973年5月28日（第239回）-1986年10月8日（第930回）   |
| 19   | 74回  | 森昌子        | 1972年8月14日（第198回） -1986年8月27日（第924回）  |

- 沢田研二についてはザ・タイガース及びPYGとしての出演、前川清については内山田洋とクール・ファイブとしての出演回数を通算した回数及び出演期間で表記してある。
- 西城秀樹・野口五郎・和田アキ子・郷ひろみ・桜田淳子・岩崎宏美については1980年10月6日放送の引退特集番組「サヨナラ山口百恵」にも出演しているが、山口以外の歌手は「友情出演」という扱いでの登場であったため、上記の出演回数には含めていない。

## コーナー

### オープニングメドレー
番組のオープニングを飾るコーナー。歌手が「他歌手の持ち歌」のワンフレーズを歌い、次に「さっき歌われた歌の持ち主」にマイクを手渡しその歌手が「他歌手（その歌手の次に歌う歌手）の持ち歌」を歌う。バトンリレーの様に他人の歌をワンフレーズずつメドレー形式で歌っていき、最後はトリの歌手が「トリ前の歌手が歌った自分の歌」のサビを歌い集まった出演者と共にフィニッシュとなる。クリスマス時前後の放送ではメドレーの曲目がクリスマスソングに変更される事があった。
なお、初登場の若手や海外からのゲスト、「サヨナラ企画」の主役、マンスリーゲストの初回などはこのメドレーに参加せず終了後に司会者から口頭で紹介、初登場の若手以外の場合は大階段セットから持ち歌をアレンジした専用BGMとともに登場（集まっている歌手は大階段まで向かってそのゲストを迎える）する形をとり、海外からのゲストの場合はこの際に芳村や歌手などが歓迎の花束を渡す演出があった。なお、童謡演奏時（『SUPER』ではメドレー終了後）には、放送日時点でのネット局を紹介するロールスーパーが表示されていた。
冒頭『DELUXE』までは、放送時期の季節にちなんだ童謡と共に司会者が登場した後挨拶していたが、下記のように時期によって異なる。
1968年11月～1988年1月27日
童謡の伴奏と同時に大階段セットから司会者が登場し挨拶。司会者が季節や時事などの話題で軽くトークをし、メドレーを歌うゲスト歌手へ繋ぐ。開始当初は大階段から降りてくるシーンはカメラ位置は固定だったが、後にセットの花壇からズームアウトして大階段から降りてくる司会者や演奏するオーケストラをフレームインで捉えるようになった。また、季節の話題として花といった植物等を持参して登場する場合もあった。
司会が前田から三波の時代までは、オープニングのトーク中、ゲスト歌手が横槍を入れつつ、メドレーに入る流れとなっていた。
1985年の『DELUXE』開始当初は、指揮者だった三原綱木へ司会者の芳村・井上（古舘）が軽く声をかけ、定位置に戻り挨拶するパターンも多く見られた。
『DELUXE』以降は冒頭で童謡の曲名と放送回数のテロップが入るようになり、伴奏以外に、1985年4月から1986年3月までは伴奏に合わせて童謡の混声合唱が入るようになり、1986年4月から1989年9月27日まではDee-Deeが童謡を歌唱していた。
1988年2月24日～1988年12月28日
司会が古舘・柴の男二人司会になったことに伴い変更。冒頭、板付きのDee-Deeが童謡の伴奏に合わせて踊る中、左階段から古舘、右階段から柴が降りて合流し、Dee-Deeが踊りを終えてフレームアウトしたあとに挨拶とオープニングトークを行った。
光GENJIが出演する回では諸星和己がDee-Deeの輪に加わり、センターで踊ることも多々見られた。
1989年1月11日～1989年9月27日
Dee-Deeと司会者の古舘・柴が板付きの状態で登場し、童謡の伴奏に合わせて踊ったあとに挨拶とオープニングトーク。
1989年3月29日の全編パリ衛星中継の回ではフレンチカンカンが踊る画面横から古舘・柴がフレームインし、軽く足を上げてラインダンスを踊った。
1989年10月18日～1990年10月3日
童謡の演奏と司会者登場のシーンは『SUPER』に変わってからは廃止。冒頭、第6スタジオ副調整室横のキャットウォーク（回によっては副調整室の中）にて古舘と加賀がオープニングトーク。その後、オープニングタイトルと提供クレジットが入り、CM明けに専用ジングルと共にセットの花壇からズームアウトしてオーケストラを一瞬映した後、メドレーを歌うゲスト歌手に移動してメドレーとゲスト歌手紹介が行われる形式に変更された。童謡の演奏と司会者登場のシーンは1990年に入ってから8月8日の総集編（事前収録）と10月3日の最終回で復活し、古舘と加賀が階段を降りて登場した。
専用ジングルの演奏時に放送回数のテロップを入れていたが、童謡は演奏しなくなったため番組ロゴとの併記に変わった。また、単体の放送回数はリセットされている。
1990年7月4日放送では、当時話題になっていた人面魚を紹介した際は、第6スタジオからゲスト歌手とともに板付きで登場。
古舘・加賀のオープニングトークは、1990年5月までの30分拡大時と同年10月3日の最終回に限りトーク後に一旦スポットCMを挟んでからオープニングタイトル・提供クレジット→CM→オープニングメドレーとなっていた（通常はCMを挟まずにオープニングタイトルに接続）。その際は編成・新聞ラテ欄上で古舘・加賀のオープニングトーク部分を22:00 - 22:02（最終回は21:00 - 21:02）に『今夜の夜のヒットスタジオSUPER』として単独番組扱いで切り離して編成していた。

### 季節の風物詩
オープニングで司会者が、巷で話題になっている出来事や実物の品物を紹介するコーナー。
司会だった井上は、「季節の風物」と発言していることが多かった。
殆どの場合メドレー終了後に行っていた。これとは別に『DELUXE』時代までは司会者が階段から登場する際に、その放送時期に咲く植物などを持って登場することもあった。

### 歌謡ドラマ（1968年末頃〜1976年4月まで）
スタジオ内のセットでコントを行い、歌に関するオチから歌につなげるコーナー。後述の「コンピューター恋人選び」と並び、歌謡バラエティー路線を採っていた番組前期を代表する名物企画として知られたが、実は第1回放送時点ではまだ存在しておらず、開始3か月ほどを過ぎたころに正式に番組中盤、主に番組初出演、あるいは若手・新人の歌手の歌を盛り上げるためのコーナーとして定着、前田・芳村の両司会者、歌手のみならず、構成作家の塚田、バンドマスターのダン、コーナー進行役の小林アナ（のちに野沢那智も加わる）もコメディリリーフとして活躍、タレントとしても知名度を上げるきっかけとなった。
前田・芳村司会時代の中期〜芳村・朝丘・三波司会時代の頃は2本放送していたが、朝丘が司会陣から離脱してからは1本のみとなった。また、三波・朝丘加入後は、芳村は基本的に冒頭のコントの合間に歌う歌手の紹介のみを行い、コント本編には不参加の形を採っていた。
井上司会時代のごく初期の段階で正式に廃止されたが、のちに1988年11月23日、番組が20周年を迎えた際の特別編成時の企画として一夜限りながら企画が復活。この際には、同回の特別ゲストとして迎えられた初代司会者の前田・芳村、そして構成の塚田もコントに参加した。

### コンピューター恋人選び
1974年6月頃まで。その後1976年4月〜6月、1988年11月〜1989年9月（不定期コーナーとして）まで一時復活。
出演歌手の恋愛相性をコンピュータで計算、理想の相手を選出・紹介する（と言う設定だが、山口百恵が行った時三浦友和が選出される等、事前の「仕込み」があったと思われる）コーナー。歌謡ドラマ同様に、番組初期を代表する人気コーナーであったが、三波伸介の司会抜擢直後に一時廃止（同コーナーに割り当てられていた時間を歌謡ドラマに充当しバラエティー色の強化を図った）。その後、1976年4月の井上順司会抜擢直後に歌謡ドラマが廃止されたことに伴い、心理学者の浅野八郎を監修に迎える形で趣向を新たにして復活したが、同年7月を放送400回を迎えたのを機に再び廃止（ここから歌謡バラエティー路線から正統の音楽番組路線への転換の機運が本格化した）。
その後、『DELUXE』時代の1988年11月に放送20周年を迎えた際の特別企画として復刻版を行ったところ好評だったことから、その後、1989年まで不定期のコーナーとして一時復活した。

### ラッキーテレフォンプレゼント（番組開始〜1987年8月）
エンディングに行われた視聴者参加型コーナー。事前に視聴者からはがきで応募を募り、登録された応募者のデータから当該数字に該当する応募者を検索、その中からさらに無作為に1人の応募者に絞って、その応募者が番組を視聴の上で電話に出ることを条件に現金を贈呈した（番組を視聴していなければ失格）。なお、コーナーの仕組みは下記の通り時期によってやや異なる。
生放送の歌番組の性質上、放送時間が押して放送できず、来週に向けて下4桁の電話番号だけ告知する場合が多々あった。応募者からの電話が繋がらない場合は、先にゲスト歌手の歌を披露して繋いでいた。
一時休止期間中には「スターびっくり箱」コーナー（1975年4月より。数回で終了）、「愛のスターテレフォンプレゼント」コーナー（1975年11月〜1976年3月まで）がエンディング企画として行われた。
1987年7月に、主要スタッフが一新されたことに伴い、1987年8月に終了。ただし、1988年11月の番組開始20周年企画以降は、不定期に復活していた。
1975年3月まで
- 乱数表からゲスト歌手から好きな数字を1文字選んで下4桁の電話番号の数字を抽出し、野沢らが予めコンピューターに登録された応募者のデータから当該数字に該当する応募者を検索、その中からさらに無作為に1人の応募者に絞って、その応募者が電話に出ることを条件に現金を贈呈。なお、番組開始当初の賞金金額は5万円だったが、のちに10万円に増額された。1973年9月までは前田が、1974年4月以降は芳村が丸テーブルの上で電話応対を担当。

1976年4月から1985年3月まで
- 5桁のスロットマシーンで下4桁の電話番号を抽出し、その番号に該当する1人の視聴者に対して応募を告知、翌週にその番号に該当する応募者から送られたハガキの中から司会者・歌手が無作為に選んだ一人に対して、スロットではじき出された数字に相当する額の現金をプレゼント。スロットの数字がすべて0となった場合にのみ最高額の10万円が送られる。

1985年4月から1987年8月まで
- 5桁のスロットマシーンで下4桁の電話番号を抽出し、該当する応募者のデータがインプットされたデスクトップ型のパソコンにその番号を入力し、該当する応募者全員に、スロットではじき出された数字に相当する額の現金をプレゼントするもの。パソコン自体には応募者の電話番号が事前にインプットされており、電話を掛ける芳村が画面を見るか、井上あるいは古舘がペンで電話番号を芳村に伝えていた。
- なお、スロットマシーン自体もDELUXE開始に合わせて新しいものに変わった。

### 夜ヒットテレカ（1987年4月から番組終了まで）
ラッキーテレフォンプレゼントの後継コーナー。
番組放送中に撮影された写真をテレホンカードにして、応募した視聴者にプレゼントするもの。
同企画開始後、生放送内で（特に演奏披露前）に幾度か信号音が鳴っていたが、これは夜ヒットテレカの撮影準備を告げる合図によるものである。
テレカ作成と撮影は株式会社テレカの協力で行われた。（毎週エンディングでの協力テロップ表記あり）
1987年4月から8月までは、ラッキーテレフォンプレゼントと並行して放送していた。

### ご対面企画
スタジオにゲスト歌手ゆかりの人物を招き直接歌手・司会者とともに会話を交わすコーナー。前田・芳村司会時代より不定期コーナーとして開始され、三波が司会陣に加わってからは正式にレギュラー企画に昇格。以後、番組終了時まで周年企画・記念回企画・「サヨナラ」企画・中継回など通常編成とは異なる構成が採られた回を除いて、ほぼ毎回、最低1組は同コーナーの時間が設けられた。
スタジオでの「ご対面」とは別に、ゲストゆかりの人物に直接電話を繋ぎ、司会者のリードで歌手の知られざる過去の思い出話や隠れたエピソードを聞き出す内容のコーナーも存在していた。

### サヨナラ企画
歌手の引退・音楽グループの解散時に放送された特別企画。ほとんどの場合は番組の一部で「サヨナラ」歌手の特集コーナーを行ったが、山口百恵の引退時（1980年10月6日放送回）のみ番組全編がサヨナラ企画に充てられた。
なお、1988年10月26日のシブがき隊解隊時が最後のサヨナラ企画となった。

### ジョイント企画（「対決」コーナー）
1974年5月27日放送分で、当日のゲスト歌手の一人であった沢田研二の応援という形で、萩原健一が特別出演し、両者+井上尭之バンドの編成（かつてのPYGのバンド編成）で「初めての涙」などを生演奏した。この沢田・萩原・井上バンドの久々の生放送音楽番組での競演が話題を集めたことを受けて、芳村・三波司会時代の後期より不定期の企画として徐々に定着。バラエティ色の強いコーナーを排した芳村・井上司会時代以降は「サヨナラ」企画と合わせての名物企画として親しまれた。
なお、一応は「対決!」という正式コーナー名があったものの、番組内で司会者がこのコーナー名を用いることはほとんどなく、1980年代に入る頃には単に「共演」、古舘が司会に起用されて以降は「ジョイント」「合体企画」という呼称が用いられる事が多かった。

### ファッションショー
ファッション業界にも豊富な人脈を持っていた司会の芳村（芳村はファッションモデルを経て女優→司会者に転向した経緯を持つ）によるプロデュース企画。月曜放送時代の後期から不定期で行われていた。「DELUXE」前期（芳村降板時まで）には、ハーフタイムコーナーとして放送。
1985年10月16日放送分では、阪神タイガース セ・リーグ優勝の瞬間を番組の放送時間およそ半分を費やして放送した影響を受け、歌唱するはずだった五木ひろしの演出で登場するはずだった着物モデルを紹介するため、エンディングにて行われた。
なお、「DELUXE」時代の芳村の衣装は原則2パターン（前半コーナー最後の歌い手の出番で一旦スタジオ退席→スポンサー入れ替わりのCMの時間中の控室で着替え→後半冒頭の同コーナーに前半と異なる衣装で登場）用意されていた（一時降板の時期を除き、約970回の司会ながら当番組で身に着けた衣装の総数が約1200着に上るのはこのため）。

### スター家庭訪問（1976年）
司会の井上が、放送当日の出演歌手のうち数組の自宅を井上が訪問し、歌手本人やその家族・関係者にインタビューを行う。1976年末には、番組自体の構成の変化により、自然消滅。

### タイムトンネル（1985年）
ゲスト歌手の過去の出演シーンと現在の姿・歌声とを対比するDELUXE開始当初のコーナー。当初は、1番のパートは過去の放送回での映像を流した後、大村雅朗、広瀬健次郎、服部克久らのアレンジによる生演奏・歌唱による2番以降のパートへとつなげる構成を採っていたが、のちに過去の出演回をダイジェストで振り返る構成に変更。古舘司会起用当初の1985年10月には「百恵Again」と題し、山口百恵の過去の出演回のうち、5回分をピックアップして司会パートも含めフル放送、更には11月も、「はるみAgain」と題して、同様の構成で都はるみ（都は1984年末に一旦歌手業を引退していた）の過去の出演回4回分の司会・歌唱部分を再放送した。
その後、「タイムトンネル」の名称はなかったが、同趣旨の企画は何度か放送された（特に1987年7月にプロデューサー・演出が疋田から渡邉に交代して以降、ゲスト歌手の過去出演パートをほぼすべてダイジェスト方式で振り返る形での回顧コーナーが頻繁に企画されるようになった）。

### 想い出の歌コーナー（開始初期のみ）
ゲスト歌手一組が過去の自身のヒット曲、または人生の中で転機となった他の歌手のヒット曲や海外のスタンダードナンバー等を披露するコーナー。カラー放送への移行直後に廃止された。

### みんなで歌おう（開始初期のみ）
童謡などを各回の出演歌手数組（回によっては初代司会の前田武彦が参加する場合もあった）がその歌の内容にちなんだ扮装や茶化しを交えながら合唱するコーナー。カラー放送移行後もしばらくは続けられたが、スタート1年後の時点では既に廃止されていた模様（具体的なコーナー終了時期は不明）。

### ニュースコーナー（1985年4月 - 9月）
DELUXE開始当初のコーナー。『FNNニュースレポート23:00』のキャスターを務めていた俵孝太郎が「ミスター・ニュース」の肩書で、夜ヒットのスタジオに赴いてニュースを伝えていた。1985年8月7日放送では、逸見政孝が代理を務めた。
ニュースコーナーではないが、1987年4月1日放送では、三井物産マニラ支店長誘拐事件で若王子信行が開放された際、報道センターと繋いで露木茂がニュースを伝えたことがあった。

### ビデオレター・電送写真電話（1985年4月 - 終了時期不明）
いずれもDELUXE開始当初のコーナーだったが、僅か数回で消滅した。
ビデオレターは一般視聴者から夜ヒットを通じて当日の出演アーティストに送られたビデオカメラ撮影のファンレターを紹介するもの。
電送写真電話は話している相手の写真が贈られてくる電話機を使ってファンや家族とトークする企画。

## 夜のヒットスタジオ（第1作）
- 放送期間：1968年11月4日 - 1985年3月25日
- 放送時間：月曜日 22時 - 23時（1972年4月からは22時56分まで、1972年10月からは22時55分まで、1975年10月からは22時54分まで）

### 新種の歌謡バラエティ番組として（1968 - 1973）
従前、フジテレビの月曜22時台はドラマ枠であったが、1960年代における22時台は当時の放送業界の認識では深夜に近い時間帯であり、視聴率は苦戦を強いられていた。1968年11月、『夜のヒットスタジオ』は3ヶ月〜半年程度の繋ぎ番組としてスタートした。第1回のゲストは島倉千代子、ピンキーとキラーズ、布施明、小川知子ほか計8組。ネット局はフジテレビ・東海テレビ・関西テレビ・テレビ西日本の4局で、当時クロスネット局であった仙台放送はネットしていない。
構成は当時多くの人気番組を抱えていた塚田茂、プロデューサーはフジテレビ朝のワイドショー番組『小川宏ショー』のスタッフであった伊藤昭。司会には塚田が構成を務めた『お昼のゴールデンショー』の司会として人気タレントとなっていた前田武彦、その相手役には『小川宏ショー』のホステス役を務めた経験から伊藤とも面識のあった芳村真理。このほかムードコーラスグループの鶴岡雅義と東京ロマンチカ（1974年10月まで出演）と、当時フジの看板アナウンサーであった小林大輔もレギュラー出演者として名を連ねた。前田・芳村の司会者への起用は、当番組開始の前年にニッポン放送で放送された前田がメインパーソナリティーを務めるラジオ番組『男性対女性』で芳村がゲストパートナーとして出演した際の二人のやりとりを偶然聴取した塚田が、伊藤に「新番組の司会はこの二人でいきたい」と強く推薦して決まったものであるという。
それまで視聴者にとって雲の上の存在だったスター歌手の人間性を引き出すことを当初のコンセプトとし、終了時まで続いた「ご対面」や「他人の歌オープニングメドレー」、エンディングで視聴者に電話をしスロットで表示された額（最高10万円）をプレゼントする「ラッキーテレフォンプレゼント」のほか、その回のゲストが歌う曲をモチーフとしたコント形式の「歌謡ドラマ」、ゲスト歌手の性格・嗜好を電子計算機にインプットし相性の合うタレントをはじき出す「コンピュータ恋人選び」といったバラエティ色の強い企画が用意された。当時集団就職等で夜遅くまで働いている若者たちが丁度落ち着いてテレビを見られる時間帯に歌を聴かせる番組、楽しませる番組が一つぐらいあってもいいのではという点もあり、その時折に沿った童謡をBGMに司会者が登場するシーンや「ご対面」などはその点を強く意識したものであると言われている（伊藤昭談）。
司会者が歌手たちと自然体でやり取りするというスタイルも異色であった。前田は自らを「あだ名の名人」と称して、必ず歌手やスタッフにあだ名を付けた（例：芳村真理→「ナマズのおばさん」、塚田茂→「ドンドンクジラ」、小林大輔→「モグラのお兄さん」等。前田自らも「カワウソおじさん」と称した）。当時「フリートークの天才」として持て囃された前田と丁々発止のやり取りを繰り広げた芳村の司会振りはそれまでのテレビ番組の世界では置物的色彩の強かった女性司会者の概念を覆し、この番組をきっかけにこの後、1980年代にかけて『3時のあなた』『ラブラブショー』（何れもフジテレビ系）、『料理天国』（TBS系）など多数の人気番組の司会を担当、テレビ司会者としての地位を確立した。
レコード会社や事務所側との出演交渉が難航した影響から番組スタートから約3か月ほどの間は視聴率10%台を行ったきたりの低空飛行を続けていた（第1回放送の視聴率は12%）が、1969年1月27日放送では中村晃子が、同年2月24日放送では小川知子といしだあゆみが、それぞれ「ご対面」「コンピューター恋人選び」のコーナーにおいて、相次いで突如号泣するハプニングが発生する（「泣きのヒットスタジオ（夜ヒット）事件」）。スターが一人の人間として涙を流しながら必死で歌うシーンが話題となり、これを機に視聴率が急上昇し、1969年3月17日の放送では最高視聴率42.2%を記録。『ヒットスタジオ』は当時高視聴率番組が少なかったフジテレビにあって貴重な「ドル箱」番組となった。
1969年3月31日、モノクロ放送からカラー放送に移行と同時に、番組専属の演奏バンドとして結成間もない「ダン池田とニューブリード」を抜擢。この頃から当初は出演を拒否していた歌手・タレントも番組の評判を聞きつけ続々と出演するようになり、時には出演したいのに出演できない歌手も出るほど（前田武彦談）であったという。『夜ヒット』の出演者人選の特色の一つに「男優・女優を歌手としてゲスト出演させた」点が挙げられるが、この時期には吉永小百合、加山雄三、勝新太郎、石原裕次郎、浅丘ルリ子ら当時のスター俳優が多数出演した。1969年末には海外ゲスト第1号として、当時日本でもアイドル的存在として人気急上昇中であったオズモンド・ブラザーズ (en:The Osmonds) が出演するなど、「バラエティに富んだ出演者陣を網羅する」という番組の特色の土壌がこの時期に築かれた。
当時の歌謡番組は『ロッテ 歌のアルバム』（TBS）等に象徴される純然たる歌謡ショー形式の番組が大半であったが、1969年10月にスタートした『NTV紅白歌のベストテン』で「ウソ発見器」などのコーナーで歌手の人間性を重視する構成がなされたり、歌手が自然体でMCを行う歌謡番組が多く登場するなど、当初異色の扱いだった『ヒットスタジオ』は、他局の歌謡番組の制作方針にも大きな影響をもたらした。

### 番組の挫折とバラエティ色の強化（1973 - 1976）
1973年6月、前田武彦が参議院大阪選挙区補欠選挙に立候補した日本共産党の沓脱タケ子候補の応援演説の際に「生放送中に候補者が当選した際にはバンザイを必ずやりますから見ていてください」という旨の約束。沓脱が当選したことから1973年6月18日放送分の『夜ヒット』のエンディング時にバンザイのポーズをしたところ、このことが「反共」を掲げていた当時の同局社長の鹿内信隆の逆鱗に触れる。これが引き金となり、最終的に前田は視聴率42.2%という今も破られていない歌番組史上最高視聴率を置き土産に同年9月をもって当番組の司会を解任。それどころかすべてのテレビ番組から姿を消した（「共産党バンザイ事件」）。
この騒動は『夜ヒット』に大きなダメージを与えた。番組自体は続けられることとなったが、「反共」という番組についてしまった負のイメージの早期払拭を図るべく、前田の解任と同時に芳村真理も一旦降板させ、1973年10月からはあえて正規の司会者を置かずに、ゲスト歌手の中から男女1名ずつ司会を起用。水前寺清子・坂本九・佐良直美・井上順など司会者としての実力もある歌手から五木ひろし・森進一・ピーター・南沙織など司会経験がほとんどない歌手に至るまで、意外性のある人選で注目度を維持し続けることを狙いとした。だが、このスタイルはあくまでも暫定的なもので、実際には早い段階で芳村を番組の軸としての仕切り直しが検討されていた。芳村には当番組の一時降板と同時に同番組スタッフによる木曜20時枠の新番組『木曜リクエストスタジオ→木曜スタジオ』が用意され、その半年後には当番組に復帰（これに伴い、『木曜―』は1974年春の改編で打切り）。この復帰劇に対して一部週刊誌・テレビ情報誌では「芳村の番組復帰は既に前田との同時降板の段階から、前田サイドには内密のうちに仕組まれていた“出来レース”復帰に過ぎない」といった批判もなされた。
半年間のレギュラー司会者なし、歌手による司会者輪番制による放送を経て、1974年4月から芳村真理が再び司会者に復帰。芳村を軸として、塚田とは旧知の仲であり、当時『笑点』（日本テレビ系）や『お笑いオンステージ』（NHK）などで幅広い年代層に人気司会者の地位を確立していた三波伸介、そして、前田時代からの常連歌手の一人であり、またかつてごく短期間ながら同局系の歌謡番組『ゴールデン歌謡速報』の司会を務めた経験のある朝丘雪路を新たにパートナーに起用してのトリオ司会体制に移行。この体制が採られた当初は芳村と朝丘の二人が番組進行の全般を行い、その間にコメディリリーフ的な役割として三波が茶化しを入れに割り込むという当時のテレビ番組としては異例ともいえるMCスタイルが採られた。 しかし、1974年7月以降、舞台公演との兼ね合いから朝丘が度々番組出演を見合わせるようになったために、三波も朝丘の代役として番組進行に本格的に参加する機会が多くなり、最終的に1975年3月末で朝丘は起用からわずか1年で司会を降板。同4月以降は芳村・三波の男女ペアによる司会体制に完全移行した。
三波にとってはこの番組が初めての本格的な歌謡番組での司会であった。『ヒットスタジオ』は前田司会の時代から「歌謡番組」を軸としてバラエティ色を盛り込む構成がとられていたが、三波登板の時期にはその回で歌われる曲を題材としたコントコーナー「歌謡ドラマ」がメイン企画となり、東北弁で桜田淳子・和田アキ子扮するホステスを口説く中年男性や、はげ頭のカツラをつけて新婦役の小柳ルミ子の父親の役などをふんだんにアドリブを交えながら演じるなど、芸人としての三波の魅力が最大限発揮された。また、毎回冒頭では三波が時期や場所を使った「川柳」を言うのが毎回のパターンとなった。この他三波の芸人ならではの軽妙洒脱な司会ぶりも、番組カラーの明朗化をアピールする上で効果を発揮した。
その一方でバラエティ色が極端に強くなったことへの批判に対応すべく、1975年に入ってからは実力派の黒人女性コーラスグループ・スリー・ディグリーズや戦前派の大物・淡谷のり子を出演させたり、バンバンやシグナル、ダウン・タウン・ブギウギ・バンドといった新人のフォークグループ・バンドにもいち早く出演交渉を行い、放送スタートから満7年を迎えた同年11月からはそれまでは省略していた作詞・作曲者のクレジットを曲名・歌手名テロップとの併記で表示するようになるなど、キャスティング・演出面でのテコ入れが頻繁に行われるようになった。これらの強化策を講じていく中で、特に当時のディレクター・疋田拓を中心とする中堅スタッフを中心に製作サイドの間で総合音楽番組への方向転換への機運が次第に本格化、当初はバラエティ要素の要として司会に起用された三波と番組の路線との間にも次第に齟齬が目立ち始めるようになった（実際、司会後期の頃には、ポップス・フォーク系歌手の司会の場面で前提知識の疎さを露呈してしまい、一言、二言冒頭に発言をするだけで、細部の進行はすべて相手役の芳村に任せてしまうという場面も度々見られた）。そして1976年春、製作陣は放送スタート以来の看板企画であった『歌謡ドラマ』の打切りを柱として、段階的ながら大幅な番組構成の刷新を断行する方針を決定。同時に三波は2年で番組を離れることとなり、ここで歌謡バラエティ番組としての『ヒットスタジオ』は一応の区切りが付けられる事となった。
三波司会時代の最大のハプニングといえば、1975年8月の沖縄国際海洋博覧会からの生中継である。中継当日に台風が沖縄全土を襲来し、特設ステージを設置したにもかかわらずほとんど使用できず、スタッフ用の手狭なブースの中で放送を行う事態に陥った。これ以降、西武球場からの中継（1979年10月8日放送）では強風、大磯ロングビーチからの2回目の中継時（1977年7月11日放送）では大雨のために途中からニューブリードによる生演奏が不可能となり、カラオケ演奏に切り替えるハプニングに見舞われるなど、「ヒットスタジオが野外会場から放送するときは悪天候に見舞われる」とのジンクスを生むきっかけとなった出来事であった。
尚、この前田・芳村司会時代最末期→司会者輪番時代→芳村（・朝丘）・三波司会時代（1973年〜1976年3月まで）は関東近郊の視聴者を募っての公開番組形式で放送された。

### 総合音楽番組への変容（1976 - 1985）
1976年4月、三波伸介に代わる男性司会者として井上順を起用。井上の司会起用後程なくして、バラエティ色の強い人気コーナーや公開放送方式も廃止した。1回あたりの出演者数を9 - 10組から7 - 8組程度まで絞り込み、原則としてフルコーラスを披露する構成を採った。
この時期には「楽曲・歌手を中心に」という番組の趣旨から、それまでは軽視されていた歌唱・演奏中の演出（特に舞台装飾）についても様々な試みがなされた。例えば、スタジオ一面に敷きつめた畳の上で歌った沢田研二の「サムライ」、当時まだ珍しかった生放送での合成映像により海の上で歌っているという演出効果を行ったジュディ・オングの「魅せられて」、世良公則とツイストの「あんたのバラード」や山口百恵の「絶体絶命」などでの歌舞伎との融合、郷ひろみの「ハリウッド・スキャンダル」におけるスタジオ全体の電飾装置の配置などである。オーケストラの配置についても、ステレオ放送開始に対応してか、1978年からはシンセサイザーや補助のギター演奏者を配置するブースが設けられ、ストリングスの配置人数も1980年3月からは8名から12名に増員される等、音のクオリティの向上も頻繁に図られた。
当時ADを務めたきくち伸（「DELUXE」時代全期にわたってADを担当）によれば、『ヒットスタジオ』は当時局内でも一番制作現場が厳しい番組として恐れられていたという。当時の看板プロデューサー・疋田拓の総合演出のもと、リハーサルは毎回10時間以上に及び、若手スタッフは怒号の入り混じった制作首脳陣の指示に従い、本番中も数十秒の間にセット・舞台装置のチェンジを完了させるなど、相当の労力が一つ一つの演出・構成に対して注がれていた。その緊迫感は、宇崎竜童、郷ひろみら当時の出演歌手や関係者の多くから後年「夜ヒットの現場は"戦場"そのものだった」と形容されるほどであった。和田アキ子は後年「バンドの人もカメラマンの人もみんな厳しかった」と当時の現場スタッフたちの様子を回顧している。
他方、この時期の司会進行は、それまでのパターンを踏襲しながらも、ボケ（井上）とツッコミ（芳村）の役割が明確化されたスタイルでなされた。井上は当時「芳村家・井上家でホームパーティーをやる」、芳村も「歌手・出演者・スタッフ全てとお祭りをする」というコンセプトでスタッフや歌手たちに接していたと後年回顧している。上述のスタジオ全体を覆う厳格さ・緊迫感の中で萎縮している歌手たちの気持ちを解きほぐし、最大限の力を発揮してもらいたいとの思いがあってのことであったという。この司会コンビによって『ヒットスタジオ』は大人向けからファミリー向けの番組へと変質していった。なお、両者の細かな役割分担は時期によって微妙に異なり、1980年ごろまでは細部進行を芳村が行い、井上は茶化しや盛り上げ役を担当するパターンが一般的だったが、その後は井上も細部進行を行いつつ茶化しを入れ、所々で芳村が軌道修正やフォローのための要所を締めるコメントや掛け合いをして歌手を送りだすことが多くなった。また、海外アーティストの来日時等に用意されたいわゆる「4スタライブ」の進行については、芳村と井上が各回で交互に担当する形となっていた。
芳村真理の派手な服装と奇抜なヘアスタイルもこの時期に顕著となった。芳村は花井幸子、イッセイ・ミヤケなど自身と交友の深い国内のデザイナーのもの以外にも、専属スタイリストを数名雇い、彼らの助力のもと、クリッツア、デュエリー・ミュグレー、アルマーニ、ジャン＝ポール・ゴルチエなど当時日本ではまだ浸透していなかった海外のデザイナーの服をいち早く現地調達し、番組内で多数披露した。女性歌手にあっては、芳村に負けじと当番組限定の特注衣装を何着も用意し、また服飾関係の知識に精通した関係者の助力を借りてその衣装に似合うスタイリングを行うケースも多く見られた。この慣習がのちにスタイリストという職業が脚光を浴びる契機を作ったとも伝えられている。芳村に対しては当時、一部の視聴者や業界関係者から「司会者の方が歌手よりも派手なのは如何なものか」といった批判も向けられてることもあったが、この番組特有の華やかさのベースとして不可欠の要素となっていた。
この時期には、1977年に五輪真弓（10月）、中島みゆき・アリス（12月）、1979年には浜田省吾（8月）、1980年には吉田拓郎・YMO（6月）、井上陽水（12月）、1983年には長渕剛（5月）などこれまでテレビ出演に消極的姿勢を採ってきたフォーク系・ニューミュージック系の一流ミュージシャンが次々と初出演した。また、松坂慶子、小林旭、松田優作、三浦友和、竹下景子、舘ひろし、田中裕子、水谷豊など多くの人気俳優も頻繁に新譜発売時に歌手として出演し、前橋汀子、中村紘子、辻久子などの海外でも活躍する歌手以外のアーティストも出演。1980年代に入ってからはフランク・シナトラ、シーナ・イーストン、フリオ・イグレシアス、ポリス、オリビア・ニュートンジョン、ジョン・デンバー、カルチャー・クラブ、U2、カシャグーグー、ノーランズ、ローズマリー・バトラーなどの海外アーティストを登場させる一方で、戸川純、シーナ&ザ・ロケッツ、VOW WOW、LOUDNESS、THE MODS、大沢誉志幸といった異色・新手のバンド・ミュージシャンに対しても門戸を広げるなど、「広いジャンルの歌を楽しめる番組」「普段テレビで見ることができないアーティストを見られる番組」という番組イメージを確立していった。
また、人気歌手同士による"ジョイント"企画（芳村・井上司会時代には"花の高2トリオ"の森昌子・山口百恵・桜田淳子と岩崎宏美による『夏にご用心』、キャンディーズとピンクレディーによるヒットメドレー、小室等と矢野顕子による『いま生きているということ』、ダラ・セダカと喜多郎による『星空のエンジェル・クイーン』、萩原健一と柳ジョージ・井上堯之による『大阪で生まれた女』、アン・ルイスと竹内まりやによる『リンダ』、北島三郎と山本譲二による『みちのくひとり旅』、内田裕也と井上大輔・沢田研二を初めとするロック歌手同志による『さらば愛しき女よ』『プレイ・バック』、チョー・ヨンピル・渥美二郎を筆頭とする競作歌手勢ぞろいによる『釜山港へ帰れ』などのジョイント企画を実現させた。その後も、芳村・古舘時代には西城秀樹・宇崎竜童・カシオペアによる『裏切り者の旅』、杏里・河合奈保子による『オリビアを聴きながら』、布施明と岩崎宏美による『すべてをあなたに』、アン・ルイスと吉川晃司による『六本木心中』、中森明菜・井上陽水・安全地帯による『飾りじゃないのよ涙は』など、古舘・柴時代には大江千里・TM NETWORK・渡辺美里による『チェリオ’s BAR』、THE ALFEEとHOUND DOGによる『SWEAT&TEARS』、さだまさしと佐田玲子兄妹による『あなたを愛したいくつかの理由』など、古舘・加賀時代には小泉今日子と東京スカパラダイスオーケストラによる『真赤な太陽』など、多数のジョイント企画が組まれた）や、山口百恵を筆頭に南沙織、石野真子、高田みづえなど、結婚のため引退する歌手を送り出す「サヨナラ」企画は「ヒットスタジオだからこそ実現可能な企画」と言われた。特にジョイント企画は現在も『FNS歌謡祭』等のフジテレビ系音楽番組で頻繁に行われており、名物企画として定着している。
当時の音楽業界において『夜ヒット』でトリで歌を披露することは歌手にとっての一つのステータスと認識されており、森進一、五木ひろし、沢田研二、山口百恵、西城秀樹、郷ひろみ、松田聖子、中森明菜らが抜擢された。また『夜ヒット』への出演が曲の売り上げやアーティスト自体の人気に好影響をもたらすことも少なくなく（山本譲二がこの番組で「みちのくひとり旅」を話題曲として披露したのを契機にスター歌手の仲間入りを果たしたエピソードがある）、新曲発表の際には各事務所・レコード会社が同番組への出演枠を奪い合った。他の歌謡番組では時間的制約などから歌詞の2番や3番にあたる部分を省略した短縮バージョンで歌われることが多かったが、『ヒットスタジオ』ではフルコーラスの完全版が披露されることも売りであった。
しかし、1981年春より同じく月曜に放送していた『紅白歌のベストテン』が完全ランキング方式の『ザ・トップテン』にリニューアルしたのを機に、日本テレビと関係のある事務所（研音など）の所属歌手や、日本テレビの関連会社が版権を有する曲を歌う歌手の中には同番組出演に制約を受けるケースが生じたり、同番組のスポンサーの同業他社のCMソングを歌っているという理由で『ヒットスタジオ』に出演できないアーティストが現れ始めた（但し「B面またはアルバムの曲を披露する」という形で『夜ヒット』出演を優先させた歌手も多かった）。また、1978年の『ザ・ベストテン』（TBS）の登場により、歌番組のトレンドが本格志向な音楽番組から情報番組的な色彩を加味したものへと移行してゆく中で、上記の制約等により必ずしも「最新のヒット曲を手広くカバーする番組」と言い切れなくなった事情が災いして1984年頃から長年安定していた視聴率がやや下降線を辿り始めた。そのような歌謡番組全体を取り巻く環境の変化の中で、1985年4月、放送曜日の変更と2時間枠への拡大という刷新が図られることになった。
月曜22時台で最後の放送となった1985年3月25日は、スタジオにこれまで番組に何度も出演してきた大勢の歌手たちを招き、前半は過去の名珍場面や番組を飾った演出・美術セットの紹介と1984年10月1日放送分のリハーサルから本番の1曲目開始部分までの舞台裏の様子、後半は『春が来た』をBGMに芳村・井上が再び大階段から登場して2時間枠で取り入れる新企画や出演者の紹介がなされ、終盤は井上が枠移動を知らせる『お世話になりました』の替え歌を歌いスタジオの一同でグラスを手に乾杯した。招かれた歌手の中にはライバル番組である『トップテン』の生放送を終えてフジテレビに駆け付けた同番組司会の堺正章・榊原郁恵もおり、前半と後半の間には『トップテン』として二人が進行、一旦捌けた芳村・井上を呼び掛ける場面もあった。

## 夜のヒットスタジオDELUXE
- 放送期間：1985年4月3日 - 1989年9月27日
- 放送時間：水曜日 21時2分 - 22時54分（1986年4月以降は22時52分まで）
  - 21時0分から21時2分まで予告番組『今夜の夜のヒットスタジオDX』を放送。牧原俊幸アナウンサーと本間淳子・永麻理各アナウンサーが出演。
  - 当番組の移動に伴い、関西テレビの放送枠であった水曜22時枠は『夜ヒット』を放送していた月曜22時枠に入替となった（『三枝の愛ラブ!爆笑クリニック』）。

### ワールドワイドな音楽情報番組として刷新（1985）
1985年4月3日、『ヒットスタジオ』は「ワールドワイドな音楽番組として国際色をより強くし、フルコーラスの原則を徹底してより歌を楽しんでもらう」との方針から、『DELUXE』として水曜21時・22時台の2時間枠の大型番組にリニューアルされた。放送曜日移動の理由は、フジテレビが水曜19・20時台にプロ野球中継をする機会が稀であり、その後に出演者の拘束時間などの面で何かと縛りのきつい生放送の番組を持って来ても特に支障なしとの判断が働いたためと伝えられる。
司会は月曜時代に引き続いて芳村真理・井上順のコンビが続投。「ビッグウエンズデー開幕」と題打ってこれまで「夜の」「ヒット」「スタジオ」と三行だった番組ロゴに「DELUXE」のロゴを加えて「夜の」「ヒットスタジオ」と二行の番組ロゴの下に小さく「DELUXE」の文字を付けたした物に変更。またオープニング映像を、それまでのスタジオ風景を背景とした白色テロップによる簡素なものから、宇宙空間をサーキットで走っていきスタジオ風景にワープする様を描いたコンピューターグラフィックス映像に変更（制作費は数千万と言われる）。メインセットについても、階段状のセットに電飾が施され、ひし形の飾りが立体化される変更が行われた。
それまではスタジオ内の吊るされたスタンドマイク（ショットガンマイク）から司会者の声を拾い上げていたが、リニューアルを機にワイヤレス式のハンドマイクを持たせ、歌唱時に使用していた有線マイクがワイヤレスマイクに換わった。舞台演出の照明装置には、色彩や光線が自由自在にコントロールできるバリライトが当時のスタジオに本格的に導入された（バリライトアジア協力）。
演奏は引き続きニューブリードと日色ストリングスアンサンブルが務めることとなったが、ダン池田に代わりグループ・サウンズ出身者の三原綱木をバンドマスターに引き入れ、「ザ・ニューブリードスペシャル」としてメンバーを再編成した。多様な音楽に更に深く対応していくとの方針であったため、オーケストラの人員配置についても大幅な変更がなされ、吹奏楽部門担当は計13名を7名に削減、トランペット担当の演奏者が座っていた場所に木琴・鉄琴・クラシックパーカッションなどの打楽器担当者の席が配置された（1988年3月23日をもって撤廃）。また指揮者席も設置され、オーケストラが演奏を行わない際に指揮者はその席に座位するようになった。
新生『ヒットスタジオ』を象徴する企画が、一組のゲストに1ヶ月連続で出演してもらい、毎回異なる趣向のステージングでそのアーティストの多面的な魅力を引き出すというコンセプトで設置された「マンスリーゲスト」制である。最初のマンスリーゲスト（1985年4月）は小柳ルミ子、最多出場マンスリーゲストは郷ひろみと田原俊彦の各3回である。この企画の中で布施明、五木ひろし等が三味線やフルートなどの楽器演奏に挑戦したり、他歌手とのジョイント、近藤真彦が歌舞伎の扮装で登場したり、中森明菜がボーカルに特殊加工を施し黒装束で妖艶に舞い踊る（1987年2月4日放送）など、派手なパフォーマンスを展開した。また、作曲家・編曲家の大村雅朗を起用し、番組で生バンド「ザ・ニューブリードスペシャル」が演奏するメドレーやゲスト楽曲のアレンジを広瀬健次郎が担当したが後の「SUPER」で降板、尚「DELUXE」時代のオープニング映像のテーマ曲は広瀬健次郎が手掛けた。
また、ワールドワイドな番組を目指すというコンセプトを反映し、話題の海外アーティストを生出演させるセクションを設置した。特に大物のアーティストについては主要スタッフが海外へ赴き、直接出演交渉することもあったという。リニューアル直後の1985年4月17日には、アメリカのみならず世界のショービジネス界の大御所で、すでに伝説的な存在であったフランク・シナトラ（スタジオ生出演）と、世界的な人気を誇っていたティナ・ターナー（衛星生中継）が出演した際には5000万円は下らない制作費が投じられたといい、この2人が生番組で会すること自体海外の番組でもほとんどないことであったために当時の海外の音楽業界でも話題となり、これを契機に出演交渉がスムーズにいくようになったとも言われている。その後、本番組にはエルトン・ジョン、ジャネット・ジャクソン、ポール・マッカートニー、ボン・ジョヴィ、ホイットニー・ヒューストン、シーラ・E、バリー・マニロウといったアーティストが出演した。
このほか、バックダンサー要員として、振付師の西条満のオフィスダンサー集団で番組独自の女性ユニット「B・G・M」を結成（のち「Dee-Dee」に改名）させ、エンディングテーマ曲「You've Got A Name 〜 愛を信じて…」でレコードデビューさせた。また、ゲスト歌手の過去の出演シーンと現在の姿・歌声とを対比させる「タイムトンネル」、月曜日時代から不定期に行っていた司会の芳村のプロデュース企画「ファッションショー」もレギュラー化された。

### 新旧交替〜井上順と芳村真理の降板、若手の積極的起用（1985 - 1988）
1985年9月25日、井上順が「自らの可能性をより広める」ためとして司会を降板。代わってテレビ朝日から独立して間もない古舘伊知郎が起用される。古舘は局アナ時代の1982年に、スケジュール多忙のためにコーナー別撮りになった西田敏行の後任として、タモリと共に『夢のビッグスタジオ』の司会になって以来の音楽番組担当となった。当時「ストロボする言葉マシーン」を自称していた古舘はプロレス・F1の実況中継の時と同様に巧みな話術を展開し、それまで井上と芳村が交互に担当していた「4スタライブ」の進行も一手に引き受けることとなった。後に芳村は、古舘と最初に組んだ『ヒットスタジオ』の放送の時に若手司会者らしからぬ堂々の進行ぶりに圧倒され「自分の中で（司会勇退に向けて）心の整理を始めていた」「この人なら、後を任せられると思った」と著書の中で回顧している。
この時期には新進気鋭のアーティストの存在に注目し、久保田利伸、レッド・ウォーリアーズ、今井美樹、BOØWY、THE BLUE HEARTS、米米CLUB、尾崎豊（1988年6月22日放送）らを他に先駆けて出演させた。また、ミュージカルの1シーンの再現や、渡辺謙・松坂慶子ら人気俳優の「マンスリーゲスト」への起用のほか、アルバム収録曲が頻繁に披露されるなど、クオリティの高い番組制作が試みられた。松坂慶子が銀粉まみれの男性ダンサーと入り乱れながらの「桃色吐息」（1986年5月28日放送）、西城秀樹とバリー・マニロウのジョイントによる「腕の中へ -In Search of Love-」（1985年12月4日放送）、THE ALFEEをバックコーラスに従えての吉田拓郎による「アジアの片隅で」（1987年12月30日放送）、アン・ルイスと吉川晃司による「六本木心中」での過激なパフォーマンス（1985年10月2日放送）、宇崎竜童・内田裕也・うじきつよしらロック仲間総出での「ロックンロール・ウィドウ」（1987年3月4日放送） などのシーンが生まれた。
古舘起用後も、制作の中心的役割を担ってきた塚田茂と疋田拓らが引き続き担当したものの、1987年のフジテレビ社内の人事異動で7月に疋田が降板したことを契機に、監修に回った塚田を除き制作の一線を外れ、代わって日本テレビ出身で古舘とは学生時代より面識があったという木崎徹、プロデューサー・ディレクターには疋田の部下であった渡邉光男など若手作家・スタッフ陣が起用された。当時の「サンデー毎日」の記事によれば、当時フジサンケイグループ議長だった鹿内春雄が推し進めた若返り政策の一環で、それまで率いてきた制作首脳陣の世代交代が一気に進められたとされる。夜ヒットは疋田班から渡邉班と森正行率いる森班の共同制作班となる。
演出・プロデューサーとして渡邉光男が担当しプロデューサーとして森正行が名を連ねプロデューサーのクレジット表記が渡邉と森の名前が毎週交互に上下入れ替わりの順番となった。
その影響で、それまで番組出演回数や貢献度などを主たる選定基準としていた「マンスリーゲスト」に出演2回目であった若手・久保田利伸を抜擢（1987年10月）するなど、制作者や出演者の顔ぶれに新旧交替の傾向が強くなった。
そして、放送開始当初より司会を続けてきた芳村真理も1987年に入ってから番組降板の意思を示すようになり、同年夏、翌年初冬に控えた第1000回放送を区切りとして「勇退」という形での同番組の司会降板が正式が決定。これについては当初、1988年の新春が明けてから公表する予定となっていたが、1987年12月に一部スポーツ紙がこの話題をスクープ記事として取り上げる事態に発展したため、同月14日に急遽この報道を受けての緊急記者会見という形で正式発表されることになった。この席上、芳村は「しばらく家庭の時間を持ちたい」との意向が同番組降板の最大の理由であると説明、降板と同時に以後の芸能活動の大幅縮小（事実上のセミリタイヤ）を示唆する格好となった（この芳村の『ヒットスタジオ』勇退は、第1回放送から出演してきた番組の象徴の番組降板という事情もあってか、スポーツ紙のみならず全国紙の社会面にもトピックス的な扱いながら取り上げられた）。
そして、この記者会見以降、第1000回放送に向けての企画準備が急ピッチで進められ、年が明けた1988年1月の放送分はマンスリーゲストを廃して、芳村の勇退記念企画を編成。そして同2月3日の第999回記念「ロンドン全編衛星生中継」企画（これは長年芳村とともに番組を支えてきたスタッフや当時の同番組の常連歌手たちの慰労旅行を兼ねた企画であった）を経て、同2月10日の第1000回放送「芳村真理サヨナラ特番」では、第1回放送時のゲストであった島倉千代子・布施明を筆頭に総勢300名以上の歴代出演歌手と歴代の男性司会者（故人の三波伸介を除く）が出演し、芳村の最後の司会を見守った。芳村は放送の最後に一列に並んだ彼らから薔薇の花を一輪ずつ受け取り、「テレビの向こうにたくさんの顔が見えます」と、既に業界の一線を離れている過去の番組関係者や出演歌手らに向けたメッセージを残して番組を去っていった。この放送時の視聴率は1977年9月26日以降に放送された日本のレギュラー音楽番組で歴代2位となる36.0%（ビデオリサーチ社調べ）を記録した。
なお、月曜日時代から続いていた「ラッキーテレフォンプレゼント」は1987年に「夜ヒットテレカ」プレゼント企画スタートのため終了。また、現在同番組を表す略称として使われる事の多い『夜ヒット』の呼称は古舘が司会に起用されてから頻繁に使用されるようになった。

### 若手・中堅主導に（1988 - 1989）
1987年春以降、番組スタッフは番組降板の意思を示し始めた芳村に代わる古舘の新パートナー役のキャスティングに着手。当初は女性タレントを軸に選考が行われ、その中で番組初期からの常連歌手であり、またかつて同局系にて放送されていた『ゴールデン歌謡速報』を始めとして、司会者としての実績も豊富な由紀さおりが芳村の後任司会者に浮上。しかし、このキャスティング作業が進められていた最中の同年7月に疋田拓が異動（その後フジテレビを退職し、テレビ朝日へ移籍）。新しいプロデューサーとして渡邉光男が起用された事により、この後任人事は白紙に戻された。
同時期に塚田茂に代わり、番組構成の現場指揮に当たることになった木崎徹の、「これまでの歌謡番組としてのヒットスタジオのイメージを破壊したい」との意図も考慮しながらキャスティングが進められた結果、俳優の柴俊夫を芳村の後任として抜擢。第1002回放送分（1988年2月24日）より古舘・柴の男性司会コンビにより番組の進行が行われることになった。同時にエンディング時に使用されていた円形のテーブルも通常の平面的なものへと変わり、オープニング時の司会者登場のシーンも、最初から司会者が左右の大階段セットから降りて番組本編が始まる、などといった具合にマイナーチェンジが加えられた。
1988年11月、放送開始20周年を契機にそれまでテレビ出演に消極的であった松山千春をマンスリーゲストに起用。同月第4週から12月第1週までの3回は特別企画を組み、様々な形で20年間の足跡を回顧した。11月23日の『20周年前夜祭』では、初代司会者の前田武彦と芳村真理を迎え、今昔の番組内容を対比するというコンセプトから新旧の歌手が登場し、かつてのヒット曲に今のアイドル歌手らが挑んだり、「歌謡ドラマ」を復活させるなどの企画を組んだ。この際に行われた企画モノは、芳村降板後、徐々に下降線を辿っていた視聴率の（一時的にではあるが）向上に一役買い、この放送を契機に「恋人選び」コーナーを正式に復活させたり、総集編企画の多用や公開レコーディングの実施、マンスリーゲスト以外の歌手でもメドレー形式で歌を披露させる機会を増やすなど様々な企画がテコ入れとして投入された。一方で、1988年夏ごろから行われるようになったマンスリーゲストによる別スタジオでのファン限定ライブ企画に関しては、基本的に番組内では一部しか放映されず、アーティスト側の意向によっては非公開で行われるケースもあった。
この頃の出演歌手の顔ぶれは俳優や海外アーティストの出演機会が減り、他方ではアイドル歌手やジャニーズ系タレントが複数名出演する回があった。それまで『夜ヒット』の常連組の出演サイクルは、原則として3 - 4回に1回というペースが長らく堅持されていたが、この時期になるとマンスリーゲストではないにもかかわらず2週連続で出演するケースも目立っていた。
疋田・芳村・塚田が相次いで番組制作の一線を離れて以降、渡邉・古舘・木崎を中心とする若手・中堅スタッフ主導により、かつての人気企画の復活、実験的な新たな試みの導入など、番組像の模索を図り続け、一時的には視聴率は回復傾向を示したものの1989年の春以降は深刻な視聴率低迷に悩まされ、この頃より1回の放送で費やされる莫大な製作費に対して視聴率が追いつかなくなったため、同年9月末をもって『DELUXE』は終了した。また、それに伴って古舘のパートナー役を務めていた柴は降板した。そして、同年10月からは番組をジャンルにより4分割化、総合番組としての『夜ヒット』は1時間番組の『SUPER』として仕切り直し（実質上の番組規模の縮小）が図られることになった。

## 夜のヒットスタジオSUPER
- 放送期間：1989年10月18日 - 1990年10月3日
- 放送時間：水曜日 22:00 - 22:54（※1990年5月までは月末最終週放送日のみ、23:24まで放送時間を拡大）

### 加賀まりこの「暴言」から始まった番組の迷走
芳村から柴に司会が変わって以降視聴率の低下が始まっていた『DELUXE』に代わり、『SUPER』が1989年10月からスタートした。司会は『DELUXE』から続投の古舘伊知郎と新たに参加した加賀まりこ。オープニングは司会者登場のシーンおよびトークが省略され、1968年の開始以来続いていた童謡の演奏がなくなり、司会者のトークを1分間にし、CMをはさんでオープニングメドレーに入る形式となった。1回の放送につきゲストとして出演するアーティスト数は初回（7組）をのぞいて5 - 6組という少数に絞り、指揮者も新井英治から服部隆之（音楽監修兼任）になった。
新司会者の加賀は当時、バラエティー番組などでの歯に衣着せぬ毒舌ぶりや奔放なキャラクターが注目されていた時期であり、同番組でもその毒舌を遺憾なく発揮したが、B'zの稲葉浩志やCHAGE and ASKA、近藤真彦、酒井法子、光GENJIの諸星和己、工藤静香、プリンセス・プリンセスの奥居香などの若手アーティストらに対して、音楽番組の司会者としては不適切と思われる問題発言を度々起こし、本番中に吉幾三の頬にキスをして、吉がキスマークをつけたまま歌ったこともあった（1989年11月29日放送）。

### 出演者の変化・そして夜のヒットスタジオシリーズの終了（1990年）
この時期から歌番組に対するニーズの変化もあり、放送時間の短縮を機に予算が大幅に削減されたことも影響し、大物アーティストの出演頻度が下がった。布施明・井上陽水・サザンオールスターズ・北島三郎・森進一らは『SUPER』には一度も出演せず、それまで月に1、2回出演していた番組最多出演者の五木ひろしも1990年1月10日放送を最後に出演がなくなり、1980年代には毎週のように出演していたジャニーズ事務所の所属タレントの出演頻度も激減。若年層に人気のある日本歌謡のジャンルが、演歌・フォークソング・ニューミュージックからJ-POP・J-ROCKに移行しつつあった時代的背景もあって、若手バンドやロック・アイドル歌手が出演者の大半を占めるようになり、1990年4月18日放送に出演した石川さゆりを最後に純然たる演歌歌手の出演はついに途絶えてしまった。
また、これまでの同番組では全盛期を担当した疋田拓に象徴されるように放送業界や音楽業界にも絶大な力を持つプロデューサーが一手にキャスティング・曲目選定の決定権限を持ち、これが番組人気の要因であった「歌手や曲目のジャンルの幅広さ」を実現させる生命線として機能していたが、渡邉光男・森正行体制に移行して以降、変化していった。例えば、菅原文太が出演した際には、「歌が苦手なのでを1コーラスのみの歌唱にしてほしい」と放送内で要望し、トーク部分を引き伸ばそうとする行動に出たり（1989年11月15日放送）、長渕剛が3曲披露したり（1990年2月28日放送・7月25日放送）、別スタジオで曲が披露される機会が増えたりしたことなどが挙げられる。この時期には2-3曲を披露するアーティスト（例として長渕剛・さだまさし・松山千春・甲斐よしひろ・久保田利伸など）が最低1組は登場していた。
このような変容に相まって、ビッグバンドによる生演奏・手書きテロップの使用・オープニングでのリレーメドレーなど番組の構成、または定式自体が「時代遅れ」という印象を強く持たれ始めたことも視聴者離れにより拍車をかける格好となった。『SUPER』に刷新した1989年秋にはTBSの『ザ・ベストテン』、本番組終了半年前の1990年3月には日本テレビの『トップテンシリーズ』（当時は『歌のトップテン』）の2番組を筆頭に、『ミュージックステーション』を継続していたテレビ朝日以外の民放各局で生放送式音楽番組の終了が相次いでおり、番組そのものが時代にそぐわない状況となりつつあった。
こうした諸因が積み重なり、新体制移行から約7か月後の1990年5月9日の放送で10%の大台を大きく割り込み、5.6%という史上最低の視聴率を記録。このことから、それ以降の5月16日の放送からはベテラン歌手にかつてのヒット曲を披露させたり、トリを若手のバンドなどが務める機会を増やしたりしたものの低迷が続いたため、1990年9月4日にフジテレビは同番組の終了を正式に決定した。これを受けて、同年9月の放送分3回を「22年ありがとう月間」と題した特別編成で放送したあと、同10月3日、3時間枠での特別番組『ありがとう&さよなら夜のヒットスタジオ』を放送。この放送をもって、足掛け22年、放送回数1131回に亘って放送された『夜のヒットスタジオ』シリーズはその歴史に幕を閉じた。『夜ヒット』の終了とともにフジテレビのゴールデンタイムからも音楽番組が消滅し、金曜23時台へ場所を移して『ヒットパレード90's』を開始させた。フジテレビ系の音楽番組は1年半後の1992年4月に、水曜21時枠で『SOUND ARENA』を開始するまでゴールデン・プライムタイムでの放送が途絶えた。

## 年表
| 年度・期間                                   | 番組タイトル ・放送時間                               | 司会者                                                                            | 司会者                                                                            | 事項・初出演等 |
| 年度・期間                                   | 番組タイトル ・放送時間                               | 男性                                                                              | 女性                                                                              | 事項・初出演等 |
| -------------------------------------------- | ----------------------------------------------------- | --------------------------------------------------------------------------------- | --------------------------------------------------------------------------------- | --- |
| 1968年（昭和43年）                           | 夜のヒットスタジオ 毎週月曜夜10時 - 10時54分          | 前田武彦 1968年11月4日 - 1973年9月24日 第1回 - 256回                              | 芳村真理 1968年11月4日 - 1973年9月24日 第1回 - 256回                              | 11月4日、放送開始。当初はモノクロ、第4スタジオからの生放送 ・初代司会: 前田武彦・芳村真理 ・レギュラー: 鶴岡雅義と東京ロマンチカ（1974年10月まで）、小林大輔アナウンサー（恋人選び担当）、 ・演奏: 有馬徹とノーチェ・クバーナ・高橋達也と東京ユニオン（1968年11月 - 1969年3月、隔週で担当） ・第1回出演者：島倉千代子・布施明・美川憲一・ピンキーとキラーズほか ・コンピューター恋人選び、他人の歌OPメドレー、歌謡ドラマ、ラッキーテレフォンプレゼント（乱数表方式）、みんなで歌おう、想い出の歌 11月11日、男優での第1号歌ゲスト・加山雄三初登場、森進一・青江三奈・園まりらも初登場 11月25日、伊東ゆかり・中尾ミエ初登場 12月16日、北島三郎・水前寺清子初登場 12月23日、村田英雄・橋幸夫初登場 |
| 1969年（昭和44年）                           | 夜のヒットスタジオ 毎週月曜夜10時 - 10時54分          | 前田武彦 1968年11月4日 - 1973年9月24日 第1回 - 256回                              | 芳村真理 1968年11月4日 - 1973年9月24日 第1回 - 256回                              | 「恋人選び」コーナーなどで中村晃子（1月27日）、いしだあゆみ、小川知子（2月24日）が突然放送中に号泣。泣きの夜ヒットとして話題に 1月6日、ザ・ピーナッツ初登場「ガラスの城」。女優の歌ゲスト第1号として松原智恵子が出演 1月27日、春日八郎・菅原洋一初登場 2月24日、都はるみ初登場「好きになった人」 3月17日、最高視聴率42.2%（ビデオリサーチ調べ、関東地区）を記録 3月31日、モノクロからカラー放送へ移行。スタジオもグランドスタジオ棟（第6スタジオ）に変更され、番組専属のバンドとしてダン池田とニューブリードが起用される（1969年4月 - 1985年3月）。また、当日からは同番組に続く生番組として「テレビナイトショー」がスタート。同番組の月曜日は「ヒットスタジオ延長戦」として位置づけられ、司会の前田・芳村、構成の塚田ら主要スタッフがそのまま連投（〜1970年9月） 3月31日、吉永小百合が歌手として初登場 4月21日、坂本九初登場 5月19日、由紀さおり初登場「夜明けのスキャット」 6月9日、和田アキ子初登場「どしゃぶりの雨の中で」 6月23日、佐良直美初登場「ギターのような女の子」 7月7日、ハナ肇とクレイジーキャッツ・森山良子初登場 7月14日、同番組構成の塚田茂が前田武彦の代理司会を担当。ザ・ドリフターズ、森山良子初登場 8月4日、勝新太郎・ちあきなおみ初登場 8月25日、コント55号特別出演（コンピューター恋人選びの特別ゲストとして出演） 9月8日、江利チエミ初登場、当時米国に長期滞在中だった親友・雪村いづみと国際電話で久々に会話し号泣 9月15日、浅丘ルリ子が歌手として初登場「愛の化石」 9月29日、大原麗子特別出演（コンピューター恋人選びの特別ゲストとして出演） 10月6日、スポーツ界からの初のゲストとして大相撲の北の富士が出演 10月13日、渡哲也初登場「ギターと旅びと」 10月20日、沢田研二、ザ・タイガースのヴォーカルとして初登場。番組方針によりキャスティングが見合わせられていたグループ・サウンズ・バンドの番組出演がこの回を機に解禁される。 10月27日、石原裕次郎が初登場 11月3日、山口崇が特別出演（コンピューター恋人選びの特別ゲストとして出演） 11月17日、元読売ジャイアンツ選手・金田正一が現役引退からほどなく特別出演（コンピューター恋人選びの特別ゲストとして出演） 11月24日、キックボクシングの人気者・沢村忠が歌手として番組初登場「いかす街だぜ」 12月1日、森田健作・ピーター初登場 12月8日、加藤登紀子初登場「ひとり寝の子守唄」 12月15日、西郷輝彦・藤圭子初登場、岡田眞澄を特別ゲストとして迎える 12月22日、海外（日本国外）から初のゲストとしてオズモンド・ブラザーズ出演 12月29日、年末特別版として「御対面」の特別ゲストとして金田正一、「恋人選び」の特別ゲストとして津川雅彦を迎えて放送。北島三郎、いしだあゆみ、水原弘、水前寺清子、森進一、佐良直美ら10組以上の常連歌手が“飛び入り”の形で出演、1コーラスずつ当時の最新曲を披露。 |
| 1970年（昭和45年）                           | 夜のヒットスタジオ 毎週月曜夜10時 - 10時54分          | 前田武彦 1968年11月4日 - 1973年9月24日 第1回 - 256回                              | 芳村真理 1968年11月4日 - 1973年9月24日 第1回 - 256回                              | 1月5日、堺正章・井上順、ザ・スパイダースの一員として番組に初登場 1月12日、松方弘樹が歌手として登場、ジェリー藤尾が一家総出で初出演 1月26日、フォーリーブス初登場「若者は旅をつづける」 2月2日、加藤和彦初登場 2月16日、三田佳子、歌手として登場 3月30日、司会者・土居まさるが歌手として登場「ラブレター」 4月27日、千葉真一、歌手として登場 6月8日、左卜全がヒット曲「老人と子供のポルカ」をひっさげ番組初登場 6月29日、司会者・大橋巨泉が自前のバンド「ザ・サラブレッツ」を引き連れて歌手として登場 7月20日、萩原健一、ザ・テンプターズのボーカルとして番組初登場 8月17日、丸山明宏（現・美輪明宏）初出演「むらさき小唄」 9月7日、藤純子（現・富司純子）、歌手として登場 9月14日、倍賞千恵子・てんぷくトリオが歌手として登場 9月28日、放送100回達成。人気コーナー「コンピューター恋人選び」で選び出された“擬似カップル”（布施明・水前寺清子、森進一・いしだあゆみ、舟木一夫・佐良直美、ほか）が互いの持ち歌に挑戦 10月5日、藤岡琢也・酒井和歌子、歌手として登場 11月2日、朝丘雪路初登場「雨がやんだら」 11月9日、同年に制定された日本歌謡大賞特別企画を組む（ちなみに当時の同賞授与式司会は前田武彦であった）。番組史上最年少での初出演歌手・皆川おさむが出演「黒ネコのタンゴ」 12月14日、北大路欣也が歌手として番組初登場「矢は放たれた」 12月28日、歌謡界の女王・美空ひばり初登場「愁い酒」 この年、夫婦での出演多数（井上順・青木エミ、和田浩治・梓みちよ、松山英太郎夫妻、長沢純・川口晶など） |
| 1971年（昭和46年）                           | 夜のヒットスタジオ 毎週月曜夜10時 - 10時54分          | 前田武彦 1968年11月4日 - 1973年9月24日 第1回 - 256回                              | 芳村真理 1968年11月4日 - 1973年9月24日 第1回 - 256回                              | 2月8日、元・タイガースの沢田研二、元ザ・テンプターズの萩原健一をツインボーカルに据えて新たに結成されたバンド「PYG」が番組初登場。ディープ・パープルのナンバーから「Black Night」を演奏 2月8日、ペギー・マーチが特別出演 2月22日、小林旭が初登場「ついてくるかい」 3月15日、鶴田浩二初登場「傷だらけの人生」 5月24日、「新三人娘」の先陣を切り、小柳ルミ子初登場「わたしの城下町」 5月31日、尾崎紀世彦初登場「また逢う日まで」 6月21日、夜ヒット最多出演記録を誇る五木ひろしが初登場「よこはま・たそがれ」 6月21日、南こうせつ、「かぐや姫」のボーカルとして番組初登場「ひとり寝のかぐや姫」 7月5日、研ナオコ初登場 9月27日、杉良太郎が特別ゲストとして番組初登場。また、「新御三家」の先陣を切り、野口五郎が初登場「青いリンゴ」 10月25日、欧陽菲菲初登場「雨の御堂筋」 11月1日、天地真理・南沙織初登場 11月15日、第2回日本歌謡大賞特集を組み、尾崎紀世彦ら各賞受賞者が受賞曲を披露 11月22日、坂本九が前田武彦の代理司会を担当 |
| 1972年（昭和47年）                           | 夜のヒットスタジオ 毎週月曜夜10時 - 10時54分          | 前田武彦 1968年11月4日 - 1973年9月24日 第1回 - 256回                              | 芳村真理 1968年11月4日 - 1973年9月24日 第1回 - 256回                              | 5月1日、ペドロ&カプリシャス初登場「さようならの紅いバラ」 5月29日、石坂浩二・浅丘ルリ子夫妻（当時）が特別出演。これに因み、当日ゲストの一組であったビリーバンバンが石坂作詞の「さよならをするために」を番組初披露 7月24日、あがた森魚初登場「赤色エレジー」 7月31日、チェリッシュ初登場「ひまわりの小径」 8月14日、「花の中三トリオ」の先陣を切り、森昌子が初登場「せんせい」 8月21日、麻丘めぐみ初登場「芽ばえ」 10月2日、大和田伸也・牧村三枝子初登場 10月23日、沖雅也、歌手として初登場 12月4日、西城秀樹初登場「チャンスは一度」 12月25日、郷ひろみ初登場「小さな体験」 |
| 1973年（昭和48年） （ - 9月まで）            | 夜のヒットスタジオ 毎週月曜夜10時 - 10時54分          | 前田武彦 1968年11月4日 - 1973年9月24日 第1回 - 256回                              | 芳村真理 1968年11月4日 - 1973年9月24日 第1回 - 256回                              | 1月1日（初の元日放送）、アグネス・チャン初登場「ひなげしの花」 5月28日、桜田淳子初登場「天使の初恋」 6月4日、あべ静江・アン・ルイス初登場 6月4日、髙橋真梨子、「ペドロ&カプリシャス」の新ボーカルとして番組に初出演 7月30日、山口百恵初登場「としごろ」 8月6日、テレビ西日本開局15周年記念特別番組として福岡スポーツセンターより中継放送、浅田美代子初登場「ひとりっ子甘えっ子」 8月13日、殿さまキングス初登場「北の宿」 9月10日、キャンディーズ初登場「あなたに夢中」 6月18日、前田武彦の「共産党バンザイ発言」事件起きる。9月24日に司会降板、芳村真理も同時に一時番組を離れることに。同時に「コンピューター恋人選び」担当の小林大輔アナも当日放送分をもって降板。 |
| 1973年（昭和48年） （10月 - 1974年3月）      | 夜のヒットスタジオ 毎週月曜夜10時 - 10時54分          | 特定司会者なし （ゲスト歌手輪番制） 1973年10月1日 - 1974年3月25日 第257回 - 281回 | 特定司会者なし （ゲスト歌手輪番制） 1973年10月1日 - 1974年3月25日 第257回 - 281回 | 固定のレギュラー司会者を設定せず、ゲスト歌手2組が交替で司会を務めるスタイルが採られる 1973年10月、小林アナに代わる2代目”モグラのお兄さん”として野沢那智がレギュラー入り。 1973年11月5日、梶芽衣子、歌手として番組初出演「やどかり」 1974年2月11日、八代亜紀初登場「しのび恋」 1974年2月18日、石川さゆり初登場「おもいで」 1974年3月4日、チューリップ、テレサ・テン初登場 |
| 1974年（昭和49年） （1974年4月 - 1975年3月） | 夜のヒットスタジオ 毎週月曜夜10時 - 10時54分          | 三波伸介 1974年4月1日 - 1976年3月29日 第282回 - 386回                             | 芳村真理 朝丘雪路 1974年4月1日 - 1975年3月31日 第282回 - 334回                    | 芳村真理が司会復帰。三波伸介、朝丘雪路が加わりトリオ司会体制に このころよりスタジオに観客を入れての公開番組形式となる（1976年3月まで） ご対面 4月1日、布施明、ちあきなおみ「ドッキリ虚偽結婚発表」 5月27日、沢田研二・萩原健一・井上堯之バンドが久々に「PYG」名義で生演奏を披露（曲は「初めての涙」） 8月5日、放送300回達成・大磯ロングビーチ中継。 8月19日、五木ひろし、ご対面コーナーで2人の恩人との対面に涙の歌唱 10月21日、約1年の休養を経て、舟木一夫が再起作「旅路」で番組に久々の登場 11月4日、グレープ、中村雅俊、あのねのねが初登場 11月18日、山口百恵の応援ゲストとして、映画で共演したのちの夫・三浦友和が出演 12月9日・16日、同年制定された『FNS歌謡祭』特集を組む。五木ひろし（同年度の年間グランプリを「みれん」で受賞）・布施明（上期の最優秀歌唱賞を「積木の部屋」で受賞）・西城秀樹（下期の優秀歌謡音楽賞を「傷だらけのローラ」で受賞）・郷ひろみ（下期の優秀歌謡音楽賞を「よろしく哀愁」で受賞）・グレープ（下期の特別賞を「精霊流し」で受賞）ら、上期・下期の部門賞（グランプリ候補）を受賞した面々が出演、受賞曲を披露 12月9日、太田裕美初登場「雨だれ」 12月、騎手・増沢末夫が「さらばハイセイコー」で歌手として出演 1月27日、平尾昌晃が特別ゲストとして出演。 2月17日、ダウン・タウン・ブギウギ・バンド初出演「スモーキン・ブギ」 2月24日、ザ・スリー・ディグリーズ初出演「にがい涙」「荒野のならず者」。これを契機に海外アーティストの出演機会が増え始める 3月31日、ザ・ピーナッツ「サヨナラ」企画（初の「サヨナラ」企画） 司会の朝丘雪路、レギュラーの野沢那智が番組を降板。 放送開始当初からのエンディングコーナー「ラッキーテレフォンプレゼント」が一旦終了 |
| 1975年（昭和50年） （4月- 1976年3月まで）    | 夜のヒットスタジオ 毎週月曜夜10時 - 10時54分          | 三波伸介 1974年4月1日 - 1976年3月29日 第282回 - 386回                             | 芳村真理 1974年4月1日 - 1988年2月10日 第282回 - 1000回                            | 4月、「ラッキーテレフォン」に代わるエンディングコーナーとして「スターびっくり箱」開始（但し不評につきわずか数回で自然消滅） 5月5日、細川たかし初登場「心のこり」 6月16日、岩崎宏美初登場「二重唱 (デュエット)」 7月7日、千昌夫VS佐々木更三民社党委員長（当時）の「東北弁おしゃべり」対決 7月21日、沢田研二、放送前日に行われた「比叡山フリーコンサート」での元ザ・ピーナッツ・伊藤エミとの結婚報告の模様を撮影したフィルムを独占放送 8月11日、沖縄・海洋博会場から台風直撃のなかで中継。準備していた特設ステージが使用できず、スタッフ専用の手狭なブースから放送する事態に（但し、当日ゲスト歌手のうち、井上順のみ半ば強行で暴風雨に打たれながら特設ステージで歌を披露）。 10月20日、テレビ新広島開局記念番組として広島郵便貯金ホールより公開放送、バンバン初出演「『いちご白書』をもう一度」 11月17日、作詞者・作曲者名のクレジットが曲名・歌手名とともに併記されるようになる 11月24日、同日開催された第6回日本歌謡大賞を組み、布施明ら各賞受賞者が受賞曲を披露。布施はひさびさに実父と感動の「ご対面」 11月、エンディングの新コーナーとして「愛のスターテレフォンプレゼント」スタート（〜76年3月まで） 12月1日、初の「4スタライブ」実施（憂歌団初登場「ひとり暮し」） 12月8日、戦前派の大物・淡谷のり子が特別出演（歴代出演歌手中最高齢での出演） 1976年2月16日、桂三枝（現・六代目文枝）が歌手として登場 1976年3月1日、当日のゲスト歌手の一組、キャンディーズのリードボーカル・ラン（伊藤蘭）の病欠に伴い、当日披露予定となっていた新曲「春一番」の歌唱が見合わせる措置が採られる |
| 1976年（昭和51年）                           | 夜のヒットスタジオ 毎週月曜夜10時 - 10時54分          | 井上順 1976年4月5日 - 1985年9月25日 第387回 - 877回                               | 芳村真理 1974年4月1日 - 1988年2月10日 第282回 - 1000回                            | 1月5日、年初めの放送は辰年に因み、全出演者（レギュラーの塚田茂とダン池田を含む）がいきなり龍踊で入場した。また同日は フィリピンでハイジャックが起き、冒頭で今井彬（当時局アナ、『FNNニュース6:30』キャスター）がスタジオに現れてハイジャック報道を伝えた。 4月、井上順が司会に参加 このころから、原則として全曲フルコーラスで歌われるようになる。また、ヒットメドレー企画・ジョイント企画が本格的に番組の看板企画として多用される エンディングの名物コーナー「ラッキーテレフォンプレゼント」が乱数表方式からスロット方式に変更された形で再開 スター家庭訪問（短期間で打切り） 4月5日、大竹しのぶ初登場「みかん」 6月21日、ジョイント - 桜田淳子×森昌子×山口百恵×岩崎宏美「夏にご用心」 7月5日、放送400回突破、同月を「400回記念月間」と銘打ち放送 7月19日、あおい輝彦、かつて所属していたジャニーズのメンバー（飯野おさみ、中谷良）とひさびさのご対面、即興で「太陽のあいつ」をワンコーラス披露 8月9日、アグネス・チャン「サヨナラ」企画（カナダへの一時留学による芸能活動休止） 10月11日、三波春夫初登場「人生おけさ」 11月8日、あおい輝彦「君が優しすぎるから」で歌の冒頭でマイクから音が出ないトラブルが発生、1番の半フレーズ近くを歌ったところでいったん演奏を打ち切り、再度歌い直しの措置がとられる 11月15日、アダモ初登場 12月6日、前日に行われた第34回衆議院議員総選挙の報道特番のため、通常使用する第6スタジオを離れ第7スタジオより放送。特別ゲストに阪神タイガースの田淵幸一選手（当時）登場 12月20日、ピンク・レディー初登場「ペッパー警部」 |
| 1977年（昭和52年）                           | 夜のヒットスタジオ 毎週月曜夜10時 - 10時54分          | 井上順 1976年4月5日 - 1985年9月25日 第387回 - 877回                               | 芳村真理 1974年4月1日 - 1988年2月10日 第282回 - 1000回                            | 1月24日、三橋美智也初出演、「古城」「津軽じょんがら節」を披露。 1月31日、当日出演予定のシルビア・クリステルが急病のため出演を直前でキャンセル（翌2月7日放送に代替出演） 2月14日、ビューティ・ペア初登場「かけめぐる青春」 3月21日、高田みづえ初登場「硝子坂」 5月2日、狩人初登場、作曲者・都倉俊一の特別指揮の下、「あずさ2号」を披露 5月16日、アグネス・チャン「おかえり」企画（カナダから一時帰国） 6月6日、ジョイント - キャンディーズ×ピンク・レディー 6月27日、ジョイント - 矢野顕子×山本邦山、このジョイント企画が評価され1977年度の民放祭優秀賞を受賞。麻丘めぐみ婚約発表の模様も放送され、エンディングで本人が登場した 7月11日、大磯ロングビーチより大雨のなかでの中継、松崎しげる初登場 7月18日、キャンディーズ引退発表会見の模様を放送 8月15日、初代クラリオンガール、アグネス・ラムが歌手として登場。番組に7年ぶりに登場の作曲者・加山雄三との共演で「雨上がりのダウンタウン」を披露 8月22日、榊原郁恵初登場「わがまま土曜日」 9月19日、ブラザーズ・フォアが特別出演 10月3日、放送10周年突入を記念して放送枠を2時間に拡大、番組10年の足跡を、ゲスト歌手の過去のヒット曲を通じて振り返る（和田アキ子「あの鐘を鳴らすのはあなた」、沢田研二「危険なふたり」、野口五郎「私鉄沿線」、森昌子「せんせい」、西城秀樹「傷だらけのローラ」など）。オープニングでは久々登場のザ・ドリフターズのいかりや長介が芳村真理役、加藤茶が井上順役にそれぞれ扮して登場。 ・ジョイント - 布施明×五木ひろし×森進一×沢田研二「マイ・ウェイ」、梓みちよ×小柳ルミ子「カルメン'77」 ・花の高三トリオ×新御三家デュエット大会、ほか 11月7日、放送10周年突入記念企画第2弾として 11月28日、十朱幸代が歌手として初登場 12月26日、中島みゆきが登場、「わかれうた」「アザミ嬢のララバイ」を披露。このほか、この年から翌年にかけてフォーク・ニューミュージック勢の初登場が相次ぐ（7月11日：大橋純子、7月25日：イルカ・Char、8月29日：桑名正博、10月10日：五輪真弓、12月5日：原田真二・アリス、1978年1月9日：世良公則とツイスト・渡辺真知子、2月13日：大塚博堂、5月8日：ハイ・ファイ・セット、5月15日：NSP、6月5日：庄野真代、7月10日：尾崎亜美、10月2日：柳ジョージ＆レイニーウッド、12月11日：ゴダイゴ、ほか） |
| 1978年（昭和53年）                           | 夜のヒットスタジオ 毎週月曜夜10時 - 10時54分          | 井上順 1976年4月5日 - 1985年9月25日 第387回 - 877回                               | 芳村真理 1974年4月1日 - 1988年2月10日 第282回 - 1000回                            | 1月30日、沢田研二、スタジオ中に敷き詰められた畳の上で「サムライ」熱唱 3月27日、石原裕次郎、8年半ぶりの出演「赤いハンカチ」「夜霧よ今夜も有難う」「昭和たずねびと」 3月27日、石野真子がデビュー2日後にして初登場「狼なんか怖くない」 4月3日、キャンディーズ、解散コンサートを翌日に控え、会場の後楽園球場より最後の熱唱 中原理恵初登場「東京ららばい」 4月17日、竹下景子が歌手として初登場「結婚してもいいですか」 5月8日、歌舞伎俳優・市川染五郎（現・松本白鸚）が歌手として初登場「野バラ咲く路」 6月5日、番組放送500回達成（5月29日に前夜祭として500回記念放送） 7月3日、石川ひとみ初登場「右向け右」 7月31日、サザンオールスターズ初登場「勝手にシンドバッド」、番組史上初めて歌詞テロップ表示の措置を採る 8月28日、女子プロ野球チーム「ニューヤンキース」から誕生した歌手グループ・スリーヤンキースが出演 9月25日、南沙織「サヨナラ」企画 10月2日、関東地区にてステレオ放送を開始（これを機にOPのファンファーレ音楽をステレオ放送対応バージョンのものに変更） 10月9日、この日ヤクルトスワローズがセ・リーグ初優勝を達成し、更に翌10日が「体育の日」（当時）になるのを記念して、メドレーでは五木ひろし・野口五郎・郷ひろみが自身の野球チーム、細川たかしが所属プロ（バーニングプロダクション）のユニフォームを着用、そしてトリ（由紀さおり）では全出演者が「ラジオ体操第一」を踊った 11月6日、11周年に突入、記念企画として沢田研二・五木ひろしの異色ジョイント企画を放送 11月13日、11周年突入記念の特別ゲストとしてジャニス・イアンを迎えて放送 12月4日、日本ゴルフ界の第一人者・青木功が特別出演 12月25日、増位山、歌手として登場 |
| 1979年（昭和54年）                           | 夜のヒットスタジオ 毎週月曜夜10時 - 10時54分          | 井上順 1976年4月5日 - 1985年9月25日 第387回 - 877回                               | 芳村真理 1974年4月1日 - 1988年2月10日 第282回 - 1000回                            | 1月1日、1973年以来6年振りにして最後の元日放送。タイトル部は通常のスタジオ内ではなく「初日の出」と「サンシャイン60」。冒頭では井上順が直前番組『新春スターかくし芸大会』（芳村真理が副司会）の出し物『ピンク・パンサー』のクルーゾー警部に扮し、この年の干支であるヒツジを2匹連れて登場、またメドレー終了後には全出演者（および芳村真理とダン池田）に、針すなおの似顔絵が描かれた凧が配られた。 1月15日、ジョイント - 和田アキ子×柳ジョージ「ひとり酔い」、竹内まりや初出演「戻っておいで・私の時間」 2月19日、杏里初出演「オリビアを聴きながら」 2月26日、森進一、ナベプロ独立後最初の番組出演、「きみよ荒野へ」を涙の熱唱 3月5日、フジテレビ開局20周年記念番組として放送、ジョイント - 安奈淳×西城秀樹×郷ひろみ×野口五郎「愛あればこそ」 4月23日、植木等が10年ぶりに特別ゲスト扱いで番組に出演。応援に駆け付けたクレイジーキャッツの面々と共に久々の新曲「これで日本も安心だ！」を披露。 5月14日、小林幸子初登場「おもいで酒」 同局系平日夕方のワイドショー番組『3時のあなた』の企画「歌え！ママさん」の優勝チームが中継回線を繋いで岸洋子が歌う「希望」のコーラスを担当 6月4日、ジョイント - 萩原健一×柳ジョージ×井上尭之「大阪で生まれた女」 7月9日、ジュディ・オング、合成映像（ドライアイスの上に海の映像をかぶせたもの）のなかで「魅せられて」を披露 7月30日、ミス・インターナショナル各国代表が総出演、トリの松崎しげる「セーリング・ラブ」でバックダンサーを務める 8月13日、浜田省吾初登場「風を感じて」、敏いとうとハッピー&ブルー・田辺靖雄「よせばいいのに」競演 9月10日、松坂慶子初登場「愛の水中花」 10月1日、12周年突入。放送枠を2時間に拡大して総集編企画を放送。 10月8日、西武ライオンズ球場より強風のなかで中継 11月12日、チャゲ&飛鳥(CHAGE and ASKA)初登場 12月10日、クリスタルキング初出演「大都会」 12月24日、初の聖夜週特別編成を組む |
| 1980年（昭和55年）                           | 夜のヒットスタジオ 毎週月曜夜10時 - 10時54分          | 井上順 1976年4月5日 - 1985年9月25日 第387回 - 877回                               | 芳村真理 1974年4月1日 - 1988年2月10日 第282回 - 1000回                            | 2月4日、岩崎良美初登場「赤と黒」 作曲家・都倉俊一が歌手として特別出演（「ウィンズ」名義）。「BOY」をピアノ弾き語りで披露。 3月10日、庄野真代「サヨナラ」企画（長期の歌手活動休止） 4月21日、桑名正博・アン・ルイス夫妻（当時）が共演。 4月28日、松田優作・松田聖子初登場「裸足の季節」 5月5日、水谷豊、歌手として初登場「あす陽炎」 5月12日、放送600回達成 6月2日、イエロー・マジック・オーケストラ初登場「ライディーン」「テクノポリス」 6月23日、芦ノ湖畔・箱根園庭園より中継。ところが濃霧がかかってしまう 6月30日、吉田拓郎初登場「いつか夜の雨が」「あの娘といい気分」の2曲を披露。また、田原俊彦・河合奈保子も初登場 8月11日、美空ひばり、1970年12月28日以来10年ぶりの出演。以後、1984年まで美空の夏季（もしくは年内最終放送回）の特別出演が恒例化。 8月25日、第10スタジオ・第4スタジオからの放送実施 9月1日、ジョイント - アン・ルイス×竹内まりや「リンダ」（アンのセカンドネームが「リンダ」という縁で） 9月29日、三原じゅん子初出演「セクシー・ナイト」 10月6日、山口百恵最後のテレビ生出演（「サヨナラ山口百恵」） 10月20日、ポール・モーリア楽団が特別出演、西城秀樹と「サンタマリアの祈り」でセッション 10月27日、ノーランズ初出演 11月17日、多岐川裕美、歌手として初登場「酸っぱい経験」 11月24日、近藤真彦初登場「スニーカーぶる〜す」 12月15日、井上陽水初登場「夢の中へ」「クレイジーラブ」 12月22日、作曲家・浜口庫之助が歌手として特別出演、「雪山の思い出」を披露 |
| 1981年（昭和56年）                           | 夜のヒットスタジオ 毎週月曜夜10時 - 10時54分          | 井上順 1976年4月5日 - 1985年9月25日 第387回 - 877回                               | 芳村真理 1974年4月1日 - 1988年2月10日 第282回 - 1000回                            | このころより海外アーティストの出演も増加し、衛星中継も度々行う 1月26日、横浜銀蝿初登場、以降、翌1982年にかけてJohnny・嶋大輔・杉本哲太ら「銀蝿ファミリー」が続々番組に登場 2月2日、ポリス出演 2月16日、郷ひろみが井上順の代理司会を担当（歌の披露はなく、純然たる司会のみでの出演）、RCサクセション初登場「トランジスタ・ラジオ」 2月23日、寺尾聰初登場「シャドウ・シティ」「ルビーの指環」 3月9日、桃井かおり初登場「バイバイ子守唄」 3月30日、ピンク・レディー「サヨナラ」企画 4月13日、当時、自身のラジオ番組で当日ゲストの一組である村田英雄ネタで笑いを採っていた縁から、ビートたけしが特別ゲストとして出演 6月8日、西田敏行初登場「もしもピアノが弾けたなら」 6月15日、柏原芳恵初登場「ガラスの夏」 6月22日、柴田恭兵・阿川泰子初出演 7月20日、山本譲二初出演「みちのくひとり旅」 8月17日、イモ欽トリオ初登場、萩本欽一が応援ゲストとしてスタジオに駆けつける。長山藍子が歌手として初出演。 8月24日、真田広之が歌手として初登場「青春の嵐（ハリケーン）」 8月24日、松田聖子が当時公開中の主演映画「野菊の墓」の主題歌「花一色」を披露。応援ゲストに共演者の桑原正が駆けつける 8月31日、石野真子「サヨナラ」企画、タモリが歌手・トランペット奏者として登場 10月26日、宮内淳・時任三郎・宮崎美子が歌手として番組初登場 11月2日、アリス「サヨナラ」企画 11月9日、シーナ・イーストン初出演 11月23日、松本伊代初登場「センチメンタル・ジャーニー」 11月30日、重傷のため長期休養中だった河合奈保子が同番組で復帰、薬師丸ひろ子が初登場 12月14日、オリビア・ニュートン＝ジョン出演「フィジカル」 12月21日、北島三郎・山本譲二がこの年の互いのヒット曲「風雪ながれ旅」「みちのくひとり旅」で師弟競演 12月21日、来生たかお初登場「夢の途中」 同年の「なめ猫」ブーム、横浜銀蝿に代表される「ツッパリ」ブームに便乗する形で製作されたアニメキャラクター「川崎黄金猫舎」が正式のアーティスト扱いで番組に登場、「パープリング・ブギ」を披露（アニメキャラクターの歌披露はこれが唯一のケース） |
| 1982年（昭和57年）                           | 夜のヒットスタジオ 毎週月曜夜10時 - 10時54分          | 井上順 1976年4月5日 - 1985年9月25日 第387回 - 877回                               | 芳村真理 1974年4月1日 - 1988年2月10日 第282回 - 1000回                            | 1月11日、竹下景子が芳村真理の代理司会を務める 3月1日、デラ・セダカ&喜多郎、「千年女王」のテーマ曲で競演 3月8日、ピーター・ポール&マリー出演（春一番・PPM特集として放送）、稲垣潤一初登場「雨のリグレット」 3月22日、小泉今日子初登場「私の16才」 3月29日、アンディ・ウィリアムスが特別出演。松平健が歌手として初登場 4月5日、堀ちえみ初出演「潮風の少女」 4月12日、番組放送700回達成。特別ゲストとして内田裕也が初登場。沢田研二、桑名正博らロック仲間をコーラスに従え、「さらば愛しき女たち」ほか2曲を披露 4月26日、放送700回記念企画として新婚夫婦300組を招待してのディナーショー形式の記念番組を放送（新高輪プリンスホテルより） 5月3日、シブがき隊・三田寛子（「駆けてきた処女」）初登場。三田の歌唱中、マイク故障のトラブルが発生し、急遽再度歌い直しの措置が採られる 5月10日、石川秀美初登場「妖精時代」 5月17日、早見優初登場「急いで！初恋」 6月14日、RCサクセション「ガム吐き捨て」事件 6月28日、少年隊が未レコードデビューながらソロのアーティストとして番組に初登場。同放送回のトップバッターとして所属事務所の先輩・フォーリーブスのヒット曲「ブルドッグ」を披露 6月28日、当日放送にソロ歌手として初出演の予定であった谷村新司が急病のため出演辞退（7月12日に改めてソロ初出演）。代役としてオープニングメドレーに堀内孝雄、本編に岸田智史（現・敏志）が急遽出演。 7月12日、美空ひばり、作者の谷村新司を目の前に「昴」を熱唱 8月2日、古手川祐子が歌手として初登場（「煙草」）。同放送回のラストでは学生時代からのファンである郷ひろみの相手役を務める（「哀愁のカサブランカ」） 8月16日、あみん初登場「待つわ」 8月30日、もんたよしのりの結婚祝福企画を放送 9月20日、中森明菜初登場「少女A」 10月4日、15周年突入を記念して放送枠を2時間に拡大（21:00開始）、番組を彩った多数の歌手をスタジオに招き総集編企画を放送。特別ゲストとしてジョーン・バエスを迎える。なお21:00の『欽ドン!良い子悪い子普通の子』は休止されたが、当番組の冒頭では『欽ドン』出演者の萩本欽一・志穂美悦子・山口良一が『欽ドン』風セットでコントをするといったお遊びがあった。 11月1日、松坂慶子、当時公開中の主演映画「蒲田行進曲」の主題曲を共演者の風間杜夫・平田満・萩原流行・石丸謙二郎をコーラスに従えて披露 12月13日、フリオ・イグレシアス、衛星中継で初出演 12月20日、海援隊「サヨナラ」企画、THE ALFEEが初登場「別れの律動（リズム）」 |
| 1983年（昭和58年）                           | 夜のヒットスタジオ 毎週月曜夜10時 - 10時54分          | 井上順 1976年4月5日 - 1985年9月25日 第387回 - 877回                               | 芳村真理 1974年4月1日 - 1988年2月10日 第282回 - 1000回                            | 1月10日、歌舞伎俳優・先代中村勘三郎が特別出演 1月31日、クリストファー・クロス初登場 2月28日、井上順の代理として田原俊彦が芳村真理の相手役を務める。ジョイント - 佳山明生×日野美歌×箱崎晋一朗「氷雨」、EPO初登場「う、ふ、ふ、ふ、」 3月7日、樋口可南子が歌手として番組初登場 3月21日、映画『ブッシュマン』で話題となった"ニカウさん"出演 3月28日、ライオネル・リッチー初出演 4月4日、シルヴィ・ヴァルタン初出演。映画「だいじょうぶマイ・フレンド」で主演を務めるピーター・フォンダが特別出演。同じく同映画に出演する渡辺裕之・乃生佳之・広田レオナ、音楽監督を務める加藤和彦とともに同映画の主題歌を披露。 5月2日、長渕剛・原田知世初登場 5月9日、プロゴルファーの湯原信光・倉本昌弘が特別出演 5月16日、THE GOOD-BYE初登場 6月13日、カルチャー・クラブ初出演 6月20日、「007」シリーズの「ジェームス・ボンド」役で人気のロジャー・ムーアが特別出演 6月27日、新曲「夏模様」を引っさげて登場の柏原芳恵の応援ゲストとして、同曲の作詞者・“微笑杏里”こと藤真利子が登場。翌年4月には歌手として出演を果たす 7月4日、細川たかしが井上順の代理司会を担当。美空ひばりが作者・来生たかおとのジョイントで異色作「笑ってよムーンライト」を披露 8月8日、岸本加世子が歌手として番組初登場「心が・・・」（芳村真理の代理司会も担当）。ドラマ共演で親交を深めた宇津井健が応援ゲストとして登場 8月22日、風間杜夫が歌手として番組初登場「夏も泣いている」 10月10日、代々木第一体育館より公開生放送を実施。海外ゲストに、リック・スプリングフィールド（フジテレビスタジオでの披露） 11月14日、ジョイント - チョー・ヨンピル×渥美二郎、内田あかり、殿さまキングスほか「釜山港へ帰れ」。原田芳雄が歌手として番組初出演 11月21日、U2・ジャッキー・チェン初出演、U2の演奏時にアンプが突然故障するハプニング発生 12月5日、ジョイント - 研ナオコ×小椋佳「泣かせて」 12月19日、ポール・アンカ初出演 同年春より出演歌手のキャスティング方針が変更され、新人歌手の番組出演機会が大幅に制約されることに（バーニングプロダクション・渡辺プロダクション・ジャニーズ事務所所属新人を除き、原則2年目から出演解禁の方針が採られる） |
| 1984年（昭和59年） （ - 1985年3月まで）      | 夜のヒットスタジオ 毎週月曜夜10時 - 10時54分          | 井上順 1976年4月5日 - 1985年9月25日 第387回 - 877回                               | 芳村真理 1974年4月1日 - 1988年2月10日 第282回 - 1000回                            | 1月16日、デュラン・デュラン初出演 1月23日、ジョイント-森昌子×円広志「越冬つばめ」 2月6日、安全地帯（「ワインレッドの心」）・戸川純（「玉姫様」）初登場 2月13日、チェッカーズ初登場「涙のリクエスト」 3月、番組放送800回達成 4月9日、中井貴一、杉山清貴&オメガトライブ初登場 4月16日、THE MODSが衛星生中継で初登場「バラッドをお前に」 4月23日、荻野目洋子初登場「未来航海〜Sailing〜」 4月30日、「52歳の大型新人」芦屋雁之助初登場「娘よ」 5月21日、世界的人気を誇るピアニスト・リチャード・クレイダーマンが特別出演、「渚のアデリーヌ」を生演奏 同年五月場所で力士を引退したばかりの元関脇・高見山が特別出演 5月28日、前日開催の東京優駿で1着になった三冠馬・シンボリルドルフに搭乗の騎手岡部幸雄と調教師・野平祐二がオープニングの特別ゲストとして登場 6月18日、大沢誉志幸初登場「その気×××（mistake）」 映画『瀬戸内少年野球団』で共演した郷ひろみの応援ゲストとして同映画の主演・夏目雅子が特別出演 7月30日、一世風靡セピア初登場。初登場ながら、セット中央の大階段から登場。 9月3日、舘ひろし初登場「泣かないで」 辻久子、前橋汀子ら、クラシック界からの出演者が登場 9月24日、松坂慶子・志穂美悦子、当時公開中の映画「上海バンスキング」での一コマを番組で再現、主題歌「ウェルカム上海」を披露 10月1日、映画『おはん』の主題歌を歌う五木ひろしの応援ゲストとして同作品の原作者・宇野千代と主演の吉永小百合が出演 10月8日、17周年突入を記念して2時間スペシャルを放送。ゲスト歌手全員が自身の曲はなく他人の持ち歌に挑戦する趣向をメイン企画に据えた構成（松田聖子「あなた」（オリジナル歌手・小坂明子がピアノ伴奏で特別参加）、田原俊彦「BEAT IT」、中森明菜「イミテイション・ゴールド」、美空ひばり「ラブ・イズ・オーヴァー」など） ・萩本欽一率いる「欽ちゃんファミリー」総出演、ファミリーを代表して志穂美悦子「もしも明日が」 ・ジョイント - 石川秀美×早見優×堀ちえみ「やさしい悪魔」 10月15日、ビートたけし、歌手として「たけし軍団」を率いて登場 11月5日、「Footloose（フットルース）」が日本でも大ヒットのケニー・ロギンスが来日初出演 11月12日、同年、世界的なヒットとなった映画「ゴーストバスターズ」の主題歌を歌うレイ・パーカーJr.が初登場 11月19日、西城秀樹・郷ひろみ、「Careless Whisper」で「対決」 11月26日、ピアニスト・中村紘子が「幻想即興曲」を披露 12月17日、都はるみ「サヨナラ」企画 1985年1月21日、マドンナ初出演「ライク・ア・ヴァージン」 1985年1月28日、吉幾三初登場「俺ら東京さ行ぐだ」、プロデュースを務めた千昌夫が応援に駆けつける 1985年2月18日、プロレス界の第一人者・アントニオ猪木が特別出演 1985年2月18日、菊池桃子初登場「卒業-GRADUATION-」、木の実ナナ・細川俊之、ミュージカル「ショーガール」の一コマを再現 1985年2月25日、リマール初出演「The Neverending Story」 このころよりシングル（当時はEP盤）B面・アルバム(当時はLP盤)収録曲披露の機会が多くなる（松田聖子「ボン・ボヤージュ」「夏服のイブ」、小泉今日子「風のマジカル」、郷ひろみ「暗闇のディーン」、シブがき隊「100万粒の涙」など） |
| 1985年（昭和60年） （4月 - 9月）             | 夜のヒットスタジオ DELUXE 毎週水曜夜9時2分 - 10時52分 | 井上順 1976年4月5日 - 1985年9月25日 第387回 - 877回                               | 芳村真理 1974年4月1日 - 1988年2月10日 第282回 - 1000回                            | 曜日を月曜→水曜へ移動、2時間へ拡大 ニューブリードのバンドマスター(指揮者)がダン池田から三原綱木に交替（ザ・ニューブリードスペシャル、1985年4月 - 1986年3月） また、このころから、番組で芳村真理プロデュースのファッションショーがレギュラー企画化される マンスリーゲスト制（第1回目のマンスリーは小柳ルミ子） ・今夜のヒットスタジオ（事前2分番組。牧原俊幸、本間淳子〈のちに永真理〉各アナウンサーが担当）、タイムトンネル、このほかDX初期にはビデオレター、ニュースコーナーなども存在 4月3日、DELUXE第1回。マンスリーゲストの小柳ルミ子が加山雄三の歌声に号泣。 4月3日、ラッツ&スターメンバーの合同結婚式を記念し、新婦全員がスタジオに登場。 4月10日、ボン・ジョヴィ初出演 4月10日、吉幾三、地元の村民とご対面 4月17日、フランク・シナトラ、スタジオ出演&ティナ・ターナー衛星中継出演 4月17日、とんねるず初登場「一気!」 5月1日、斉藤由貴初登場「卒業」 5月22日、バリー・マニロウ、衛星中継で番組初登場。当日放送でのマニロウからのリクエストに従い、来日初出演時（同年6月12日）には全国から募集した100人の現役芸者が彼を出迎える 6月5日、高田みづえ「サヨナラ」企画、引退前最後のテレビ出演 6月19日、世界的サックス奏者・渡辺貞夫がマンスリー・田原俊彦とのセッションで番組初登場 7月3日、東京ディズニーランドの人気キャラクター、ミッキーマウス・ミニーマウスが登場 7月17日、高中正義・TUBE初登場 7月24日、おニャン子クラブ・中山美穂初登場。大関・北尾が特別出演 8月7日、谷村新司・佐藤隆が「12番街のキャロル」で「対決」 8月14日、中森明菜が喉の不調のため、当日歌唱予定だった新曲「SAND BEIGE」の披露を見合わせ、ライブの様子を撮影したビデオを放送する処置が採られる。ビリー・オーシャン初登場。 8月21日、森進一、坂本九を追悼して「見上げてごらん夜の星を」絶唱 原田知世、野村宏伸、渡辺典子の当時の角川映画を代表する俳優3人が特別ユニット「BIRD」として登場 9月4日、競輪選手・中野浩一が特別出演 9月18日、おニャン子初のソロデビュー組として河合その子が初登場。以後、うしろゆびさされ組（85年10月9日）、新田恵利（86年1月8日）、国生さゆり（同2月5日）、吉沢秋絵（同3月19日）、福永恵規（同5月28日）、城之内早苗（同7月16日）、渡辺美奈代（同11月5日）、渡辺満里奈（87年1月28日）らが続々ソロ歌手として番組に登場、1987年初頭にかけて番組にも「おニャン子旋風」が吹き荒れる 9月25日、9年半にわたって司会を務めた井上順が番組を降板。田原俊彦、河合奈保子ら当日出演の予定のなかった歌手が井上のラスト司会を見送るために駆けつけエンディングでは「お世話になりました」を歌唱。相方の芳村真理は号泣しながら井上の10年に及ぶ労を労った。 |
| 1985年（昭和60年） （10月 - ）               | 夜のヒットスタジオ DELUXE 毎週水曜夜9時2分 - 10時52分 | 古舘伊知郎 1985年10月2日 - 1990年10月3日 第878回 - 1131回                         | 芳村真理 1974年4月1日 - 1988年2月10日 第282回 - 1000回                            | 10月2日、元・テレビ朝日アナウンサーの古舘伊知郎が4代目の男性司会者として登場。応援ゲストにアントニオ猪木、また、角界から横綱・千代の富士が出演。 10月2日、アン・ルイス・吉川晃司が「六本木心中」で過激なライブパフォーマンスを展開、物議を醸す 10月2日、岸千恵子が大勢の地元の後援会の面々が駆けつける中、「千恵っ子よされ」をスタジオ狭しに駆け回りながらの熱唱。随奏の三味線伴奏者や当日のゲスト歌手までもが即興で踊り出し、スタジオ内が異様な熱気に包まれる 10月9日、ジョイント - 矢野顕子×坂本龍一（夫婦競演） 10月9日、HOUND DOG初出演。多数のファンがスタジオに駆けつける中で「ff (フォルティシモ)」を熱唱、曲の途中で当日の出演者の一人、サザンオールスターズの桑田佳祐が飛び入りでジョイント。 10月16日、阪神タイガース優勝の瞬間を生中継。放送時間のおよそ半分を生中継に費やしたため、当日のみしか空いていないスケジュールの歌手のみを優先させて歌わせ、エンディングでオープニングメドレーを行った。 11月13日、ホイットニー・ヒューストン衛星生中継で初出演「Saving All My Love for You(すべてをあなたに)」 11月20日、矢沢永吉、ロサンゼルスから衛星生中継で初出演「YOKOHAMA二十才まえ」「SHE BELONGS TO HIMー彼女は彼のものー」 12月4日、ジョイント - 西城秀樹（マンスリー）×バリー・マニロウ「腕の中へ -In Search of Love-」 12月11日、SHOW-YA初登場 12月18日、逸見政孝が古舘の代役司会、ジョイント - 沢口靖子×布施明「白の円舞曲」 12月25日、当日放送回の前半トリで「夢よ急げ」を披露する予定となっていたTHE ALFEEの演奏中にギターが故障して演奏の続行が不可能になるアクシデントが発生。急遽、後半（22時台）の曲順・構成を入れ替え、再演奏する措置が採られる。 |
| 1986年（昭和61年）                           | 夜のヒットスタジオ DELUXE 毎週水曜夜9時2分 - 10時52分 | 古舘伊知郎 1985年10月2日 - 1990年10月3日 第878回 - 1131回                         | 芳村真理 1974年4月1日 - 1988年2月10日 第282回 - 1000回                            | 1月29日、大関・朝潮夫妻が特別ゲストとして登場 2月5日、露木茂、古館の代理司会を担当（芳村・露木は、1986年まで『FNS歌謡祭』司会を務めていた） 2月12日、本田美奈子初登場「1986年のマリリン」 3月5日、BOØWY初登場「わがままジュリエット」 3月26日、放送900回突破を記念して、歴代の出演歌手を集めての2時間の総集編企画を組む。番組中盤にはおニャン子クラブからの卒業を発表した中島美春・河合その子の送迎企画を放送。この回は生放送ではなく事前収録だった 4月2日、オーケストラがTHE HIT SOUND SPECIALになり、バンドマスターも三原綱木から新井英治に交代（1989年9月まで） 4月2日、ハリー・ベラフォンテ出演。ゲスト歌手全員での「We Are The World」大合唱 4月9日、南野陽子初登場「悲しみモニュメント」 4月16日、西村知美初登場「夢色のメッセージ」 5月7日、聖飢魔II初登場「蝋人形の館」 5月21日、スティーヴィー・ワンダーが衛星生中継で初出演。ブレッド&バターとともに「remember my love」をジョイント フィリピンのコラソン・アキノ大統領の実娘、クリス・アキノが特別出演 5月28日、甲斐バンド、最初にして最後の出演、「漂泊者」などを披露 6月11日、シンディ・ローパー初出演 7月23日、渡辺美里初登場 8月6日、スターダストレビュー初登場「今夜だけきっと」 8月20日、ジョイント-西城秀樹×カシオペア×宇崎竜童「約束の旅 〜帰港〜」ほか 8月27日、森昌子「サヨナラ」企画 9月10日、オメガトライブの新ボーカル・カルロス・トシキ、久々の肉親との対面に号泣「Super Chance」 9月10日、モナコ公国公女・ステファニー・ド・モナコが歌手として衛星中継で出演 9月17日、陣内孝則が歌手として初登場 9月24日、ジャネット・ジャクソン初登場 10月8日、ジョイント-桜田淳子×寺泉憲、ミュージカル「アニーよ銃をとれ」のナンバーから3曲を披露 10月22日、ロッテオリオンズから中日ドラゴンズへと移籍したばかりの落合博満が特別ゲストとして出演。翌年1月には「サムライ街道」をひっさげて歌手として出演を果たす 10月29日、プロ野球日本シリーズを3年ぶりに制した西武ライオンズの東尾修、工藤公康、伊東勤、石毛宏典、辻発彦、清原和博が特別ゲストとして出演。ばんばひろふみとチャゲ&飛鳥が応援歌「Vのシナリオ」から石毛、東尾、工藤のパートを選手の目の前で披露。 11月26日、ジョイント - 岩崎宏美×布施明 広島東洋カープ・山本浩二選手が特別出演 12月31日、特別企画「世界紅白歌合戦」として放送、衛星生中継でロッド・スチュワート、ボブ・ゲルドフ、バングルス、レジーナが初登場 |
| 1987年（昭和62年） （ - 1988年2月まで）      | 夜のヒットスタジオ DELUXE 毎週水曜夜9時2分 - 10時52分 | 古舘伊知郎 1985年10月2日 - 1990年10月3日 第878回 - 1131回                         | 芳村真理 1974年4月1日 - 1988年2月10日 第282回 - 1000回                            | 視聴者プレゼントの賞品がテレカに 2月4日、今井美樹初登場「頬に風」 2月25日、TM NETWORK初登場「Self Control」 3月4日、ジョイント - 宇崎竜童（マンスリー）×内田裕也、ジョー山中、桑名正博ほか「ロックンロール・ウィドウ」 3月11日、堀ちえみ、休業前最後のテレビ出演「愛を今信じていたい」 3月25日、ジョイント-EPO×鈴木雅之「Down Townラプソディー」 5月 - 6月10日、結婚を控えた郷ひろみが6回連続の最長記録マンスリーゲストに 5月13日、ジョイント - 河合奈保子×杏里「オリビアを聴きながら」 5月27日、大相撲の新大関・小錦が特別出演 6月17日、斉藤由貴、島田歌穂ら「レ・ミゼラブル」のキャストが勢揃い、「ピープルソング」を大合唱 7月22日、直前に逝去した石原裕次郎の追悼企画として、1978年3月27日放送分より、彼の出演パートを抜粋してノーカット放送。 7月29日、光GENJI「STAR LIGHT」、坂本冬美初登場 8月5日、五木ひろしが芳村真理の代理司会を担当 8月19日、デッド・オア・アライヴ初登場「Something In My House」 8月26日、第4スタジオからTHE ALFEE「4スタライブ」決行、久保田利伸初登場「TIMEシャワーに射たれて...」、おニャン子クラブ「サヨナラ」企画 9月2日、お笑いタレント・小堺一機初出演「ムーンライト・シィンギィング」 9月16日、徳永英明、酒井法子初登場 10月7日、久保田利伸が新人ながらマンスリーゲストとして1ヶ月間出演。バービーボーイズ初登場「泣いたままでListen to me」 10月14日、米米CLUB初登場「sûre dance」 大物海外アーティストの出演相次ぐ（11月18日:ポール・マッカートニー、12月16日:エルトン・ジョンほか） 11月25日、「ダウン・タウン・ブギウギバンド」再結成・8年ぶりの出演 12月、渡辺謙がマンスリーゲストとして1か月連続出演 12月23日、クリスマス特別企画として東京ディズニーランドの人気キャラクターがスタジオに勢揃い。番組中盤では大勢のダンサーを交えた大規模なレビューショーを展開。 12月30日、初の「スーパーデラックス」版放送 ・ジョイント - 田原俊彦×久保田利伸×AMAZONS「It's BAD」、中森明菜×玉置浩二×井上陽水「飾りじゃないのよ涙は」、吉田拓郎×THE ALFEE「アジアの片隅で」 ・THE BLUE HEARTSがテレビ生番組初登場 1988年1月6日、中森明菜「難破船」を涙の絶唱。谷村新司・堀内孝雄、「アリス」再結成・同バンド名義では7年ぶりの登場。プリンセス プリンセス初登場「MY WILL」 1988年1月27日、長渕剛が第4スタジオから「乾杯」を披露。大ファンだった島倉千代子のために、着衣していた300万円の着物にサイン 1988年2月3日、999回記念・ロンドン衛星生中継を実施（ブロケット・ホールより） 1988年2月10日、放送1000回達成、同時に第1回より司会を務めた芳村真理が同記念放送を以て司会を引退（3時間特番、東京プリンスホテルより） |
| 1988年（昭和63年） （1988年2月 - 12月）      | 夜のヒットスタジオ DELUXE 毎週水曜夜9時2分 - 10時52分 | 古舘伊知郎/ 柴 俊夫 1988年2月24日 - 1989年9月27日 第1002回 - 1084回               | ―                                                                                 | 2月24日、柴俊夫が司会に参加、男性2人制に 3月30日、「盛春特大号」と題し、生歌を挟み、過去の名場面から総集編を行う。 3月30日、舘ひろしがメドレーにて中山美穂「色・ホワイトブレンド」が歌えなくなり、再度歌唱の処置に。 4月20日、泉谷しげる初登場「褐色のセールスマン」 5月25日、柴がオリエント急行への現地からリポートを行い、東京のスタジオからは古舘が単独司会。海外からジャッキー・チェンが出演 6月、1985年秋から活動を休止していたサザンオールスターズがマンスリーゲストとして復活。初日にあたる6月1日放送では2年半ぶりの新曲「みんなのうた」を熱唱 6月22日、尾崎豊、テレビ生番組初出演「太陽の破片」 7月20日、大江千里初登場「GLORY DAYS」 7月、マンスリー・小泉今日子が10分近い大作「夏のタイムマシーン」を前後編に分けて披露 8月、マンスリーゲスト制を休止し、特別企画として毎週異なるアーティストによる第4スタジオでの公開ライブ企画を実施（翌1989年8月期にも実施） 8月24日、活動休止を発表した安全地帯のボーカル、玉置浩二が報告をかねて単独で番組に出演。休止前最後のシングル曲「微笑みに乾杯」をソロで披露（但し、クレジット上はグループとしての出演として取り扱われる） 9月7日、所ジョージ、歌手として登場「故郷」 9月28日、ジョイント - 加山雄三・ザ・ワイルドワンズ「旅人よ」 10月19日、志村けんが『だいじょうぶだぁ』ファミリーを率いて「ウンジャラゲ」を披露。志村及び事務所内の先輩格であり、元々TBS系列の番組『植木等ショー』にて「ウンジャラゲ」を披露していた植木等が応援ゲストとして出演 11月9日、津川雅彦一家が特別出演。列車にちなんだ歌をメドレー形式で披露。 11月、番組放送20周年 マンスリー・スタジオLIVE、恋人選びコーナー12年ぶりに復活 ・11月23日、初代司会の前田武彦・芳村真理を迎え20周年特別版放送 ・11月30日、ザルツブルクより衛星中継。東京の第6スタジオからは、中井美穂・松山千春・服部克久・Dee-Deeが出演 ・12月7日、20周年記念今昔総集編放送（事前収録） ・マンスリーに松山千春登場 12月28日、『スーパーデラックス』放送 ・ジョイント - HOUND DOG×THE ALFEE「SWEAT&TEARS+ff（フォルティシモ）」、渡辺美里×泉谷しげる×大友康平「恋したっていいじゃない」ほか |
| 1989年（平成元年） （ - 9月まで）            | 夜のヒットスタジオ DELUXE 毎週水曜夜9時2分 - 10時52分 | 古舘伊知郎/ 柴 俊夫 1988年2月24日 - 1989年9月27日 第1002回 - 1084回               | ―                                                                                 | 3月1日、「サディスティック・ミカ・バンド」再結成・初登場「Boys&Girl」 3月29日、パリ（シャイヨ宮内のトロカデロ広場ほか）より衛星中継。東京の第6スタジオからは、中井美穂・田原俊彦・Dee-Dee、東京タワーからは服部まこが出演 4月、さだまさし、マンスリー出演 ・4月5日、「親父の一番長い日」ノーカット披露 ・4月12日、13年ぶりにグレープとして再結成。吉田正美とともに、「無縁坂」「精霊流し」「フレディもしくは三教街 - ロシア租界にて -」を披露 ・4月19日、「建具屋カトーの決心」TV放送と同時にレコーディング 5月3日、当時完成したばかりの横浜アリーナから全編中継 5月31日、五木ひろし・和由布子夫妻が結婚披露宴会場から駆けつけ、出演 6月14日、田原俊彦、当時放送中の主演ドラマ「教師びんびん物語II」の"教え子"たちとドラマ主題歌「ごめんよ涙」で共演 7月12日、ジョイント - 大江千里（7月マンスリーゲスト）×渡辺美里×TM NETWORK「ジェシオ'S BAR」、ほか 7月26日、ユニコーン初登場「大迷惑」 8月2日、ジョイント - さだまさし・佐田玲子「あなたを愛したいくつかの理由」 8月9日、中森明菜の自殺未遂騒動について、近藤真彦が歌前に直接視聴者に向けて謝罪「夕焼けの歌」「いいかげん」 8月23日、DREAMS COME TRUE初登場「うれしはずかし朝帰り」 9月20日、宮沢りえ初登場「DREAM RUSH」 9月27日、DELUXE終了、柴俊夫が司会降板。これまでを振り返る総集編とCHAGE&ASUKA(9月マンスリー)のスタジオライブを実施。 |
| 1989年10月 - 1990年（平成2年）               | 夜のヒットスタジオ SUPER 毎週水曜夜10時 - 10時54分    | 古舘伊知郎                                                                        | 加賀まりこ 1989年10月18日 - 1990年10月3日 第1085回 - 1131回                       | 2時間から1時間へと放送時間短縮（番組4分割） バンドマスターが服部隆之に交替 1989年11月8日、2日前（11月6日）に逝去した松田優作を追悼するコーナーを特別に設定、松田が出演した1980年4月28日放送分のVTRを放映 1989年11月15日、菅原文太が歌手として登場 1990年3月7日、B'z初登場 1990年4月25日、香港（グランドハイアット香港前ほか）から全編中継 1990年5月16日以降、テコ入れ策の一環として、オープニング後の最初の曲に往年のヒット曲を据える構成が採られるようになる（郷ひろみ「よろしく哀愁」、南こうせつ「神田川」、CHAGE and ASKA「万里の河」、長渕剛「巡恋歌」など） 1990年5月30日、コロッケ（CROKET名義）が歌手として登場「Just A Lonely Man」 1990年8月29日、番組史上最後の初出演アーティストとしてB.B.クィーンズが登場 1990年9月、22年ありがとう月間として放送 ・マンスリーに松山千春再登場 ・22年の最後を締めくくる歌は若手最多出演者・田原俊彦「ジャングル Jungle」 1990年10月3日、22年間にわたる歴史に幕 |

### 節目・記念の回
- 第1回 - 1968年11月4日
- 第100回 - 1970年9月28日（2時間スペシャル）
- 第200回 - 1972年8月28日
- 第300回 - 1974年8月5日
- 第400回 - 1976年7月5日（ - 26日まで記念月間）
- 10周年（突入） - 1977年10月3日（2時間スペシャル、実際には11月7日放送から10年目突入）
- 第500回 - 1978年6月5日（前週の5月29日に繰り上げて500回記念放送）
- 第600回 - 1980年5月12日（5月5日 - 26日まで記念月間）
- 第700回 - 1982年4月12日（4月5日 - 26日まで記念月間、26日に特別編成〈前述参照〉）
- 15周年（突入） - 1982年10月4日（2時間スペシャル、実際には11月1日放送から15年目突入）
- 第800回 - 1984年3月26日
- 第900回 - 1986年3月12日（26日に900回突破記念の特別企画を組む）
- 第1000回 - 1988年2月10日（3時間特番・芳村真理勇退）
- 20周年 - 1988年11月23日-12月7日（1週目は今昔特別編、2週目は全編海外衛星中継、3週目は総集編企画。実際には11月2日放送から21年目突入）
- 第1100回 - 1990年2月7日
- 第1131回（最終回） - 1990年10月3日（3時間特番）
  - 一部資料では通算放送回数を「1133回」とするものがあるが、1990年3月28日及び4月4日の放送はなかったことから実際の通算放送回数は「1131回」である。

なお、第500回以降の回数計算はなぜか実際上は1回欠落した状態で放送されていた模様であり、特別編成もその関係でその節目の回を含む月の1週目もしくは4週目、場合によってはその月全体を特別月間として編成することが多かったが、特別企画「世界紅白歌合戦」として放送された1986年12月31日も放送回数に通算されており、1988年2月10日の第1000回放送は誤りはない。
10周年・15周年記念特別番組については10年目・15年目に入った時点で行われていたが、20周年に関しては満20年に到達した時点で行われた。このほか、1980年代までは毎年10月から11月の間は「○周年突入記念月間」と銘打って、またはその間の1回を特別編成にして放送した。12年目突入の1979年には10月1日、17年目突入の1984年には10月8日にそれぞれ2時間の記念編成が組まれ、通常プログラムと異なる趣向が採られた。

## スペシャル版・特別番組
特記がない放送時間は通常放送

### 1974年・300回記念
- 放送日時：1974年8月5日

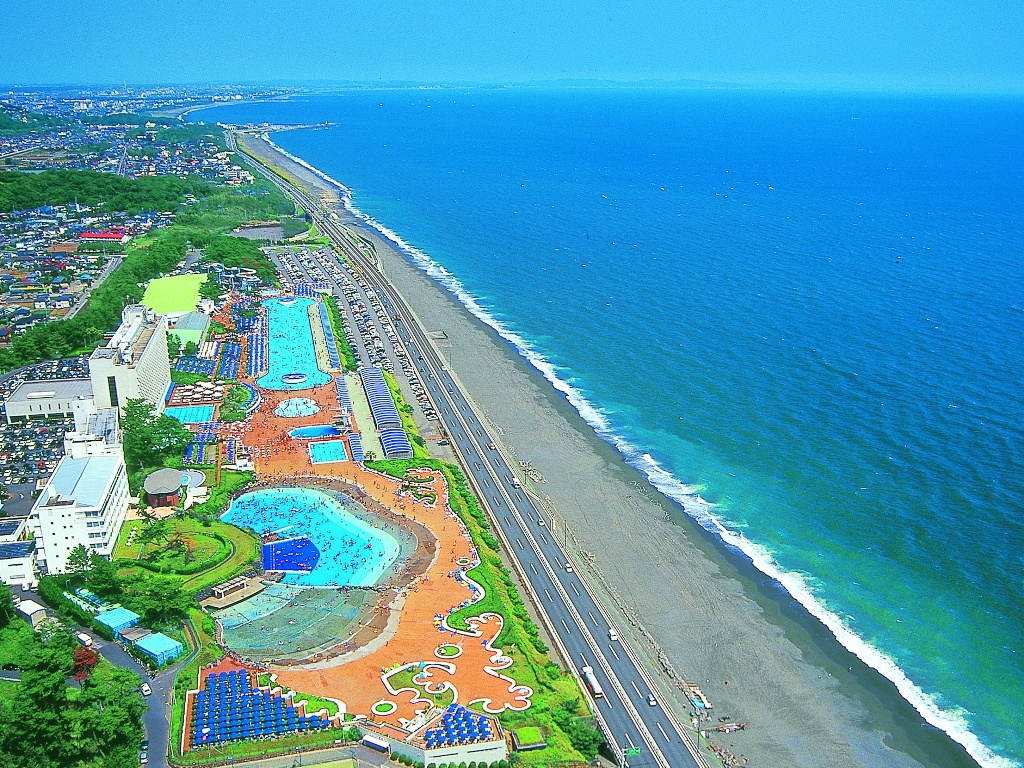
「300回記念」と1977年版で生放送が行われた大磯ロングビーチ

- 300回を記念して、『オールスター紅白水泳大会』・『オールスター寒中水泳大会』でお馴染みの大磯ロングビーチに特設会場を設置し観客を入れての1時間の特別生放送。尚、企画コーナーの恋人占いや歌謡ドラマはカットして歌唱披露のみで通常より二組増やしての放送だった。その代わり番組の中盤で、「男性歌手による『黒田節』」・「三波らレギュラー陣による『黒田節』」・「女性歌手による『花笠音頭』」といった余興が行われた。また曲の冒頭では歌手が当番組に初出演した日（および回）のテロップが添えられた。

#### 司会
- 芳村真理、朝丘雪路、三波伸介

#### レギュラー
- 塚田茂、野沢那智、鶴岡雅義と東京ロマンチカ

#### 出演者・歌唱曲
- 郷ひろみ（君は特別）
- あべ静江（秋日和）
- 中条きよし（うすなさけ）
- 山本リンダ（奇蹟の歌）
- 佐良直美（花のフェスティバル）
- ちあきなおみ（円舞曲）
- 和田アキ子（晴れのち曇り）
- 由紀さおり（挽歌）
- 五木ひろし（浜昼顔）

#### ハプニング
- 「メドレー」で和田アキ子が『男の子女の子』をワンコーラス丸々歌ってしまい、一言も喋らないまま郷ひろみにマイクを渡してしまった。
- あべ静江の時、あべが当番組に初出演した日&回のテロップが添えられたのに、野沢ナレーターは中条きよし当番組データをナレーションしてしまった。

### 1975年沖縄海洋博
- 放送日時：1975年8月11日

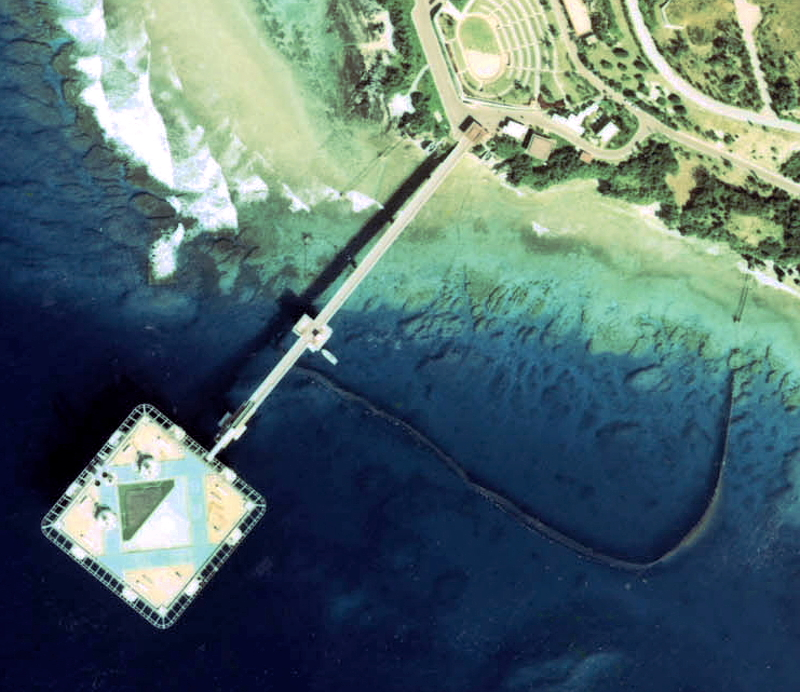
1977年（昭和52年）沖縄国際海洋博覧会が行われたメイン会場
アクアポリスの空中写真。

- 沖縄海洋博覧会の会場から特設スタジオを設置、生放送は大雨と大風のため大混乱となった。ここから「『夜ヒット』の野外放送は悪天候」のジンクスが生まれる。[要出典]

#### 司会
- 芳村真理、三波伸介

#### 出演者・歌唱曲
- 山口百恵（夏ひらく青春）
- アグネス・チャン（はだしの冒険）
- 森進一（別れの接吻）
- 黒木真由美（感情線）
- 南沙織（人恋しくて）
- 和田アキ子（もっと自由に)
- 井上順（裸足になろう）
- 五木ひろし（千曲川）

### 1975年・広島
- 放送日時：1975年10月20日

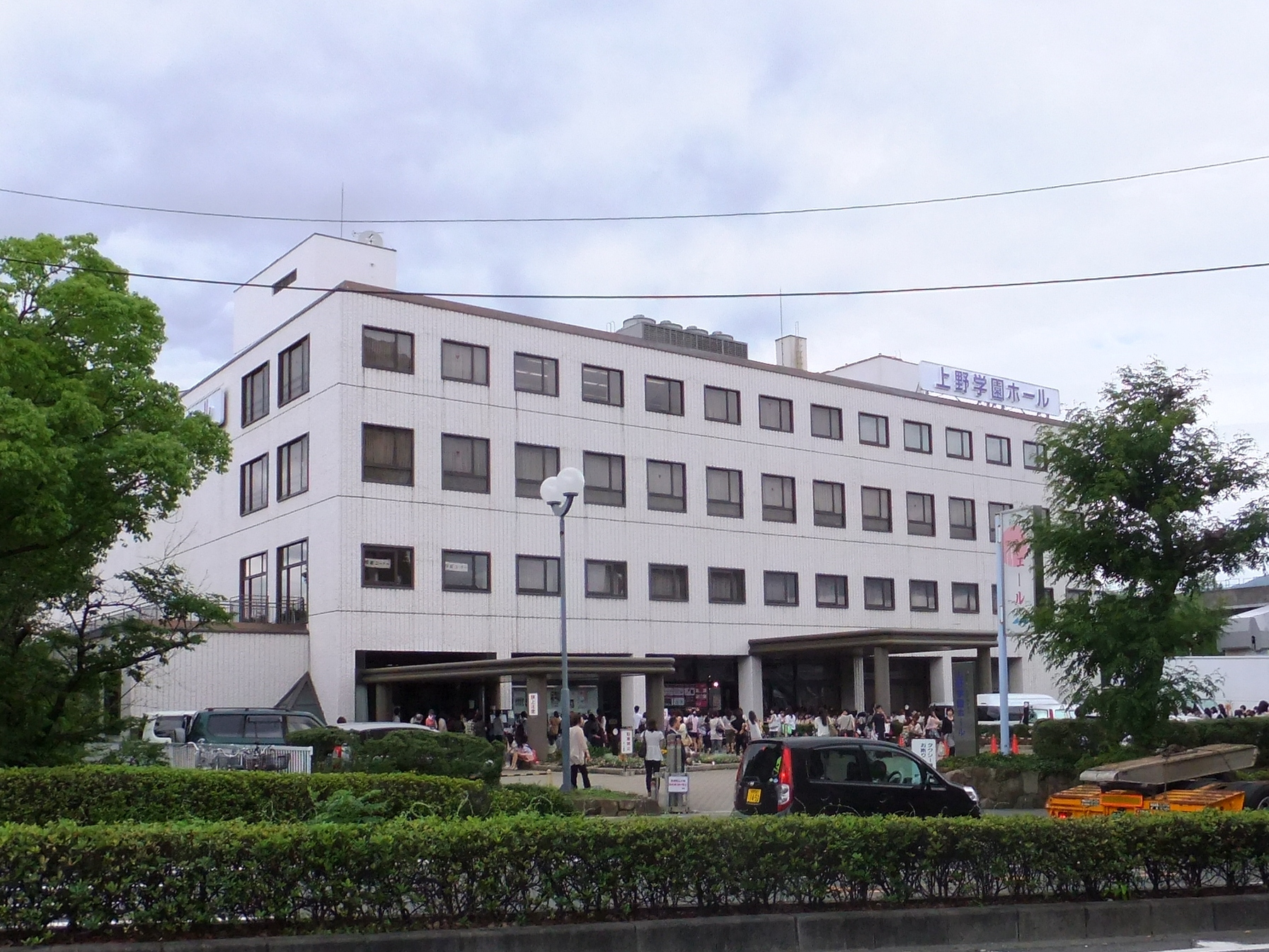
番組の生放送が行われた広島郵便貯金ホール（現：広島県立文化芸術ホール）

- テレビ新広島が開局したのを記念して、広島郵便貯金ホール（現：広島県立文化芸術ホール）で公開生放送。5日前の10月15日に広島東洋カープがセントラル・リーグ初優勝を遂げたため、司会者は赤ヘルを被って登場し、メドレーでは赤ヘルをバトン代わりに手渡し、トリでは森進一以外の歌手とレギュラーの塚田茂が全員カープ帽子を被って踊った。

#### 司会
- 芳村真理、三波伸介

#### レギュラー
- 塚田茂

#### 出演者・歌唱曲
- 小柳ルミ子（花車）
- 山本リンダ（やけどしそう）
- 殿さまキングス（女の慕情）
- 千田彩子（あなただけの女）
- バンバン（『いちご白書』をもう一度）
- あべ静江（私は小鳥）
- 欧陽菲菲（風のしのび逢い）
- 森進一（ああ人恋し）

バンバンはこの回が初登場。

### 1976年・第400回記念
- 放送日時：1976年7月5日

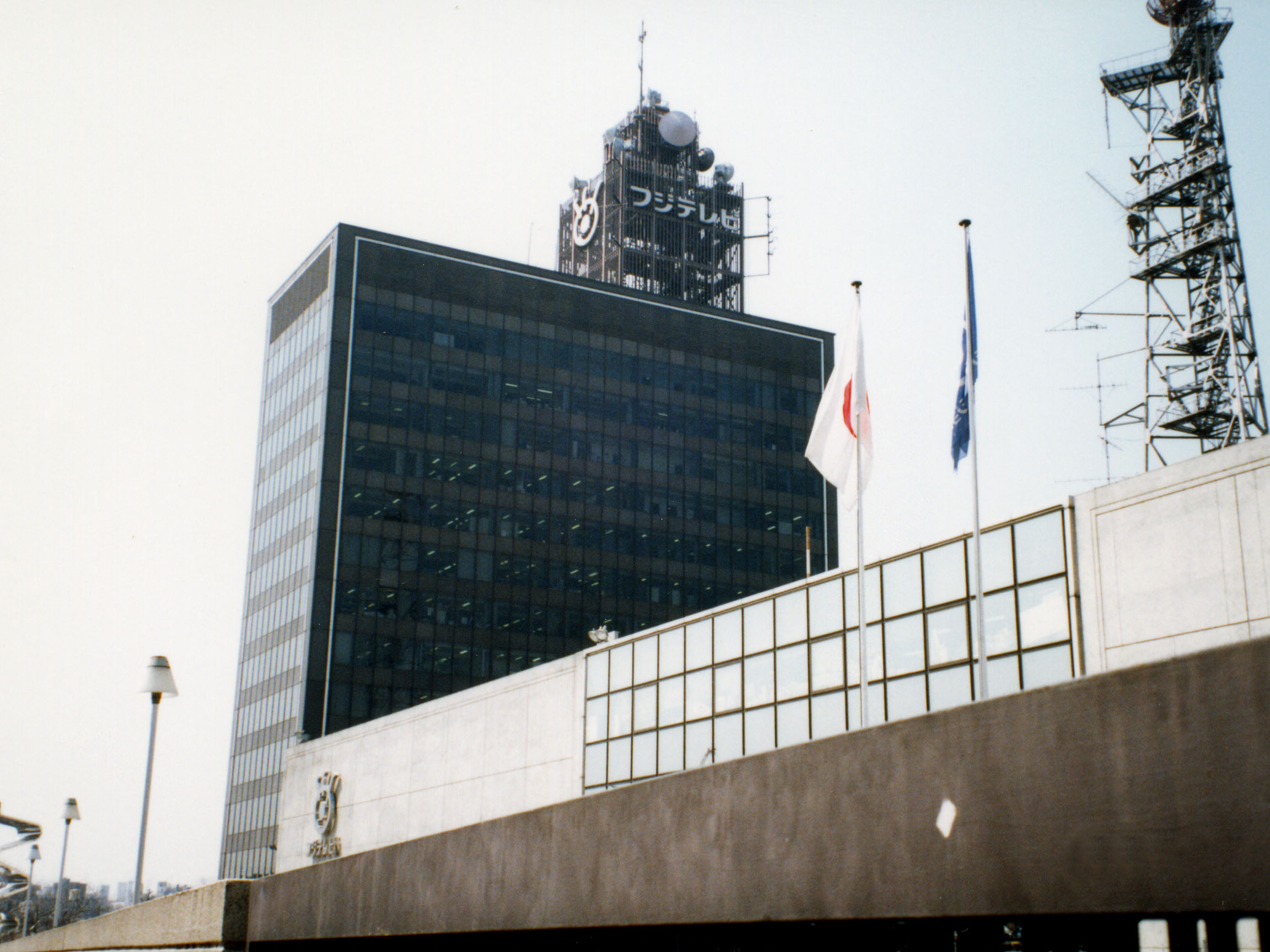
第400回記念を放送をした第6スタジオ（グランドスタジオ）がある旧河田町本社屋

- 放送400回目に当たる1976年7月5日を第400回記念第一弾としてフジテレビスタジオより通常放送。更に7月当月を400回記念月間として7月12日を第二弾、7月19日を第三弾、7月26日を第4弾としていたが実際に企画を組んでの放送は第一弾のみとなった。内容はオープニングメドレー後に出演者の幼少期（子供時代）のスナップ写真の紹介から始まった。また放送第一回、第100回、第200回、第300回をVTRや特大ボードを使って振り返り第一回出演者だった布施明には当時の歌唱曲「愛の香り」と新曲「陽ざしの中で」の二曲を披露、第200回時に出演の井上順も司会者枠を超えて当時歌唱の「君にあげよう」を披露、また初出演となった松本ちえこはスポンサー資生堂のタイアップもあり「恋人試験」を自身が出演したコマーシャル共演者に見立てた男性陣たちが歌唱時にコマーシャル出演の時と同じスキューバダイビングの衣裳を着用しバックで踊って盛り上げる演出となった。第二弾放送以降は企画はなく出演者に初登場の話を聞く程度にとどまった。

#### 司会
- 芳村真理、井上順

#### 出演者・歌唱曲
- キャンディーズ「夏が来た!」
- 松本ちえこ「恋人試験」
- 太田裕美「赤いハイヒール」
- 細川たかし「置き手紙」
- 橋幸夫「おとこ酒」
- 八代亜紀「ふたりづれ」
- 布施明「愛の香り」（第一回出演時歌唱曲）「陽ざしの中で」
- 井上順「君にあげよう」（第200回歌手として出演時の歌唱曲）

### 1977年・大磯ロングビーチ
- 放送日時：1977年7月11日

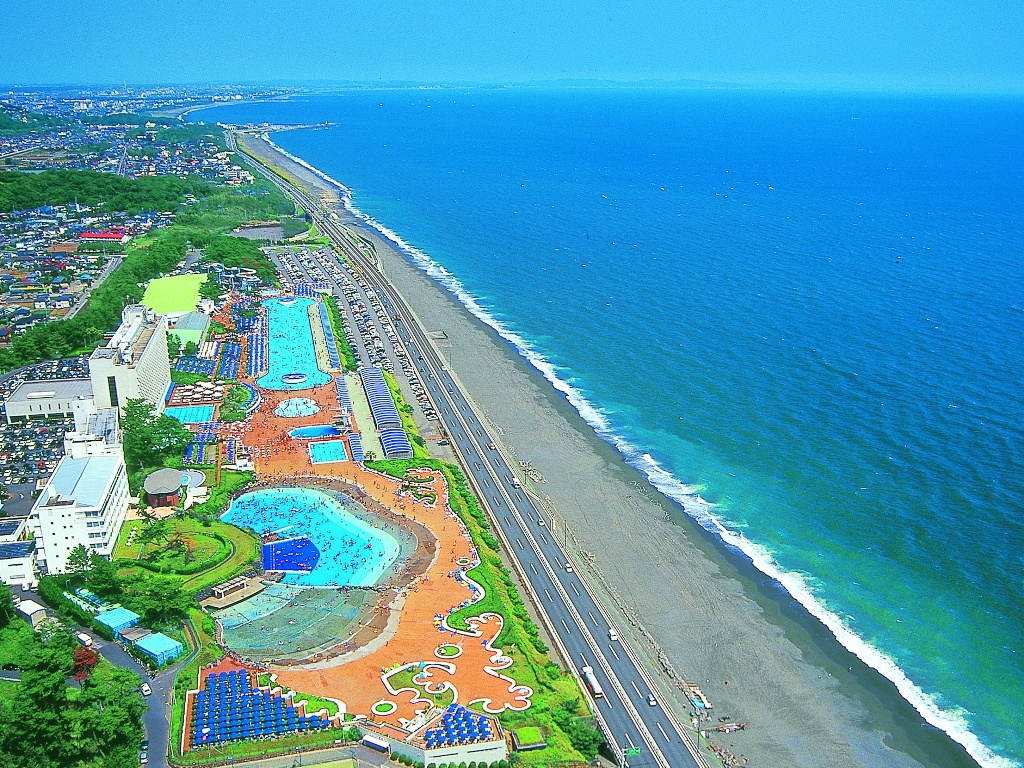
「300回記念」と1977年版で生放送が行われた大磯ロングビーチ

- 300回記念以来の大磯プリンスホテルのロングビーチにスタジオ再現となる特設スタジオを作りここをメインとしてビーチ内の各種プールより各々ゲスト歌手がヒット曲を披露した。

#### 司会
- 芳村真理、井上順

#### 出演者
- 沢田研二
- 大橋純子
- 山口百恵
- 細川たかし
- 桜田淳子
- ほか

### 1979年・西武球場
- 放送日時：1979年10月8日

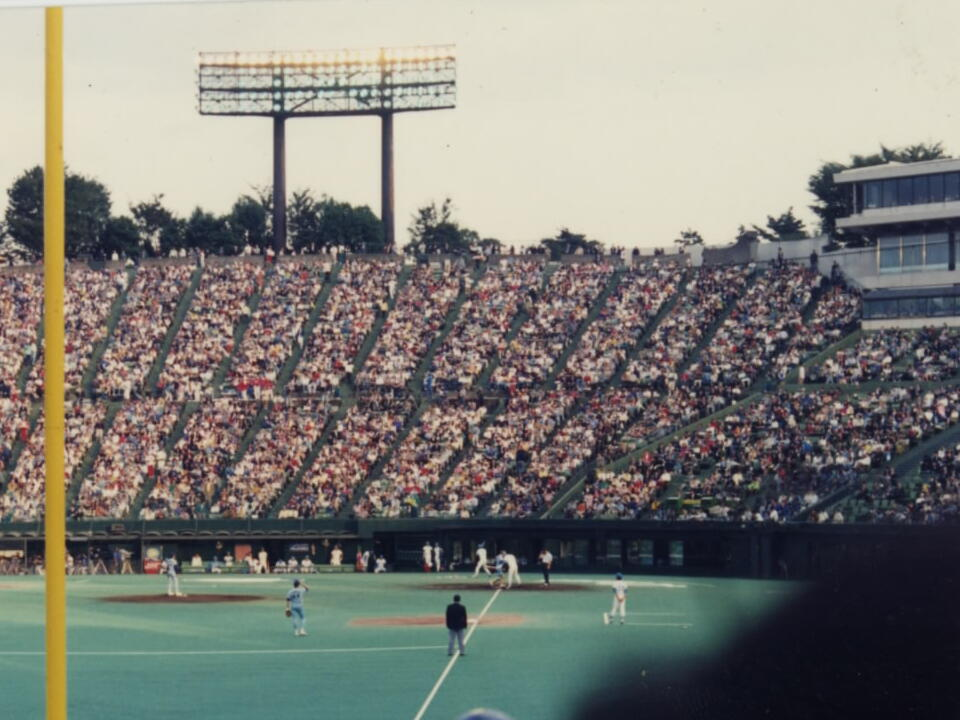
会場となった西武球場（現：西武ドーム）

- リニューアルした西武球場内に特設ステージを設置し観客を入れての生放送。台風の接近による大風のため大混乱の生放送となった。

#### 司会
- 芳村真理、井上順

#### 出演者・歌唱曲
- ピンク・レディー（Kiss In The Dark）
- 山口百恵（しなやかに歌って）
- 桜田淳子（パーティー・イズ・オーバー）
- 細川たかし（ゆきずり）
- ゴダイゴ（銀河鉄道999）
- オレンジ（SEASON）
- 野口五郎（青春の一冊）
- 五木ひろし（おまえとふたり）

#### 演奏
- ダン池田とニューブリード / 東京放送管弦楽団

### 1980年・芦の湖畔箱根園
- 放送日時：1980年6月23日
- 箱根園に特設ステージを設けての1時間の生放送。ところが今度は濃霧がかかってしまい、特にジュディ・オングの時は顔が見えない程に濃霧がかかってしまった。

#### 司会者
- 芳村真理、井上順

#### 出演者
- 森進一
- ジュディ・オング
- 郷ひろみ
- 小柳ルミ子
- 内山田洋とクール・ファイブ
- 岩崎宏美（「夕凪海岸」）
- シーナ&ロケッツ
- クリスタルキング

### 1982年・700回記念特別番組
- 放送日時：1982年4月26日

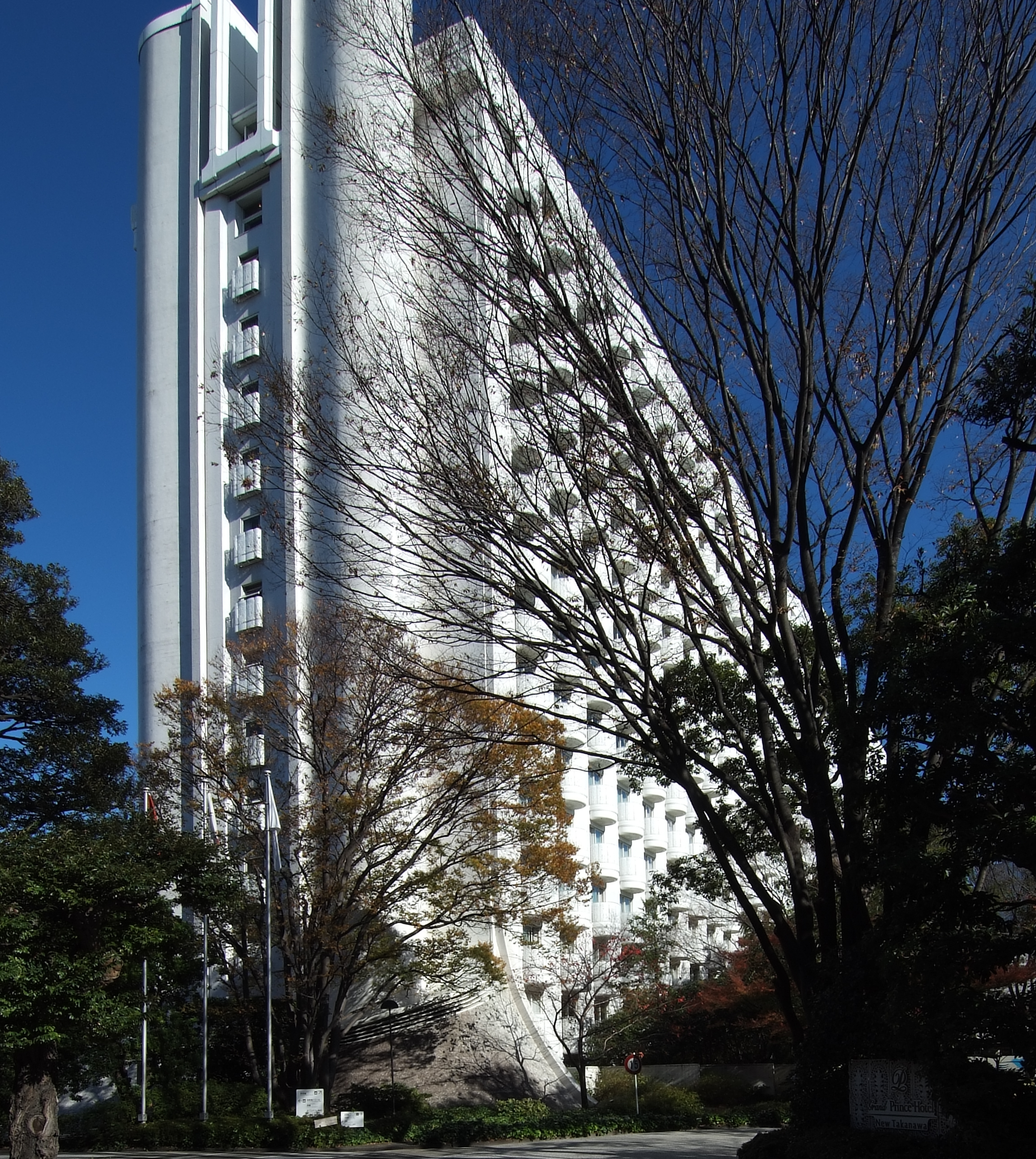
会場となった新高輪プリンスホテル

- 放送700回を記念して当時の新高輪プリンスホテルが同時期に開業とホテル内の大宴会場飛天こけら落としに、夜ヒットのスタジオセットを組みニューブリード、東京放送管弦楽団を入れての生放送。番組頭のメドレーコーナーは次のゲストの歌を歌うのではなく本人の持ち歌を歌うという特別ルールで行われた。会場には視聴者観覧希望者の中から抽選で350組700名を招待し本番前には飛天入り口にてゲストが来場者を出迎えるシーンが放送前にVTRで流された。

#### 司会者
- 芳村真理、井上順

#### 出演者
- 河合奈保子
- 西城秀樹
- 郷ひろみ
- 五輪真弓
- 八代亜紀
- 田原俊彦
- 松田聖子
- 五木ひろし

##### 踊り
- スクールメイツ

##### 演奏
- ダン池田とニューブリード、東京放送管弦楽団

### 1983年・代々木第一体育館
- 放送第777回
- 放送日時：1983年10月10日

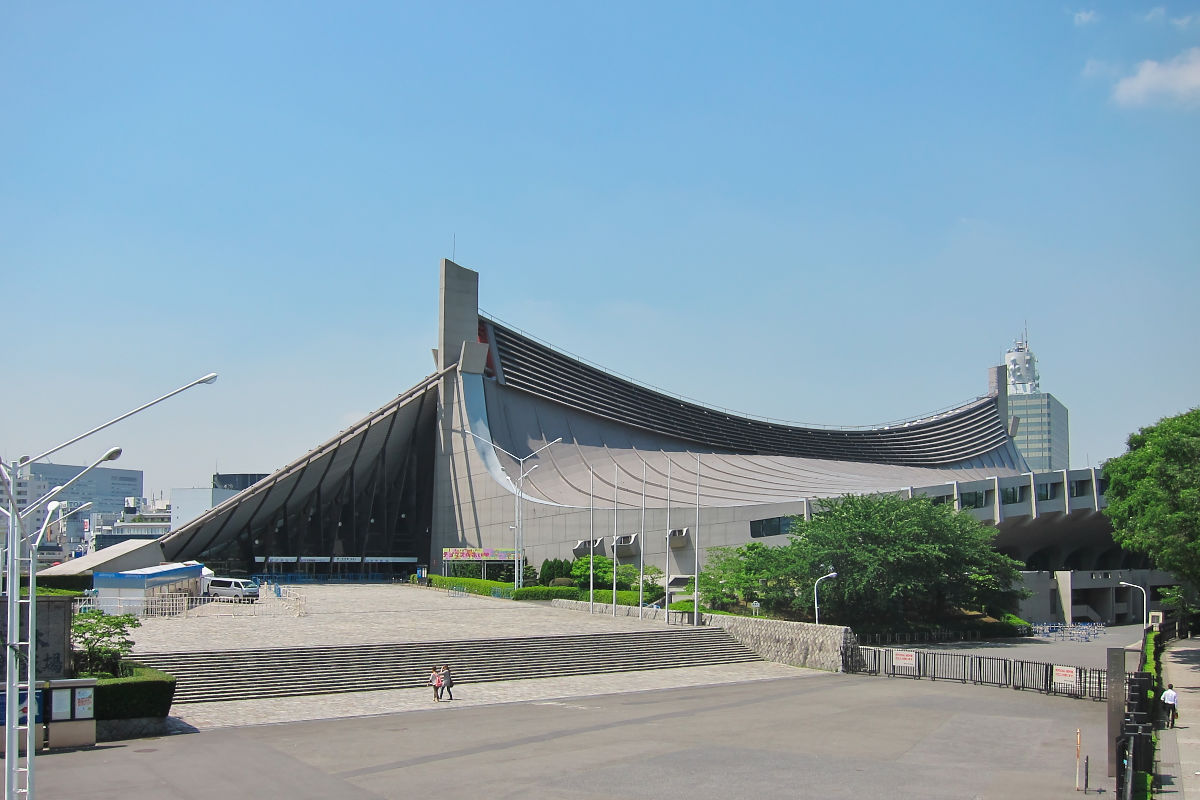
会場となった「国立代々木競技場」の代々木第一体育館

- 「国立代々木競技場」内の「代々木第一体育館」を使用しての公開生放送。なお翌10月11日には同じく代々木第一体育館で収録された『第21回オールスター紅白大運動会』を放送、連続して同場所での公開放送となった。

#### 司会者
- 芳村真理、井上順

#### 出演者・歌唱曲
- 森進一（冬桜）
- 西城秀樹（哀しみのStill）
- 小柳ルミ子
- 田原俊彦（さらば…夏）
- 柏原芳恵（タイニー・メモリー）
- シブがき隊（挑発∞）
- 岩崎良美（オシャレにKiss me）

#### スペシャルゲスト
- リック・スプリングフィールド

#### 踊り
- スクールメイツ

### 1985年・月曜日最終回
- 第852回

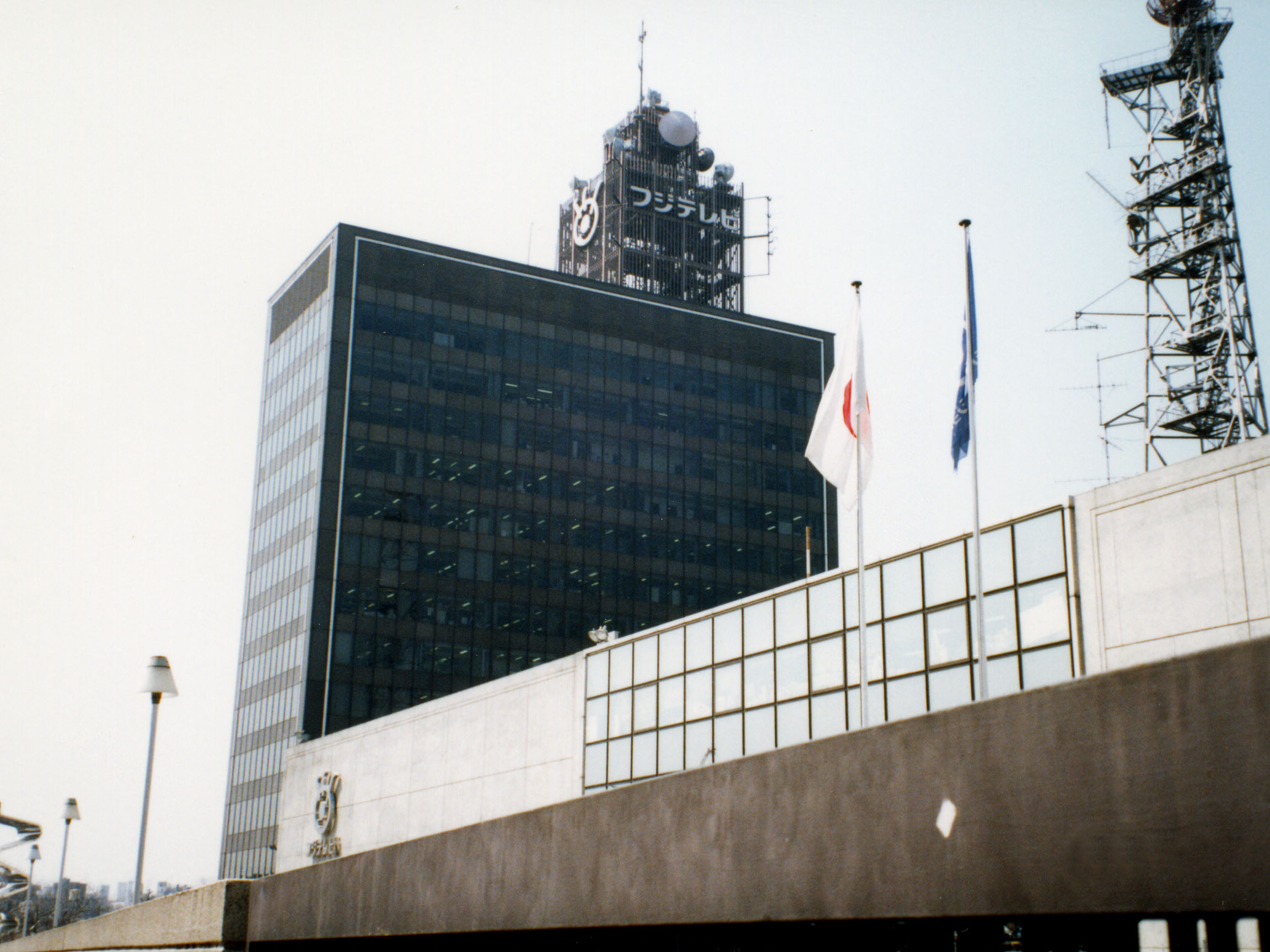
DELUXE前夜祭を放送をした第6スタジオ（グランドスタジオ）がある旧河田町本社屋（1991年4月撮影）

- 放送：1985年3月25日　22：00から22：53
  - 月曜60分放送が水曜日に移ってDELUXE版で2時間放送となり一新される前週の前夜祭として企画された生放送。いつものフジテレビ第6スタジオにはこれまで出演した大勢のゲストが集まりこれまでのVTRやDELUXEになってからの新コーナー「タイムトンネル」などの新企画紹介、スクールメイツにプラスされる夜ヒット独自の女性ダンサー（スクールメイツお姉さん組）としてB・G・M（後にDee-Deeに改め）が大磯ロングビーチにてデビューレッスンする風景なども紹介された。エンディングコーナーのラッキーテレフォンも新バージョンが紹介された。この回はゲスト歌手は持ち歌を披露せずにVTRでの感想などで盛り上がった。
  - また演奏のダン池田とニューブリードのバンマスとして長年指揮を担当してきたダン池田が今回をもって指揮を降りタレントとして活動していくことが発表された。ダン池田は夜ヒットの名誉指揮者として位置づけられることとなった。エンディングではいつものラッキーテレフォンを行いラストはゲスト全員で「銀色の道」の大合唱で番組を締めくくった。
  - この回から司会者がハンドマイクを持って進行するようになった。

#### 司会
- 芳村真理、井上順

#### 出演者
（50音順）
- 麻倉未稀、あべ静江、安全地帯、アン・ルイス、杏里、石川さゆり、石川秀美、一世風靡セピア、伊藤麻衣子、イルカ、岩崎良美、上田正樹、大沢逸美、欧陽菲菲、荻野目洋子、奥村チヨ
- 柏原芳恵、角川博、佳山明生、狩人、河合奈保子、河島英五、菊池桃子、来生たかお、北原由紀、木村友衛、クリスタルキング、研ナオコ、郷ひろみ、香坂みゆき、小林幸子、小柳ルミ子、近藤真彦
- サーカス、堺正章、榊原郁恵、SALLY、THE GOOD-BYE、嶋大輔、島津ゆたか、少年隊、水前寺清子、菅原洋一、世良公則
- 高見知佳、舘ひろし、チャゲ&飛鳥、戸川純、刀根麻理子、殿さまキングス
- 中原理恵、中森明菜、野口五郎
- 畑中葉子、ヒデとロザンナ、日野美歌、平山みき、布施明、堀ちえみ、堀内孝雄
- 増田恵子、松崎しげる、松本伊代、美樹克彦、三原じゅん子、宮史郎、森進一、森昌子
- 山川豊、山本譲二、由紀さおり、ラッツ&スター、渡辺真知子

#### 演奏
- ダン池田とニューブリード

### 1988年・『夜のヒットスタジオDELUXE LONDON』

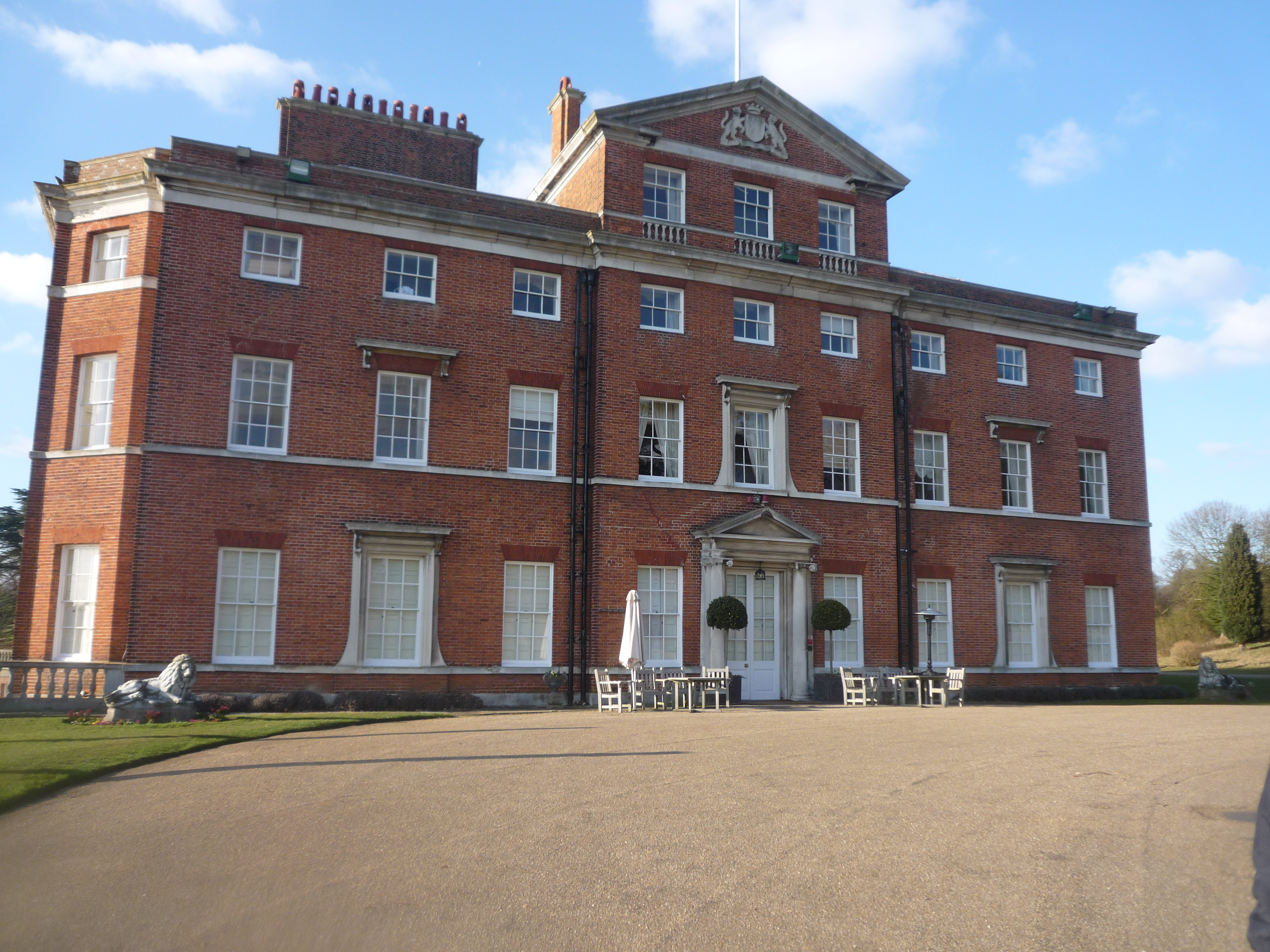
『IN LONDON』の会場となった「ブロケット・ホール」

- 放送999回（DELUXEとしては通算147回）
- 放送日時 1988年2月3日
  - 番組開始から担当してきた芳村の勇退と999回を記念して、イギリスのロンドン郊外にある古城ブロケット・ホール（英語版）に番組のメインセットを組んで放送。これまで国内各地から全編生中継してきたが、海外から全編衛星生中継するのは初であった。

#### 司会者等
- 芳村真理、古舘伊知郎、服部まこ（中継リポーター兼通訳） - ロンドン
- 原武友里恵[注 40] - ゲスト

#### 出演者
- THE ALFEE
- 河合奈保子
- 小泉今日子
- 郷ひろみ
- 田原俊彦
- 中森明菜
- 八代亜紀
- ペット・ショップ・ボーイズ
- バナナラマ
- デッド・オア・アライヴ

#### スタッフ
- 監修：塚田茂
- 構成：木崎徹
- 取材：スタッフ東京、デイリープラネッツ
- 音楽：広瀬健次郎、服部克久
- 振付：西条満
- ディレクター：上原徹、小林延行、DAI-HIROSE
- A・P：小杉雅博
- 演出（P・D）：渡邉光男
- プロデューサー：渡邉光男、森正行

### 1988年・「1000回記念特別番組・スペシャル」
- 放送1000回

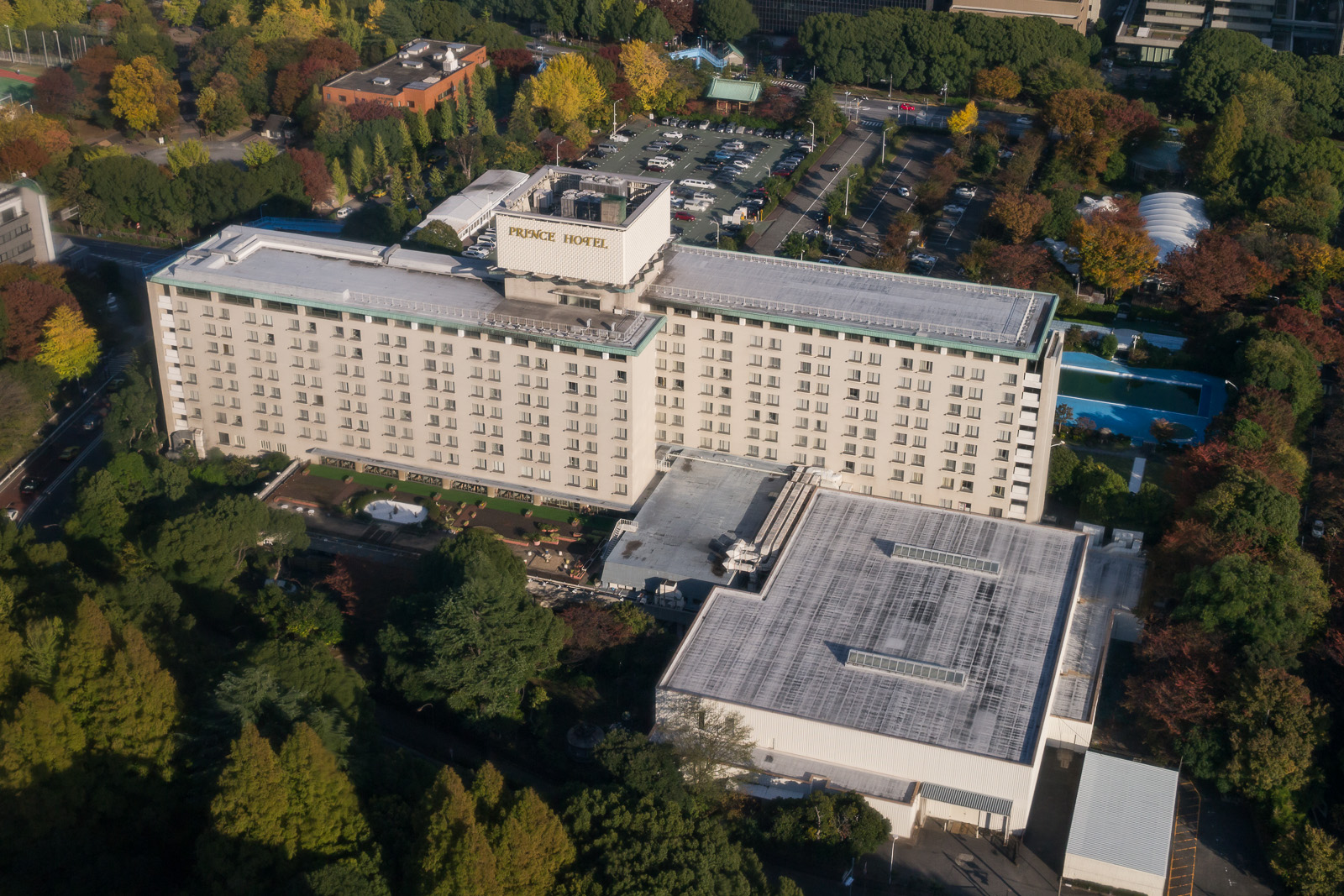
「1000回記念」の会場となった東京プリンスホテル

- 放送日時　1988年2月10日（水）20：00～22：45
  - 放送開始から1000回目を迎えた記念と芳村真理がこの回をもって勇退するということを含めての企画記念番組である。メイン会場を東京プリンスホテル「鳳凰の間」にスタジオの様子を表した階段セットを組みレギュラーのフルバンドTHE HIT SOUND SPECIALと日色ストリングスアンサンブルが配置され豪華な生演奏での演出となった。また歴代の司会者男性3人の前田武彦、井上順、古舘伊知郎らも一緒に過去のVTR等も含めて司会進行で番組を盛り上げた（2代目男性司会者だった三波伸介は1982年に故人となっていたため、三波と同じてんぷくトリオのメンバーの伊東四朗が三波の司会時代のパートで出演した）。会場には円卓を配置しこれまで出演した歌手、女優、俳優、タレントら総勢193組が招かれ着席スタイルで出演した。番組最後は東京混声合唱団による「いい日旅立ち」の合唱BGMにのって出演者が芳村真理に花を渡しながらコメントを添えるという風景で番組が締めくくられた。

#### 司会者
- 芳村真理、前田武彦、井上順、古舘伊知郎、塚田茂（スペシャルゲスト）、露木茂（会場アナウンス）

#### 出演者
（50音順）
- 青木美保、青山孝、我妻佳代、秋野暢子、アグネス・チャン、麻倉未稀、UP-BEAT、天地真理、池田聡、池田政典、石井明美、石上久美子、石川優子、いしだあゆみ、石野真子、石野陽子、五木ひろし、一世風靡SEPIA、五輪真弓、伊東四朗、いとうまい子、伊藤美紀、井上順、イリア、上田浩恵、上田正樹、江木俊夫、大川栄策、大西結花、欧陽菲菲、小川知子、荻野目洋子、奥村チヨ、小沢なつき、織田哲郎、男闘呼組、甲斐智枝美、柏原芳恵、加瀬邦彦＆ザ・ワイルドワンズ、片岡鶴太郎、片平なぎさ、加藤登紀子、角川博、加山雄三、烏丸せつ子、河合その子、河合奈保子、河島英五、川島みき、来生たかお、北公次、吉川晃司、京本政樹、工藤静香、工藤夕貴、桑田佳祐、桑名正博、研ナオコ、小泉今日子、国生さゆり、小林大輔、小柳ルミ子、近藤真彦、今陽子、西城秀樹、財津和夫、酒井法子、堺正章、榊原郁恵、坂本冬美、相楽晴子、THE GOOD-BYE、五月みどり、さとう宗幸、THE東南西北、真田広之、THE MODS、沢口靖子、沢田聖子、C-C-B、ZIG ZAG、シブがき隊、島倉千代子、嶋大輔、島田奈美、柴田恭兵、少年隊、少年忍者、城之内早苗、SHOW-YA、陣内孝則、THE ALFEE、水前寺清子、菅原洋一、杉山清貴、鈴木聖美、聖飢魔Ⅱ、関口誠人、芹澤廣明、千昌夫、大地真央、高井麻巳子、高樹澪、高田みづえ、高見知佳、武田鉄矢、立花理佐、田中好子、田辺靖雄、田原俊彦、チェッカーズ、チャゲ＆飛鳥、鶴岡雅義と東京ロマンチカ、時任三郎、TOPS、鳥羽一郎、富田靖子、とんねるず、内藤やす子、中井貴一、中原めいこ、中村晃子、中村あゆみ、中森明菜、中山美穂、長山洋子、新沼謙治、にしきのあきら、西田敏行、西村知美、新田恵利、仁藤優子、野口五郎、白鳥座、BAKUFU-SLUMP、橋幸夫、畠田理恵、服部まこ、浜田光男、早見優、パンチョ加賀美、光GENJI、ヒデとロザンナ、平山三紀、布施明、福永恵規、二葉百合子、ふとがね金太、プリンセス・プリンセス、BaBe、ペドロ&カプリシャス、細川たかし、本田美奈子.、前川清、前田武彦、増田恵子、松居直美、松尾和子、松ケ根親方、松坂慶子、松崎しげる、松田聖子、松原のぶえ、松村雄基、松本伊代、松本ちえこ、真璃子、MIE、水谷麻理、ミッキー吉野、南野陽子、南佳孝、三原じゅん子、都はるみ、宮史郎、宮下学、村下孝蔵、森尾由美、薬師丸ひろ子、八代亜紀、山川豊、山咲千里、山田太郎、山本譲二、やや、祐子と弥生、由紀さおり、吉幾三、吉沢秋絵、Rats&Star、竜鉄也、LOOK、和田アキ子、渡辺満里奈

#### 演奏
- 指揮：新井英治
- 演奏：THE HIT SOUND SPECIAL、東京放送管弦楽団、日色ストリングスアンサンブル
- コーラス：東京混声合唱団、フィーリング・フリー
- 踊り：Dee-Dee、スクールメイツ

#### スタッフ
- 監修：塚田茂
- 構成 ：木崎徹
- 取材：小林久枝、スタッフ東京、デイリープラネッツ
- 音楽：広瀬健次郎
- コレオグラファー：西条満
- 技術（SW)：高橋友男、（4st：下田誠）
- カメラ：仲田裕人、加藤文也、小張豊、馬場直幸、斎藤浩太郎、伊佐憲一、鴨沢修、星谷健司
- AUD：松本勝、柴田賢司、井出修三、（4st：清水幸男、松永英一）
- LD：大和田恵久、浅香勉
- VE：若月博光、（4st：西野健二）
- PA：共立音響
- 音響効果：川島明則
- 美術制作：石鍋伸一郎
- デザイン：馬場文衛、妹尾河童
- 美術進行：藤野栄治、井上幸夫
- 大道具：竹島正夫、比嘉亘
- 電飾：上床卓史
- 植木装飾：森慶申
- 生花装飾：佐伯孝夫
- アクリル装飾：太田浩
- 視覚効果：渡部宏一（東京特殊効果）
- メーク：山口千鶴
- タイトル：藤井苑子
- 楽器：佐野武史
- スタイリスト：梅原久沙永
- タイムキーパー：山岸弘子
- A・D：桑原潔、菊地伸、他
- F・D：渡辺秀樹、種田慶郎、長部聡介、他
- ディレクター：上原徹、小林延行、他
- アシスタント・プロデューサー：前川尚史
- プロデューサー：渡邉光男、森正行
- 演出：渡邉光男

### 1988年・「20周年記念 夜のヒットスタジオDELUXE SALTBURG (ザルツブルク)」

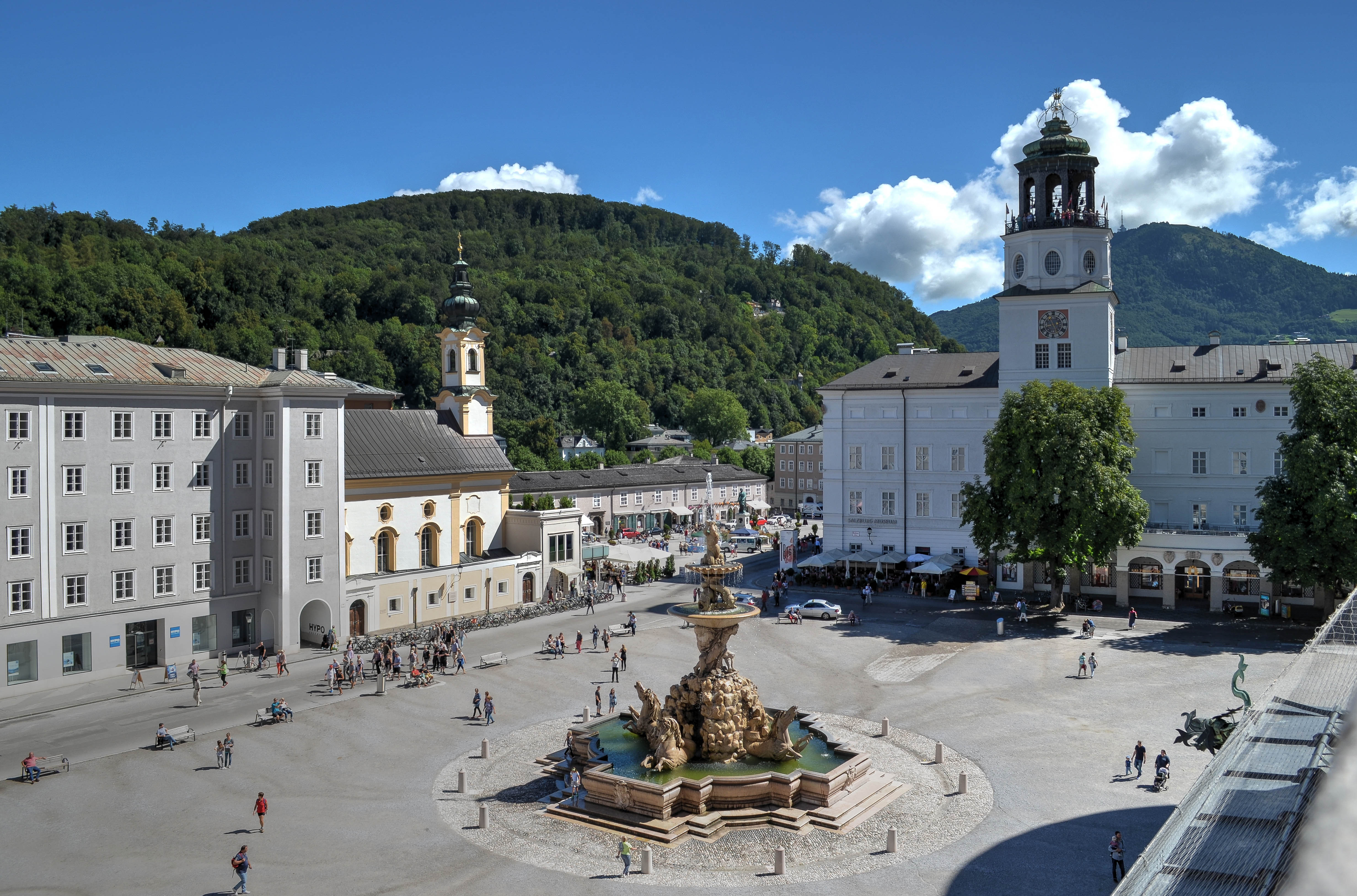
会場となったザルツブルグ・レジデンツ広場

- 放送1042回（DELUXEとしては通算190回）
- 放送日時 1988年11月30日
  - 放送20周年を記念してオーストリアのザルツブルクから全編衛星生中継された。フジテレビ第6スタジオには、万が一衛星中継が切れた時の事故の為に、中井美穂と松山千春、ダンサーのDee-Deeがスタンバイしており、緊急時にはVTR紹介などでつなぐ態勢が敷かれていた。
  - また現地ではオープニング曲には、「ドレミのうた」がザルツブルクドーム少年合唱団の歌声と披露でザルツブルクドームより行われた。
  - メイン会場はレジデンツ広場に番組のモノトーンのメインセットを組み、更に有名観光地からも生中継を取り入れた。
  - エンディングには、「ラッキーテレフォンプレゼント」の復活企画をザルツブルクから衛星電話で行った。

#### 司会者等
- 古舘伊知郎、柴俊夫、服部まこ（中継リポーター兼通訳） - ザルツブルク
- 中井美穂（当時フジテレビアナウンサー）、松山千春、服部克久（指揮担当）　- フジテレビ河田町本社社屋第6スタジオ
- 有賀さつき（当時フジテレビアナウンサー） - 新宿のスタジオアルタ前からの中継リポート

#### 出演者
- 薬師丸ひろ子
- 少年隊
- 本田美奈子 (MINAKO with WILD CATS)
- TUBE
- 工藤静香
- 久保田利伸
- エイス・ワンダー
- ペット・ショップ・ボーイズ
- 松田聖子 （ニューヨークより電話で出演[注 41]）
- 松山千春（東京のスタジオから）

#### スタッフ
- 構成：木崎徹
- 取材：小林久枝、スタッフ東京、デイリープラネッツ
- 音楽：広瀬健次郎、服部克久
- 総合演出：渡邉光男
- プロデューサー：渡邉光男、森正行
- 現地ディレクター：DAI-HIROSE、上原徹

### 1989年・「夜のヒットスタジオDELUXE in PARIS（パリ）」

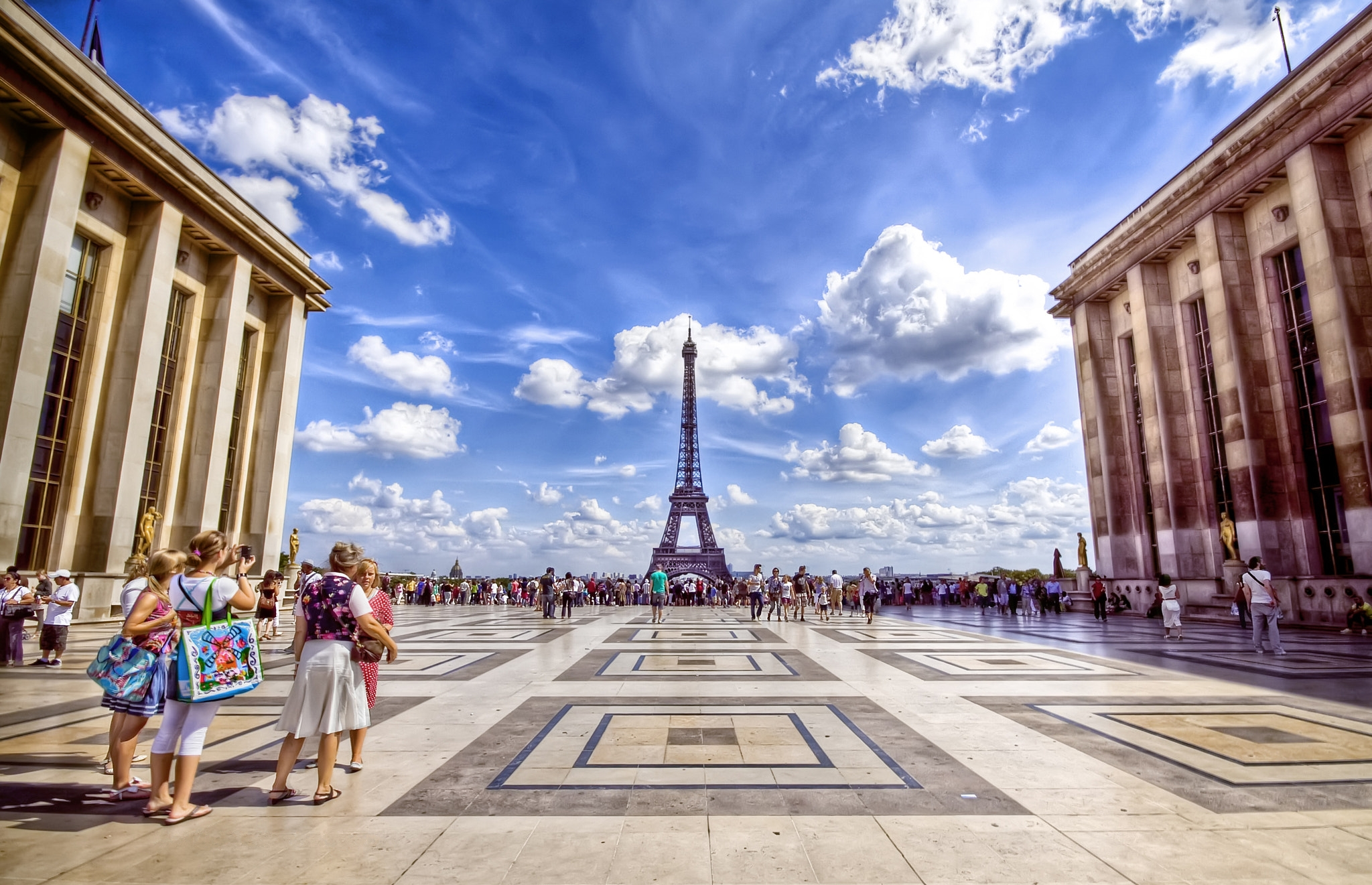
スタジオセットを組んだエッフェル塔の前にあるシャイヨ宮内の広場、2010年8月

- 放送1058回（DELUXEとしては通算206回）
- 放送日時：1989年3月29日、21:02 - 23:15
  - エッフェル塔が100周年を迎え、パリ市長から直々の招待を受け、パリのエッフェル塔の前にあるシャイヨ宮内の広場にスタジオメインセットを組み、オーケストラにはポール・モーリアが指揮、演奏はポール・モーリア・グランド・オーケストラが入るという豪華な全編衛星生中継であった。
  - 東京タワーの現場中継レポーターには、海外での中継と通訳を担当している服部まこが、東京タワー中継担当として出演した。
  - またフジテレビ第6スタジオには中井美穂と田原俊彦、それに専属ダンサーのDee-Deeが待機。
  - オープニングメドレーはレギュラーとは異なり、自分の持ち歌ヒット曲を歌いながら繋いで行くという演出であった。
  - 特別ゲストには芳村真理と服部克久が招かれ、芳村真理にはパリに関連した思い出や1989年3月当時のパリのファッション情報、また服部克久にもトークとゲスト歌唱時のピアノ演奏にと参加した。

#### 司会者等
- 古舘伊知郎、柴俊夫 - パリ
- 芳村真理、服部克久 - 特別ゲスト
- 中井美穂（当時フジテレビアナウンサー）、田原俊彦　- フジテレビ河田町本社社屋第6スタジオ
- 服部まこ - 東京タワー中継リポーター

#### 出演者
- 小泉今日子
- THE ALFEE
- 薬師丸ひろ子
- 南野陽子
- 竜童組（宇崎竜童）
- 中森明菜
- 坂本龍一
- アダモ
- 田原俊彦（東京のスタジオから）
- ポール・モーリア（ポール・モーリア・グランド・オーケストラ）

#### スタッフ
- 構成：木崎徹
- 取材：小林久枝、スタッフ東京、デイリープラネッツ
- 音楽：広瀬健次郎、服部克久
- 総合演出：渡邉光男
- プロデューサー：渡邉光男、森正行
- 現地ディレクター：DAI-HIROSE、上原徹

### 1989年・「特別企画 夜のヒットスタジオDELUXEスペシャルライブ in 横浜アリーナ」
- 放送日1989年5月3日

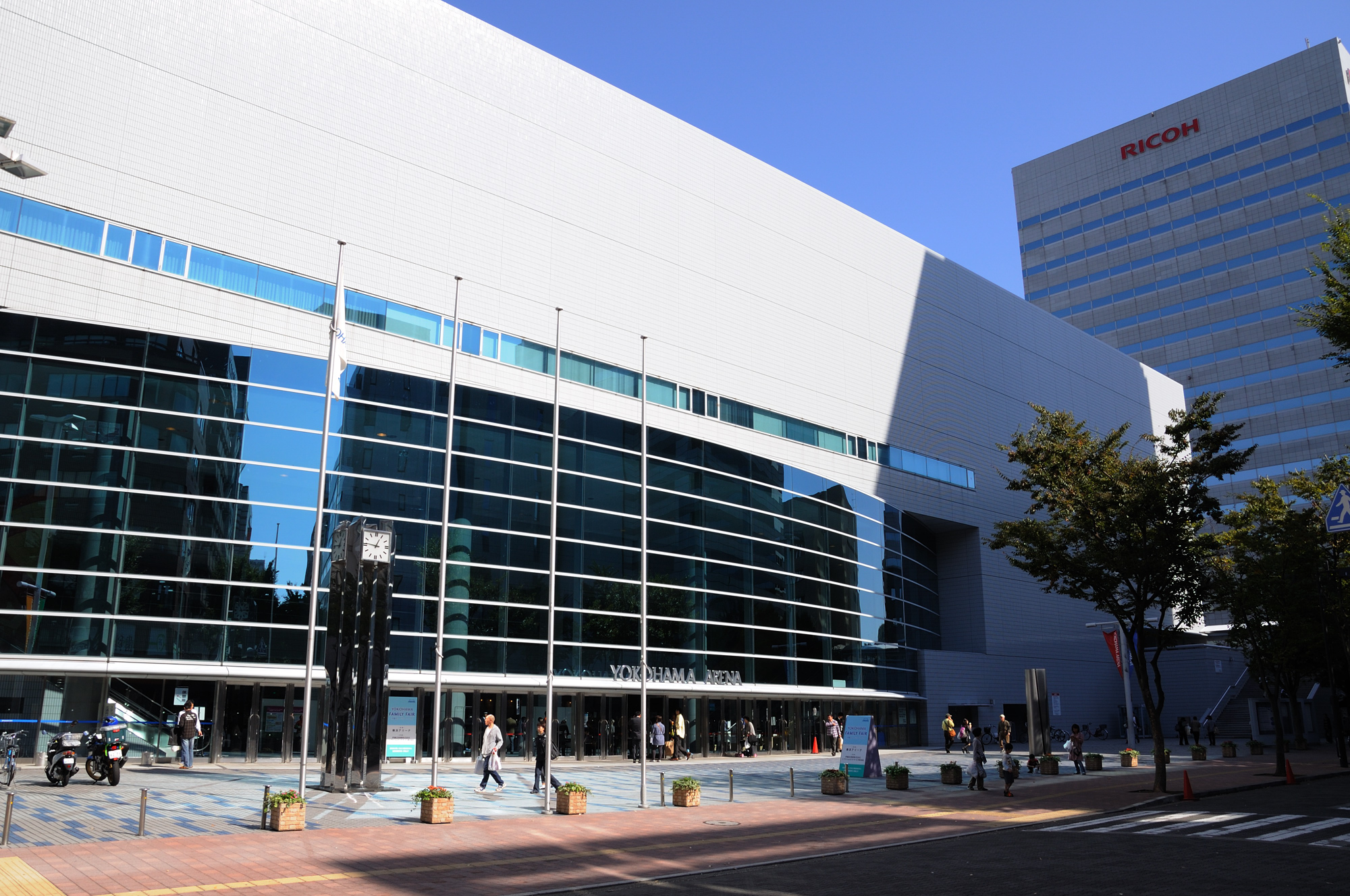
会場となった横浜アリーナ

  - 当時、開場したばかりの横浜アリーナから番組のメインセットを設置し、観客を動員し全編生中継を行った。

#### 司会者等
- 古舘伊知郎、柴俊夫
- 長野智子（当時フジテレビアナウンサー） - リポーター

#### 出演者
- COME ON BABY
- プリンセス・プリンセス
- TMネットワーク
- 稲垣潤一
- 工藤静香
- 少年隊（マンスリーゲスト）
- 永井真理子
- 仲村知夏
- 竜童組
- 森進一

#### スタッフ
- 構成：木崎徹
- 取材：小林久枝、スタッフ東京、デイリープラネッツ
- 音楽：広瀬健次郎、服部克久
- 総合演出：渡邉光男
- プロデューサー：渡邉光男、森正行

### 1990年・「IN 香港」
- 放送1109回

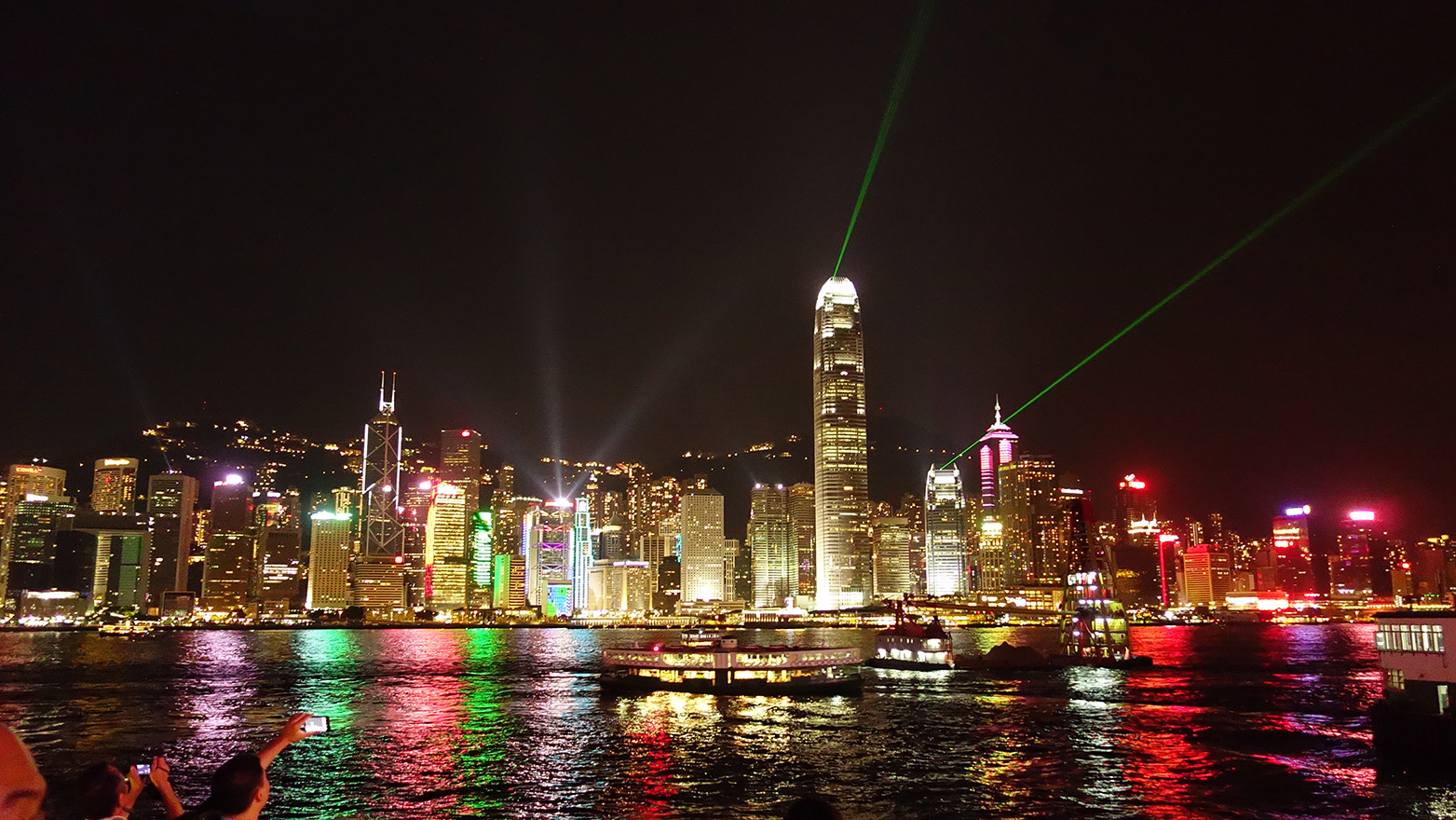
スペシャル版in香港で主要観光各地から番組生中継を行った一部の世界三大夜景のヴィクトリア・ハーバー夜景（香港島）

- 放送日時 1990年4月25日、22:02 - 23:24
  - 香港にあるグランドハイアット香港前に番組のメインセットを組んで、衛星生中継を行った。放送に先立ち、出演者やスタッフに向けたレセプションが行われ、香港を代表する女優グロリア・イップとアニタ・ムイから古舘・加賀に花束が贈呈された。
  - 出演者一同は、香港の施設や風習などを事前にレポートしたVTRが放送された。
  - この回をもって、番組最後の海外からの全編衛星生中継の放送となった。
  - 放送1111回記念と銘打たれたが[19]前述した記録ミスによるもので実際は1109回。本来の1111回は翌々週の5月9日。

#### 司会
- 古舘伊知郎、加賀まりこ
- 時任三郎 - ゲスト
- 王祖賢 - ゲスト

#### 出演者
- THE ALFEE
- CHAGE & ASUKA
- Wink
- 小泉今日子
- 少年隊
- 田原俊彦
- 南野陽子

#### スタッフ
- 構成：木崎徹
- 取材：小林久枝、スタッフ東京、デイリープラネッツ
- 音楽：広瀬健次郎、服部克久
- 総合演出：渡邉光男
- プロデューサー：渡邉光男、森正行
- 現地ディレクター：上原徹

### 最終回
「夜ヒット」の最終回は1990年10月3日に『ありがとう&さよなら夜のヒットスタジオ』と題した3時間特番（21:00 - 23:48）を放送。この日は、歴代司会者、主な出演歌手らがスタジオに集合した。全体進行は「SUPER」時代の古舘・加賀が担当し、各コーナー毎の進行を特別ゲストの歴代の司会者がリレー形式で行う形で放送された（尚、歴代司会者のうち、朝丘雪路と、既に故人となっていた三波伸介は不参加〈オープニングではセピア色の写真を3DCGで立体化させ、その顔がウィンクをしたり笑ったりするモーション処理を施した歴代司会者の顔が映されたが、朝丘のみ除外されていた〉）。
なお、既に歌謡番組としての機能を終えており、ゲストによる新曲などの披露は行わず、膨大なVTRを見ながらのトークを中心とした。そのためオーケストラボックスにバンドはおらず、代わりに翌年度にフジサンケイグループ各社へ入社が内定している者が招待された。当日は、フジテレビ系列8局で電話リクエストを受け付けた。電話の受付を行う各局スタジオにも各地での仕事のためフジテレビに来られない出演歌手が多数出演した。また、関東地区では同年11月3日の12:00-14:55に再放送された。なお、このスペシャルからは2日前にフジテレビ系フルネット局化したばかりのテレビ長崎がネット復帰した。
番組内において、放送当日の新聞の一面広告において、歴代出演歌手一覧を掲載したが『ほ』から始まる歌手・グループ（細川たかし・本田美奈子など）が抜けている不手際があり謝罪した。

### ＜スタッフ＞
- 構成：木崎徹
- 監修：塚田茂
- 取材、構成：纐纈幸博、高須晶子、玉丸美雪、阿部小百合、大野勝彦、津曲裕之、近沢浩一、伊藤滋之、野村安史
- 音楽：服部隆之、後藤次利
- 演奏：THE HIT SOUND SPECIAL
- コーラス：ミュージック・クリエーション
- ヘアー・メイク：STUDIO717
- 技術：高橋友男（フジテレビ）
- カメラ：馬場直幸・加藤文也・斉藤浩太郎（フジテレビ）
- 音声：柴田賢司・萩原政男（フジテレビ）
- 映像：井上武典（フジテレビ）
- 照明：浅香勉
- 効果：川嶋明則
- 10ST技術：下田誠（フジテレビ）
- 10STカメラ：森田修（フジテレビ）
- 10ST映像：佐藤光雄（フジテレビ）
- 10ST照明：嶺岸一彦
- 美術制作：石鍋伸一郎（フジテレビ）
- デザイン：馬場文衛
- 美術進行：松沢由之
- 大道具：竹島正夫、比嘉亘
- 電飾：大木謙二
- 視覚効果：渡部宏一
- 植木装飾：森慶伸
- 生花装飾：長崎由利子
- メイク：江川幸恵
- アクリル装飾：平間健一
- タイトル：藤井苑子
- ネット回線：豊田仁
- 検索コンピューター：和賀井隆
- 協力：バリライトアジア、株式会社テレカ、NIS日軽情報システム株式会社、株式会社フジミック、NAMCO・CGプロジェクト、IMAGICA
- 制作協力：
  - 北海道文化放送：
    - 技術：宮田英彦
    - 担当：伊沢昌太郎

  - 仙台放送：
    - 技術：柏倉幸三
    - 担当：村上清

  - テレビ静岡：
    - 技術：山本輝雄
    - 担当：高野満好

  - 東海テレビ：
    - 技術：竹内照和
    - 担当：小森景一郎

  - 関西テレビ：
    - 技術：西岡和広
    - 担当：高井久雄

  - テレビ新広島：
    - 技術：長井十志明
    - 担当：坂井孝直

  - テレビ西日本：
    - 技術：古賀義治
    - 担当：倉岡雄三

  - 沖縄テレビ：
    - 技術：松門正秀
    - 担当：座喜味俊明
- ディレクター：小林延行、水口昌彦 / 野田俊彦、桑原潔、渡辺秀樹、滝上勝、大村和史、菊池真由美、大野朋則、林田岳友
- 制作デスク：山縣慎司、椛沢節子
- タイムキーパー：山岸弘子
- 演出：渡邉光男、平野友孝
- プロデューサー：渡邉光男、森正行
- 制作著作：フジテレビ

## ヒットスタジオ（派生番組）
前述の『SUPER』放送当時、同番組とは別に下記の派生番組も放送されていた。
ヒットスタジオR&N - ロック・ニューミュージック専門
ヒットスタジオInternational - 洋楽専門
ヒットスタジオ演歌 - 演歌専門
ちなみに本家『夜ヒット』との違いは次のとおりである。
- 『SUPER』が『DX』を引き継いだ総合音楽番組であるのに対し、こちらは番組ごとにジャンルを限定していた。
- 『夜の〜』が冠されておらず、タイトルは単に『ヒットスタジオ○○』となっていた。
- 『R&N』および『International』は深夜、『演歌』は土曜日（のちに日曜日）午後の放送だった。
  - 『R&N』と『International』については、当初別枠だったものがのちに『コンプレックス』として統合され、2部構成番組として扱われた。

既述のとおり、本来は夜ヒットをジャンルごとに分割する目的で設けられたものであった。しかし、以上の相違点からも実際には本家からの派生番組という扱いであった。ちなみにフジテレビ側の公式見解においても、厳密な意味で（いわゆる『DX』の後継番組として）『夜ヒット』シリーズに含まれるのは『SUPER』のみとなっている。

### ヒットスタジオR&N
『R&N』は「Rock（ロック）& NEW MUSIC（ニューミュージック）」の略。DELUXE時代からの大物アーティスト、衛星中継で海外アーティストの生出演、生演奏もしつつ、「イカ天」出身やインディーズからのメジャーデビューを果たしたばかりのアーティストが毎週6～7組出演していた。古舘伊知郎がDELUXE時代から引き続き「SUPER」と兼務する形で司会を務めた（1990年3月まで）。
全国のライブハウスからオススメのミュージシャンを紹介する「インディーズ情報」（バブルガム・ブラザーズ、戸川純時代は「We Love ROOKIE」のタイトルで放送）や、新譜情報を紹介する「MUSIC PRICE」などのコーナーもあった。
- 放送期間：1989年10月6日 - 1990年9月28日（1990年4月6日からは『コンプレックス』第1部）
- 放送時間：金曜日 深夜0時40分 - 26時（土曜日午前2時）
- 司会
  - 古舘伊知郎、GWINKO（1989年10月6日 - 1990年3月30日）
  - バブルガム・ブラザーズ（1990年4月6日 - 9月28日）
    - 戸川純（1990年4月6日 - 7月6日、9月7日 - 9月28日）
    - 長野智子（1990年7月13日 - 8月31日）<戸川の急病のため代役を務める>

#### ＜スタッフ＞
- 構成：木崎徹
- 取材：スタッフ東京、デイリープラネッツ
- 音楽：後藤次利、大村雅朗
- 演奏：RAPHAER
- 技術：高橋友男、笹川一男
- カメラ：加藤文也、斎藤浩太郎、他
- 美術制作：石鍋伸一郎
- デザイン：馬場文衛
- ヘアー＆メイク：大久保はるみ、他
- タイトル：藤井苑子
- T・K：山岸弘子
- フロア・D：桑原潔、野田俊彦、渡辺秀樹
- 演出：渡邉光男 / 水口昌彦
- プロデューサー：渡邉光男、森正行

【古舘伊知郎時代】
- 下記のとおり、他の派生番組以上に『SUPER』との関連性が高かった。
  - 司会は『SUPER』と同様に古舘が務めていた。
  - 出演者自身の曲ではあるが、オープニングメドレーが行なわれた。
- 古舘時代は、もう一人の司会者のGWINKOが当時16歳であり、労働基準法によって深夜労働が出来ない年齢とされていたため、放送直前の夕方に撮って出しの形で収録されていた[20]。
- 1989年10月13日深夜の放送で、ZERRY（忌野清志郎）率いるザ・タイマーズがFM東京（現：TOKYO FM）を非難する「FM東京」を歌い、放送禁止用語を連発した[21][22][23]。フジテレビ側では放送を中断せず曲の一部始終を流した（地方局での放送も同様。後年のフジテレビ721の再放送では歌の放送禁止用語の部分に自主規制音を被せることで対処）。その後、フジはザ・タイマーズを3年間の出入り禁止処分にした[22][23]。

【バブルガム・ブラザーズ時代】
- オープニング形式が以下のように変更され、番組構成も『夜ヒット』とは大きく異なる形式が採られた。

1. 出演者は冒頭からいわゆる「板付き」の状態で横一列に並ぶ。
2. そこに司会のバブルガム・ブラザーズと戸川が別々に登場し、軽いトークをする。
3. すぐに最初の歌手の曲を紹介する。

### ヒットスタジオInternational
- 放送期間：1989年10月6日 - 1990年9月28日（1990年4月6日からは『コンプレックス』第2部）
- 放送時間：金曜日 深夜2時30分 - 3時30分
- 司会：服部まこ（1990年4月6日 - 9月28日）
- 現地（海外）演出担当：上原徹
- プロデューサー：渡邉光男、上原徹

### ヒットスタジオコンプレックス
『R&N』と『International』の2部構成番組。
- 放送期間（統合後）：1990年4月6日 - 9月28日、金曜日深夜（土曜未明）。
- 放送時間：金曜日 深夜0時40分 - 3時

### ヒットスタジオ演歌
- 放送期間：1989年4月 - 1990年3月
- 放送時間：土曜日 14時00分 - 14時30分→日曜日 14時30分 - 15時00分（週一回）
- 司会：堀内孝雄
- 演奏：三原綱木とザ・ニューブリード
- コーラス：WIN

#### ＜スタッフ＞
- 構成：木崎徹、神部恒彦
- 取材：津曲裕之、井上尚登、近沢浩一
- 音楽：広瀬健次郎
- ナレーション：作間功
- 技術：下田誠、佐藤五十一、大嶋隆
- カメラ：福田紳一郎、星野健司、他
- 音声：松永英一、相馬厚
- 映像：新川力、小椋真人
- 照明：阿部一夫、他
- 効果：宮田典明、他
- VTR編集：星野正則
- オープニングタイトル：小高金次
- 美術制作：石鍋伸一郎
- デザイン：馬場文衛
- 美術進行：船場文雄
- 大道具：竹島正夫、他
- 装飾：関正幸、他
- 電飾：蕨野弘、他
- 視覚効果：渡部宏一
- 楽器：磯元洋一
- 衣裳：萱田典弘
- 持道具：岡田正彦
- アクリル：前田悦男
- 植木装飾：森慶申
- 生花装飾：長崎由利子
- 写真：瀬井美明
- メイク：田川達朗
- タイトル：藤井苑子
- T・K：由田佳奈子
- AD：桑原潔、他
- 演出：小林延行、平野友孝
- 演出 / プロデューサー：渡邉光男

## 番組終了後の復活スペシャル版
「夜ヒット」の終了後も、様々な形で特別番組などが放送された。

### 夜のヒットスタジオ大感謝祭スペシャル
『年末リクエスト総決算』
- 1990年12月26日（21:00 - 23:24）
- 最終回で紹介しきれなかったVTRを中心に、出演した常連歌手らがスタジオで思い出を語った。

＜司会＞
- 露木茂
- 有賀さつき（両名ともフジテレビアナウンサー、当時）

＜主な出演＞
- 沢田研二
- カールスモーキー石井・SUE CREAM SUE（米米CLUB）
- 中森明菜
- 松本伊代
- 田原俊彦
- 布川敏和
- 荻野目洋子
- 工藤静香
- 五木ひろし
- 南野陽子
- Wink
- カルロス・トシキ
- 光GENJI

他
＜スタッフ＞
- ディレクター：桑原潔、野田俊彦、長部聡介
- 演出：渡邉光男、水口昌彦
- プロデューサー：森正行
- プロジェクト・プロデューサー：渡邉光男

### 夜のヒットスタジオ大感謝祭スペシャル・Ⅱ
『あの1曲！青春時代編』
- 1991年4月3日（21:30 - 23:24）

＜司会＞
- 徳光和夫
- 城ヶ崎祐子（フジテレビアナウンサー、当時）
- 徳光和夫初のフジテレビ本格出演。
- 2日前に開局した岩手めんこいテレビもこの番組からネットされている。

＜出演＞
- 中森明菜
- 工藤静香
- 石川さゆり
- CHAGE and ASKA（ASKAはソロ、CHAGEはMULTI MAXとしても出演）

＜演奏＞
- THE NEW HIT SOUND SPEICAL

＜スタッフ＞
- 構成：スタッフ東京
- 音楽：広瀬健次郎、服部隆之
- コーラス：ウイッシュ
- 技術：高橋友男
- カメラ：加藤文也、斎藤浩太郎、星谷健司
- 音声：柴田賢司、萩原政男
- 映像：井上武典
- 照明：浅香勉
- 音響効果：川嶋明則
- VTR編集：星野正則
- 美術制作：石鍋伸一郎
- デザイン：馬場文衛
- 美術進行：藤野栄治
- 大道具：竹島正夫
- 電飾：大木謙二
- 視覚効果：渡部宏一
- 植木装飾：森慶申
- フラワーアート：佐伯孝夫
- アクリル装飾：平間健一
- アートフレーム：佐藤信広
- メイク：田川達郎
- タイトル：藤井苑子
- 協力：バリライト・アジア
- 衣裳協力：RORA-RORA
- T・K：山岸弘子
- ディレクター：小林延行、水口昌彦、野田俊彦
- 演出：渡邉光男
- プロデューサー：森正行
- プロジェクト・プロデューサー：渡邉光男

### 島原救済緊急特別番組・夜のヒットスタジオスペシャル
- 1991年7月3日（21:20 - 23:30）
- 雲仙普賢岳噴火の被災者救済のチャリティーのために復活。ナイター中継'91「ヤクルト×巨人」延長のため20分遅れで放送開始。生放送開始から終了後も電話による募金を受け付けた。
- フジテレビ系列27局と青森放送でネットされた。なお、当時のクロスネット局のうち、テレビ大分は当時の通常の水曜プライムタイムがテレビ朝日系の同時ネット枠[注 45]、鹿児島テレビは当時の通常の水曜プライムタイムが日本テレビ系の同時ネット枠であったが、九州地区で起きた災害という事情から、この日に限り、特例としてフジテレビ系の本特番を同時ネットで放送した[注 46]。

＜司会＞
- 古舘伊知郎
- 露木茂（フジテレビアナウンサー、当時）

＜出演＞
- HOUND DOG
- THE BLUE HEARTS
- 南こうせつ
- 中森明菜
- 田原俊彦
- TMN（※木根尚登が急病のため小室哲哉と宇都宮隆のみ出演）
- B'z
- THE ALFEE
- 尾崎亜美

＜中継出演＞
- 吉田拓郎
- CHAGE and ASKA
- さだまさし

※島原市からは山中秀樹（フジテレビアナウンサー、当時）がリポートを担当したほか、鐘ヶ江管一市長（当時）が出演。
＜スタッフ＞
- 構成：玉井貴代志、スタッフ東京
- 音楽：広瀬健次郎
- 振付：西条満
- 踊り：スクールメイツ
- ディレクター：上原徹、他
- プロデューサー：渡邉光男、井上信悟
- 演出：渡邉光男

### 夜のヒットスタジオ RETURNS SPECIAL
- 1993年3月31日（21:00 - 23:03）
- レギュラー終了後の特別番組では初めて『夜ヒット』のスタジオセットをフルに再現した（ただしオーケストラは配置せず）。同特番は20%以上の高視聴率を挙げ、以後数年間にわたる『夜ヒット』特別番組放送の契機となった。
- テロップ表示もほぼ当時に近い形で再現されたが、当日歌唱の曲名表示については、これまで使われた手書きから新聞特太ゴシックに改められた（下部分の作詞・作曲・歌手名は変更せず。この表示方式は『ヒットスタジオR&N』後期にも採用された）。
- なお、1970年開局時からネットした山形テレビがテレビ朝日系列へのネットチェンジを翌日に控え、フジテレビ系列での最終放送日となり、本特番が同局ゴールデン・プライム枠最後の同時ネット番組となった。

＜司会＞
- 井上順
- 田原俊彦
- 八木亜希子（フジテレビアナウンサー、当時）
- 芳村真理（特別ゲスト司会）※番組途中より参加し、彼女がセレクトした名場面のコーナーも設置された。

＜出演＞
- 田原俊彦
- 中森明菜
- プリンセス・プリンセス（※今野登茂子病欠のためメンバー4人だけ出演）
- 都はるみ
- CHAGE and ASKA（※コンサート会場の大阪城ホールより生中継で出演）

＜演奏＞
- 閣魔堂
- DOUBLE "T" & THE THRILL HORNS

＜コーラス＞
- 東京混声合唱団

＜コレオグラファー＞
- 西条満

＜技術スタッフ＞
- 技術（T・D）：高橋友男、佐藤昇
- カメラ：加藤文也、斎藤浩太郎、星谷健司、赤松卓男、西岡康雄、井上秀樹、八木彰
- AUD：柴田賢司、松永英一、古江学、黒川将、網島一敏
- LD：浅香勉、他
- VE：井上武典、石川圭一
- MIX：関口直樹

＜美術スタッフ＞
- 美術制作：石鍋伸一郎
- デザイン：馬場文衛、水上啓光
- 美術進行：藤野栄治、小池秀樹
- 大道具：竹島正夫、小山美重子
- 電飾：大木謙二
- 視覚効果：渡部宏一
- 植木装飾：森慶申
- フラワーアート：長崎由利子
- アクリル装飾：関雅史
- アートフレーム：江尻正
- メイク：小島百合子
- タイトル：藤井苑子
- 音響効果：川嶋明則、笠松広司
- 楽器：磯元洋一

＜制作スタッフ＞
- 構成：玉井貴代志
- T・K：山岸弘子
- A・D / F・D：滝上勝、大村和史、他
- ディレクター：小林延行、野田俊彦、小杉雅博
- 演出（P・D）：渡邉光男
- プロデューサー：渡邉光男、井上信悟、森正行

### '94夜のヒットスタジオ超豪華秋SPECIAL
- 1994年10月12日（21:00 - 23:03）

＜司会＞
- 井上順
- 中井美穂（フジテレビアナウンサー、当時）

＜出演＞
- 田原俊彦
- 松田聖子
- 中森明菜
- 小泉今日子
- 久保田利伸
- 少年隊
- 光GENJI SUPER5
- SMAP（※本放送の出演経験がなく初登場のSMAPは中継で登場）

＜VTRインタビュー＞
- 芳村真理

＜スタッフ＞
- 構成：スタッフ東京
- 音楽：服部隆之
- 中継ディレクター：荒井昭博、小林延行、DAI HIROSE
- ディレクター：桑原潔／小杉雅博、大村和史
- AP：野田俊彦
- 演出：渡邉光男
- プロデューサー：渡邉光男、森正行

### '94夜のヒットスタジオ 超X'masデラックス
- 1994年12月24日（19:00 - 20:54）

＜司会＞
- 関口宏[注 47]
- 中井美穂（フジテレビアナウンサー、当時）

＜出演＞
- SMAP
- 内田有紀
- ASKA ＆ 14カラット・ソウル
- 少年隊（中継）
- KinKi Kids
- 工藤静香
- 松田聖子（中継）
- 小泉今日子
- CHAGE&ASKA
- 久保田利伸（中継）
- 中森明菜

＜演奏＞
- THE NEW HIT SOUND SPECIAL
- 指揮：三原綱木

＜スタッフ＞
- 構成：スタッフ東京
- 音楽：広瀬健次郎、服部隆之
- 技術：佐藤五十一（6st）、高橋友男、佐々木信一（中継）、大嶋隆（3st）他
- カメラ：加藤文也、星谷健司、石田智男、槇俊哉、森田修、仲田裕人、宮田英彦、小川経一、他
- クレーン：阿部勉
- AUD：柴田健司、深田由理、相馬厚、古江学、木俣洋一、松永勝、仙田俊一、他
- LD：谷川富也、四分一 浩、植松晃一、竹平耕一、岸本直樹、他
- VE：井上武典、佐藤光雄、竹内荘七、前田豊太郎、中川学、竹内貴志、他
- 美術制作：石鍋伸一郎
- デザイン監修：馬場文衛
- デザイナー：水上啓光
- 美術進行：藤野栄治
- 大道具：比嘉亘
- 電飾：大木謙二
- 視覚効果：渡部宏一
- 植木装飾：森慶申
- フラワーアート：長崎由利子
- アクリル装飾：太田浩、関雅史
- アートフレーム：津田忠直
- メイク：河本友佳
- タイトル：岩崎光明
- 音響効果：川嶋明則、笠松広司
- 楽器：磯元洋一

＜コレオグラファー＞
- 西条満

＜制作スタッフ＞
- T・K：山岸弘子
- AD / FD ：大村和史、滝上勝、他
- ディレクター：小杉雅博、他
- A・P：野田俊彦
- プロデューサー：渡邉光男、森正行
- 演出（P・D）：渡邉光男
- プロジェクト・プロデューサー：渡邉光男

### '95夜のヒットスタジオ・グレートアーティスト・超豪華！春のスペシャル
- 1995年4月5日（20:00 - 23:14）

＜司会＞
- 関口宏
- 中井美穂（当時フジテレビアナウンサー）

＜出演＞
- 郷ひろみ
- 田原俊彦
- 中森明菜
- 西城秀樹
- 和田アキ子
- 藤井尚之
- 米米CLUB
- Dreams Come True
- SMAP
- 篠原涼子
- TRF
- 内田有紀
- H Jungle with t[注 48]（※浜田雅功が番組史上初の口パク出演[24]〈あくまでも自称である〉）

＜スタッフ＞
- 構成：スタッフ東京
- 音楽：広瀬健次郎
- 振付：西条満
- タイムキーパー：山岸弘子
- ディレクター：小林延行、野田俊彦、小杉雅博
- 演出（P・D）：渡邉光男
- プロデューサー：渡邉光男、森正行
- プロジェクト・プロデューサー：渡邉光男

### '95夜のヒットスタジオ 純白のX'masスペシャル
- 1995年12月23日（19:00 - 20:54）
- 寿退社が決まっていた中井美穂にとっては、この特番がフジテレビの局アナとして最後の仕事となり、エンディングでは夫の古田敦也がお祝いに駆けつけた。

＜司会＞
- 石田純一
- 中井美穂（当時フジテレビアナウンサー）

＜出演＞
- 松田聖子
- 小泉今日子
- 中森明菜
- 中山美穂
- CHAGE&ASKA
- 少年隊
- SMAP
- trf
- globe
- 華原朋美
- 小沢健二
- ザ・ハイロウズ
- 内田有紀
- 鈴木蘭々

＜スタッフ＞
- 構成：スタッフ東京
- 音楽：広瀬健次郎、後藤次利
- タイムキーパー：山岸弘子、松下絵里
- ディレクター：上原徹、野田俊彦、小杉雅博
- 演出（P・D）：渡邉光男
- プロデューサー：渡邉光男、森正行
- プロジェクト・プロデューサー：渡邉光男

### '96夜のヒットスタジオ・桜満開！超デラックス
- 1996年4月3日（21:00 - 23:08）
- さんまもTHE　ALFEEの伴奏で「My Sweet Home Town」を歌唱。

＜司会＞
- 明石家さんま
- 近藤サト（当時フジテレビアナウンサー）

＜出演＞
- 近藤真彦
- 中森明菜
- V6
- THE ALFEE
- DREAMS COME TRUE

他
＜スタッフ＞
- 構成：スタッフ東京
- T・K：山岸弘子
- ディレクター：小林延行、小杉雅博、他
- プロデューサー：渡邉光男、森正行
- 演出（P・D）：渡邉光男
- プロジェクト・プロデューサー：渡邉光男

### '96夜のヒットスタジオ 超X'masデラックスin NY
- 1996年12月25日（22:30 - 翌0:09）
- 全編ニューヨークからの衛星生中継

＜司会＞
- 明石家さんま
- 中井美穂

＜出演＞
- 中山美穂
- ASKA
- Dreams Come True
- 安室奈美恵
- globe
- TRF
- 華原朋美
- 小沢健二
- hitomi
- dos

＜振付＞
- 西条満

＜スタッフ＞
- 構成：スタッフ東京 / デイリー・プラネッツ
- T・K：山岸弘子、松下絵里
- ディレクター：上原徹、小林延行、小杉雅博、DAI-HIROSE
- プロデューサー：渡邉光男、森正行
- 演出（P・D）：渡邉光男
- プロジェクト・プロデューサー：渡邉光男

### ザッツお台場エンターテイメント!第1夜・歌番組の38年
- 1997年3月31日（19:00 - 21:24）
- フジテレビ新社屋移転記念特番として放送。お台場新社屋V4スタジオとロサンゼルスの衛星生中継の二元構成。
- 『夜ヒット』のメインセットを完全再現した最後の特番となった。開局を翌日に控えたさくらんぼテレビ、高知さんさんテレビでも試験放送にてオンエアされた。

＜ロサンゼルス＞
司会
- 明石家さんま
- 中井美穂

出演
- 松田聖子
- 中森明菜
- 内田有紀
- 工藤静香

＜フジテレビV4スタジオ＞
司会
- 露木茂
- 八木亜希子

出演
- 安室奈美恵
- 観月ありさ
- シャ乱Q
- V6（※スタジオ外からの中継でフジテレビ大階段から歌った）
- KinKi Kids（※中継）

## CSでの再放送・映像の保存状況
1998年よりフジテレビTWO（旧フジテレビ721）にて当番組の再放送が行われている。当初は『DELUXE』版よりスタートし、月曜時代のものについては翌1999年夏より再放送を開始した。2011年4月よりフジテレビONEに放送チャンネルを移した（チャンネル編成の再編に伴うもの）が、2011年12月末で本番組の再放送が一旦打ち切られ、当面の間休止することになった。
フジテレビTWO→フジテレビONEでの再放送は、1974年4月1日以降が対象となっている。また、旧フジテレビ721時代にはカットされていたエンドタイトルもそのまま放送されるようになった。月曜時代の本編の放送時間は提供表示部分とCMのみのカットで概ね46分間だが、内容によってはさらに一部の本編部分もカットされるケースもある。一部の本編部分でエンディング部分のスタッフ、制作クレジットがカットされる場合は本編部分の最後に現行のロゴマーク（目玉マークは表示しない場合あり）を編集時に挿入している。
以前は、ほぼ完全な形で局に現存している第400回（1976年7月5日放送）以降が対象となっており、1974年以前の放送で現存が確認されているのが1969年1月27日・2月24日・7月28日、1973年8月6日、1974年3月25日・4月1日・8月5日（第300回記念）・8月19日の計8回分のみ（2008年現在）であることや、三波伸介の親族が生前の映像使用の許可を出していないことが要因とされていた。過去の総集編企画等でも大半のパートを第400回以降の映像が占めていた。1000回記念では前田武彦・三波伸介時代の映像も多数放送されたが、それ以降は井上順以降の映像が大半を占めた。
また、当時の出演歌手の版権上の問題や過去映像に対する解釈により、完全な形での再放送は実現していない。再放送不可能なのが確認できるのは、主だったところではジャニーズ事務所所属タレント（田原俊彦ら元所属タレントを含む）、とんねるず、おニャン子クラブ、南野陽子、来日アーティストら（テレサ・テン、チョー・ヨンピルなど一部放送可能なアーティストもいる）。サザンオールスターズ、ラッツ&スター（シャネルズ）についても途中から再放送されなくなった。あすか組の出演回の再放送に際しては、当初は通常通り放送されていたが、途中から彼女たちの顔にモザイクをかける処置がとられた。沢田研二については当初「コバルトの季節の中で」を歌った1976年10月25日分が再放送され、その後リストから外されていたが、フジテレビTWOにチャンネル名変更になってからの再放送で再び可能となった。
『SUPER』の再放送は、近年まで5回分程度にとどまっていた。2008年にそれまで再放送のなかった4回分が新たに追加されたが、再放送の充分でない状況に変わりはない。
ラッキーテレフォンのコーナーでは、個人情報保護のこともあり、CS再放送時には当選はがきにぼかしをかけている（住所や電話番号が書かれているため）。
2008年にはB'zがデビュー20周年記念ライブとなった「GLORY DAYS」ツアーにおいて、B'zの過去を振り返るコーナーで当番組出演時の映像が使用され、この公演を収録したDVDにもその映像が収録されている。
2009年4月開始の再放送で放送可能だった山口百恵の出演回が2010年1月リストから外されるようになるが、同年6月に百恵出演の全てを収めたDVD-BOXが発売されている。
ピンク・レディーについても2009年4月以降の再放送ではリスト落ちしている。
2009年4月開始の再放送は1980年6月分までを放送して2012年1月以降長期の休止中。
2020年5月から8月まで、西城秀樹の三回忌にちなみ、西城が出演した回からピックアップした傑作選をフジテレビTWOで特集放送した。2021年5月より、沢田研二の出演回からピックアップした傑作選を特集放送している。
フジテレビTWOのプロ野球中継『LIONS BASEBALL L!VE』の中継終了後に、余った中継時間枠の穴埋めとして、過去の放送回（主に西城出演回の傑作選）が放送されることがある。
余談
初代司会の前田武彦は司会当時、当番組の映像を数多く家庭用VTRに保存していたが、司会解任時にテープを全て廃棄してしまったという。

## ネット局
系列は放送当時（打ち切り時はネット打ち切り時）のもの、太字は放送開始当初からの放送局。
| 放送対象地域           | 放送局                | 系列                                         | 備考 |
| ---------------------- | --------------------- | -------------------------------------------- | --- |
| 関東広域圏             | フジテレビ（CX）      | フジテレビ系列                               | 制作局 1978年10月2日からステレオ放送実施 |
| 北海道                 | 札幌テレビ（STV）     | 日本テレビ系列 フジテレビ系列                | 1969年10月6日から1972年3月27日まで |
| 北海道                 | 北海道文化放送（UHB） | フジテレビ系列                               | 1972年4月開局から サービス放送期間中も札幌テレビと並行して放送された 1984年12月1日から札幌地区のみステレオ放送実施 |
| 青森県                 | 青森放送（RAB）       | 日本テレビ系列 テレビ朝日系列                | 1985年10月2日から 水曜日23時40分から2時間40分遅れでネット。スポンサーもローカルセールスに差し替え |
| 宮城県                 | 仙台放送（OX）        | フジテレビ系列                               | 1980年3月24日からステレオ放送実施 |
| 秋田県                 | 秋田テレビ（AKT）     | フジテレビ系列                               | 1969年10月開局から 1980年7月からステレオ放送実施 |
| 山形県                 | 山形テレビ（YTS）     | フジテレビ系列                               | 1970年4月開局から 1985年のDELUXE開始に伴い、『水曜ロードショー』（日本テレビ）が、火曜日へ異動し『火曜ロードショー』として改題・遅れネット化 1993年4月1日からはテレビ朝日系列局 1990年9月5日から最終回までステレオ放送実施 |
| 福島県                 | 福島中央テレビ（FCT） | フジテレビ系列 NETテレビ系列                 | 1970年4月開局から1971年9月27日まで 福島テレビ（FTV）との日本テレビ系列のネット交換に伴い打ち切り |
| 福島県                 | 福島テレビ（FTV）     | フジテレビ系列                               | 1971年10月4日から 1983年3月28日までは、TBS系列とのクロスネット局。 1981年10月5日からステレオ放送実施 |
| 山梨県                 | 山梨放送（YBS）       | 日本テレビ系列                               | 1978年3月6日から1985年3月まで 水曜21時台・22時台は日本テレビ系ネット枠の為打ち切り |
| 新潟県                 | 新潟総合テレビ（NST） | フジテレビ系列                               | 1974年4月1日から 1981年3月31日までは日本テレビ・テレビ朝日系列、1983年9月30日まではテレビ朝日系列とのクロスネット局 1981年7月6日からステレオ放送実施                                                                       |
| 長野県                 | 長野放送（NBS）       | フジテレビ系列                               | 1969年4月開局から 1980年7月7日からステレオ放送実施 |
| 静岡県                 | テレビ静岡（SUT）     | フジテレビ系列                               | 1983年からステレオ放送実施。 |
| 富山県                 | 富山テレビ（T34）     | フジテレビ系列                               | 1969年4月開局から 1985年12月11日からステレオ放送実施 |
| 石川県                 | 石川テレビ（ITC）     | フジテレビ系列                               | 1969年4月開局から 1980年9月29日からステレオ放送実施 |
| 福井県                 | 福井テレビ（FTB）     | フジテレビ系列                               | 1969年10月開局から 1985年からステレオ放送実施 |
| 中京広域圏             | 東海テレビ（THK）     | フジテレビ系列                               | 1979年8月6日からステレオ放送を実施 |
| 近畿広域圏             | 関西テレビ（KTV）     | フジテレビ系列                               | 1979年からステレオ放送を実施 |
| 島根県 →島根県・鳥取県 | 山陰中央テレビ（TSK） | フジテレビ系列                               | 1970年4月開局から 1972年9月までの放送エリアは島根県のみ 相互乗り入れにより鳥取県でも放送 |
| 岡山県 →岡山県・香川県 | 岡山放送（OHK）       | フジテレビ系列                               | 1970年4月6日から 1979年3月までの放送エリアは岡山県のみ 1979年4月の相互乗り入れにより香川県でも放送 1980年12月29日からステレオ放送実施                                                                                      |
| 広島県                 | 広島テレビ（HTV）     | 日本テレビ系列 フジテレビ系列                | 1969年10月6日から1975年9月まで 1969年9月まではフジテレビ系ドラマ枠の遅れネット |
| 広島県                 | テレビ新広島（TSS）   | フジテレビ系列                               | 1975年10月開局から |
| 山口県                 | テレビ山口（TYS）     | TBS系列 フジテレビ系列                       | 水曜日の21時台・22時台はTBS系番組枠の為、1985年3月に打ち切り。 |
| 徳島県                 | 四国放送（JR→JRT）    | 日本テレビ系列                               | 一時期のみ |
| 香川県                 | 西日本放送（RNC）     | 日本テレビ系列                               | 1969年4月7日から1970年3月30日まで |
| 愛媛県                 | テレビ愛媛（EBC）     | フジテレビ系列                               | 1969年12月開局から 1990年7月25日から最終回までステレオ放送実施 |
| 高知県                 | 高知放送（RKC）       | 日本テレビ系列                               | 一時期のみ |
| 福岡県                 | テレビ西日本（TNC）   | フジテレビ系列                               | 1980年12月15日からステレオ放送実施 |
| 佐賀県                 | サガテレビ（STS）     | フジテレビ系列                               | 1969年4月開局から 1985年6月5日からステレオ放送実施 |
| 長崎県                 | テレビ長崎（KTN）     | フジテレビ系列                               | 1985年3月打ち切り 1990年10月3日の最終回はネット 1981年3月23日からステレオ放送実施 |
| 熊本県                 | テレビ熊本（TKU）     | フジテレビ系列                               | 1983年3月21日からステレオ放送実施 |
| 大分県                 | テレビ大分（TOS）     | 日本テレビ系列 フジテレビ系列 テレビ朝日系列 | 1985年3月打ち切り 水曜21時台はテレビ朝日系の番組を、水曜22時台は1985年9月まではテレビ朝日系の番組を、同年10月からは日本テレビ系の番組をそれぞれネットしていた。                                                            |
| 宮崎県                 | テレビ宮崎（UMK）     | 日本テレビ系列 フジテレビ系列 テレビ朝日系列 | 水曜21時台と22時台はテレビ朝日系同時ネット枠のため1985年3月に打ち切り しかし、1985年10月の『ニュースステーション』開始に伴い1985年10月2日からネット再開 1990年5月30日から最終回までステレオ放送実施                        |
| 鹿児島県               | 鹿児島テレビ（KTS）   | 日本テレビ系列 フジテレビ系列                | 1981年4月6日から1985年3月まで水曜21時台・22時台は日本テレビ系ネット枠の為打ち切り 1983年1月からステレオ放送実施 |
| 沖縄県                 | 沖縄テレビ（OTV）     | フジテレビ系列                               | 1985年6月からステレオ放送実施 |

ネット局に関する備考
- 1985年4月に2時間枠の『DELUXE』となり放送曜日も水曜日に変更されたことで、クロスネット局や系列外局で放送が打ち切られたが、打ち切られた放送局では視聴者から抗議の投書が相次ぐ一方、遅れネットの放送枠が確保できずに、放送再開の要望に応える事ができない状況となった（青森放送の例外はあるが）。
- ネット局のロールスーパーでは略称の横にあるカッコ枠に放送局の所在地である都道府県名が表記されていた。ただし、仙台放送（OX）は「仙台」、東海テレビ（THK）は「名古屋」、山陰中央テレビ（TSK）は（1972年9月までは「島根」だったが鳥取県と相互乗り入れになった同年10月以降）「山陰」と表記されていた。テレビ西日本（TNC）は北九州市八幡東区に本社があった頃は「北九州」表記だったが、福岡市へ本社移転する1974年前後には「福岡」表記となっている。また当初ネット局の掲載順についてはネットを開始した順となっていたが、中後期はフジテレビ以外は概ね北から順の表記となっている。
- 1978年10月2日から1990年9月19日の最終回まで、青森放送・山陰中央テレビ・テレビ新広島はステレオ放送非対応だった[注 68]。番組末期の1990年には、山形テレビ・テレビ愛媛・テレビ宮崎がステレオ放送を開始した。
- レギュラー番組の放送期間中、最後まで放送されなかった唯一の地域は、岩手県のみだった[注 69]。

## セット
基本的には22年間の放送期間全期を通じて、左側にビッグバンドの演奏スペースを、右側に本編では歌手・司会者の待機場所として使用される通称「大階段」セットと円形の小階段セットを、スタジオの上部には丸みを帯びた菱形の連なった飾りを両スペースにそれぞれ配置するという基本コンセプトは一切変わらなかったが、放送時期によって若干のマイナーチェンジがなされている。この番組セットのデザインは初代美術担当の妹尾河童が手掛けたものである。

### 初代（1968年11月 - 1969年3月）
- モノクロ時代は第4スタジオをメインスタジオとして使用。
- セットデザインの模様がカラー放送開始以後のそれとは異なり、線のはっきりした菱形模様が伸縮したようなデザインが使用されていた。
- ビッグバンドの配置もカラー放送開始以後とは異なり、歌手の待機場所に近いほうから、ストリングス→ギター（下段）・ドラム（上段）→ピアノ（下段）・ブラス（上段）という配置となっていた。コーラスは指揮者の隣に配置された1本のリボンマイクロホンで歌に参加する手法が採られていた。
- スタジオの背景色は基本的には紺色であった。

### 2代目（1969年4月 - 1973年）
- カラー放送への移行と同時に、メインスタジオが第6スタジオ（グランドスタジオ棟）に移動。TVカメラは国産初の1 1/4インチ3P管式の日立製にFUJINON？製10倍電動ズームを3台装備これに伴い番組セットも再度新調されることになった。
- セットデザインが擦れかかった菱形模様の伸縮したようなデザインへと変更。このデザインは放送終了時まで変更されなかった。
- ビッグバンドもストリングスとブラスの配置が逆となり、これも以降放送終了時まで変更はなかった。
- コーラスもこのころより、大階段セットと一体化している円形階段の最上段で歌に参加することが多くなった。
- スタジオの背景色はその回によってまちまちで、白背景や紺背景の場合も1970年ごろまではあった。その後は青背景に統一され、以後この部分での変更は番組終了まで行われなかった。
- 1969年秋頃に一時曲名テロップが縦書きのものに変更されたが、短期間で元の横書き形式のものに戻されている。
- 1971年（具体的な時期は不明）より司会者のMCスペースとして1ヶ所、指揮者の指揮スペースとして1ヶ所、歌手の立ち位置として計3ヶ所（正面とメインセットの円形階段最上段およびビッグバンドの演奏スペースのストリングス・ピアノ演奏者の配置している箇所）に円形のシートが敷かれるようになった（但し、セット正面側の歌唱スペース用シートについては前田武彦の降板の頃に、円形階段最上段の円形シートについても1976年夏以降、このスペースに季節の花や植物を常時設置するようになったのを機をそれぞれ撤収されている）。この中のデザインは当初は丸みを帯びた菱形を1つだけ大きく描いたものが使用されていたが、前田降板後の1973年秋以降は黒を基調に白いドット柄が複数輪を描くようなデザインに、次いで1975年4月からはスタジオ上段の飾りのデザインと同様の丸みを帯びた菱形模様が輪を描くようなデザイン（黒基調、菱形模様が白）が使用された（尚、この菱形模様への変更当初のころはビッグバンドの演奏スペース側の歌手の立ち位置に敷かれた円形シートに限り、その下にこの円形シートよりも更に大きいサイズの番組タイトルロゴが等間隔で小さく描かれた赤い円形シートが敷かれていたが、井上順の司会就任間もなくの頃に赤の大型円形シートに関しては撤収されている）。

### 3代目（1973年 - 1976年3月）
- ビッグバンドの演奏スペースと、大階段と円形階段のセットが切り離された。通常オーケストラの配置に組み込まれているレギュラーで出演していたコーラス3名も、階段状セットに配置されていた円形のひな壇の上でコーラスを担当する形となっていた。
- 歌手の座る椅子の置場は、円形階段のところではなく、大階段セットの端の部分に置かれるようになった。
- 公開放送のスタイルを採ったことから、スタジオの裏に観客が座るベンチが置かれた。人気歌手が出るときには用意していたベンチに収まりきらず、立ち見をする観客もいたという。

### 4代目（1976年4月 - 1985年3月）
- ビッグバンドの演奏スペースと、大階段と円形階段のセットが再び直結。演奏スペースが広くなったためか、このころから適宜、演奏補助者（シンセサイザー、ギター、コーラスなど）がスペースの隅（ピアノ伴奏者の左隣）に座れるスペースが用意されるようになり、1978年からは、長方形型の補助者用のスペースがセット右端に常時配置されるようになった。また、コーラス担当者も上段のストリングス演奏者のスペースの左隣に常時スタンバイする形となった。
- ビッグバンドの譜面台のデザインも、それまでは演奏バンドであるニューブリード専用のもの（中央に「NEW BREED」と書かれたもの）や当時のフジテレビのロゴマークである「8」マークを描いた、同局の音楽番組共通のものが使用されていたが、1978年5月22日放送分からは番組限定の白を基調に、丸みのある菱形の下半分を黒く描いた柄が使用されるようになった。
- 1976年7月からは、円形階段の最上部にその時折の季節の花や植物が常時配置されるようになり、これに併せてオープニングの司会者登場シーンも最初はこの階段上に飾られた花・植物をまず大写しにした後にメインの階段セットを下りてくる司会者を映すというカメラ割りが1988年に芳村真理が司会を勇退するまで定番化されるようになった[注 70]。
- 1979年10月からは、大階段側のほうにあった上部の菱形の飾りが上下に昇降できるようになり、歌の間はスタジオの最上部に隠されるようになった。これによって、大掛かりなセットや演出が階段の上にも行えるようになった。
- スタジオ床に当初4箇所あった円形のスペースは、1976年以降は中央の歌手の立ち位置のスペースがまず撤去され、1978年以降はオープニング時以外はMC用のスペースについても撤去されるようになり、指揮者用とビッグバンド側の歌手用スペースの2ヶ所だけが残された。また1980年からは指揮者用のものを除き、上記の複数の菱形が円弧を描くデザインの配色が白黒逆転したものに変更された。

### 5代目（1985年4月 - 1990年9月）
- 『DELUXE』へのリニューアルに伴い、基本コンセプトは維持しつつも、セットを全て新調。階段状のセットおよびビッグバンドの演奏スペースには電飾が付けられ、スタジオ上部の菱形模様も立体的なものとなり、それぞれの菱形の中央に電飾が一つずつ付けられた（ただし、1989年夏ごろからは番組短縮が決定したことに伴い以前と同様に平面的なものに切替えられた）。また、ブラスバンドの譜面台もデザインはそれまでと同様であるが若干縦長のものとなり、演奏中には白光するようになった（これは大階段と円形階段のセットも同様）。
- ブラス担当が4名減り、その代わりに打楽器担当（木琴など）の演奏場所が配置されるようになった（1988年3月で撤去）。
- 1988年3月以降、司会者が男性のコンビになったことも影響してか、演奏スペース側にも階段セット（ブラス担当者が座っているスペースの2段目の部分に階段セットを接着させたもの）が追加された。
- 1989年に第6スタジオの床が張り替えられたことから、それまで指揮者用、歌手の立ち位置としてそれぞれ1ヶ所ずつバンドの演奏スペース側に配置されていた円形のスペースは全編を通じて撤去された。

## オープニング映像とテーマ音楽の変遷

### 月曜時代
番組開始 - 1969年3月24日、1973年10月1日 - 1975年10月27日
- ドット抜きされている番組ロゴが現れ、徐々にドットが埋まっていき、ロゴが現れる。

1969年3月31日 - 1971年12月27日
- 火の玉のような模様が画面の四隅を円弧状に移動した後、その模様が破裂して複数の火花のような模様と共に影が付いた番組ロゴが現れる。

1972年1月3日 - 1973年9月24日
- 過去放送回のハイライトシーン（司会者の掛け合いシーンや、ラッキーテレフォンプレゼントのシーン、オープニングメドレーの様子を俯瞰アングルで撮った場面など）を背景に、波のうねりのような文様を描きながら半円弧状に変形した番組ロゴが現れる。

1975年11月3日 - 1983年3月28日
- 画面右下と左下から多数の白い斜めの太線が出てきて、画面全体の線での埋まりと線が回転し、番組ロゴに変形する。1980年10月13日放送からオープニング映像自体に縁取りが付くようになった。

1983年4月4日 - 1985年3月25日
- 格子模様が現れ、徐々に模様が細かくなり、光の筋のような線に変形してドットが埋まっていき、番組ロゴが現れる。スキャニメイトを使用。

備考
- オープニング映像に関しては、一貫して本番前のスタジオ風景（夜をイメージしてスタジオ全体を薄暗くさせ、星をイメージした照明、オーケストラが待機している光景）を俯瞰したものになっていた。ただし、放送開始時から1971年12月までは事前録画による毎回同一のスタジオ風景の映像、1972年1月から1973年9月までは過去放送回のハイライト映像（前田・芳村の掛け合いシーンや、ラッキーテレフォンプレゼント・オープニングメドレーのワンシーンなど）が使用されていたほか、1975年10月20日の広島からの放送時は広島市内の夜景、また公開放送時代には観覧席を映したものなど、放送回数によって一部異なっていることがあった。
- オープニング・エンディングに使用された広瀬健次郎作曲のオリジナルのテーマ音楽は、番組開始から1969年3月までの半年間は、アレンジが後年1985年3月まで使用されたものと異なっていた。1969年4月からは、ダン池田とニューブリードの演奏による音源に変わったが、1978年10月のステレオ放送開始に伴い、演奏とアレンジが再び変わり速度も少し早まっている、また、テーマ音楽ではないが、塚田が構成を担当していた時期における節目の回（1977年11月7日の10周年記念特別編成、1982年10月4日の15周年記念スペシャル、1985年3月25日の月曜放送最終回など）のエンディングでは、塚田が作詞した『銀色の道』が出場ゲスト全員で歌われるのが恒例であった。
- 番組スポンサーの提供読みの場面では、番組終了時まで無音であった。これは、『DELUXE』時代における21時台と22時台の提供スポンサーの転換時でも同様であった。尚、オープニング・エンディング時の提供クレジット表示は番組開始当初はブルーバック表示だったが、前田・芳村司会時代の後期の頃にオープニング映像同様にスタジオ風景を背景とした白地テロップの表示に変更され、以後最終回までこのクレジット表示の形式が継続された。

### 『DELUXE』時代
1985年4月3日 - 1989年9月27日
- 宇宙空間をサーキットで走っていき、薄暗いスタジオ風景（夜の星空をイメージしたもの）にワープし、ロゴが現れるもの。コンピュータグラフィックスを使用し、制作には数千万円かかったといわれる。1987年12月30日（スーパーDELUXE）放送では、提供クレジット表示中に、カメラの前に人が横切るハプニングがあった。
- 時期によって、ロゴのカラーリングに変更があるほか、特別番組の時はロゴの上に千社札（1988年3月30日放送など）や特別版のロゴ（1988年2月3日放送のロンドン、1989年3月29日放送のパリ中継放送時など）が付いた。また、開始当初は、番組ロゴが四方八方に散っていくものであったが、すぐ静止した状態のものに変更になった。
- オープニングテーマの作曲は、月曜時代に引き続き広瀬健次郎が手掛け、編曲を大村雅朗が担当。大村は『DELUXE』開始当初のみ番組の音楽アレンジも兼任したほか、番組にも数回出演した。
- 開始直前の『今夜の夜のヒットスタジオDELUXE』とDELUXE移行後の初期1年間（1986年3月まで）のエンディングは、広瀬作曲のオープニングテーマのロングバージョンが使用された。1986年4月から『DELUXE』終了までは、エンディングのみ番組専属のバッグダンサー「Dee-Dee」のレコードデビューに併せて、『You've Got A Name〜愛を信じて…』に変更された。
- このオープニング映像は『とんねるずのみなさんのおかげです』『志村けんのバカ殿様』『爆チュー問題』のコントなどで、出演者がジェットコースターに乗っているように見せる合成映像として使われることも多かった。出演者が「何で夜ヒットなんだ?」と慌てたり、「（芳村）真理さーん!」と呼びかける様子が視聴者の笑いを誘った。
- 『'94夜のヒットスタジオ超豪華秋スペシャル』以降ではこの映像の最後に「サーキットに銀球が登場し爆発する」カットが追加されたオープニングが使用された（『'95夜のヒットスタジオ 純白のX'masスペシャル』からはこれら一連の様子を時期に合わせて新規作成した映像が流れた）[38]。

### 『SUPER』時代
1989年10月18日 - 1990年9月19日
- さまざまなポーズをとった多数のCGイラストが回転し、万華鏡のように回転するカットではシンセ音で「come It's Me」と2回声を発し、それらが消え、ロゴが現れる。
- 使用初期はCGイラストの出方や万華鏡のように回転するカットのCG描写が全く異なるものだったが、すぐに修正された。
- オープニングのテーマ音楽の作曲は、後藤次利。放送開始前のオープニングトークやエンディングは、また別のアレンジが使用されていた。
- 前述の通り、最終回となった1990年10月3日のみオープニングトークのBGMには『SUPER』のものを使ったが、オープニング・エンディングはこの日専用のテーマ音楽とオープニングCGが使われた。

### その他
- DVD『中森明菜 IN 夜のヒットスタジオ』には、月曜時代の2・3、DELUXEおよびSUPER時代のOP（及び『夜のヒットスタジオ大感謝祭スペシャル』〜『'95夜のヒットスタジオ 純白のX'masスペシャル』のオープニング）が、『沢田研二 IN 夜のヒットスタジオ』には、月曜時代の1・2、DELUXEおよびSUPER時代のOPが収録されている。

## 番組内でのテロップ表記の変遷
- 番組開始から終了まで全期間を通じて曲名表示が、曲名が手書き、その他が石井太丸ゴシック体（写研）の形式を堅持していた。人物紹介[注 71]なども、1987年7月までは基本的に手書きのテロップであったが、プロデューサーが疋田から渡邊・森に交代した7月以降は写真植字機を用いたテロップ（フォントは石井太ゴシック）に代わっている。番組で使用するテロップの制作に主に携わっていた藤井苑子が年に数回休暇を取ることがあり、その際にはあらかじめ定式化されたテロップを代用することもあった。なお、藤井は、番組開始から終了までの約22年間一貫してテロップ制作を担当した。
- 1974年3月までは、オープニングでの司会者名・歌手名テロップを始め、CMに入る直前に画面右端に表示される番組タイトルロゴ、曲名テロップなど、番組内で表示されるテロップは全て白色のものに統一されていた。同年4月の芳村・朝丘・三波司会体制に移行して以降、オープニング時の歌手名テロップは黒く縁取られた黄色のテロップを、曲名テロップも同様に黒縁付きの色つきのものにそれぞれ変更された。なお、時期や回によっては、黒縁の太さが異なっている。
- 1975年11月から、OP時の司会者名テロップも黒縁付きの黄色のテロップに変更されたほか、上記のCM入り前の番組タイトルロゴも黒縁付きの色付きテロップに変更（当初は緑色に統一されていたが、1977年からは影付きのものに変更されたため、そのCMに入る直前に披露された曲のイメージを考慮した色が使用されるようになった）された。また、曲名テロップについても作詞者・作曲者名が併記されるようになった。1981年1月の放送より、曲名テロップのフォントサイズが縮小。
- 『DELUXE』からは、司会者が階段から降りてくるシーンに演奏している楽曲と放送回数（左が番組開始から、右が『DELUXE』開始から通算の放送回数）を表示するようになった。ただし、1986年12月までと1990年4月以降は前述した誤った記録を訂正しないままテロップが作成され、正確な放送回数とは違う回数が表示されていた。そのため最終回で表示した通算放送回数は一部資料と同じく「1133回」となっていた（正しくは「1131回」）。

- 『DELUXE』初期（1985年4月10日 - 6月26日）は、曲名テロップの下にこれまで併記されていた歌手名が略されていたが、7月3日放送からは元の（上段から）手書きの曲名・作詞及び作曲者名・歌手名の表記に戻された。

## スタッフ

### 構成作家
- 塚田茂（作・構成 / 監修）

1968年から番組終了まで構成を担当。初代プロデューサーの伊藤昭、ディレクターの藤森吉之らと共に番組初期の基本フォーマットを作り上げた。同時に、番組前期には自ら「出たがり構成作家」を標榜して、コメディリリーフ的な役割で「歌謡ドラマ」等にも演者の一人としてレギュラー出演。前田からは「ドンドンクジラ」のニックネームが付けられた。
総合音楽番組路線が定着した1980年代以降は現場で直接指揮を執る形ではなく、総合監修的な役割で番組に参加しており、実際の現場指揮は小林久枝を筆頭とするスタッフ東京（後述）のメンバーが当たっていた。
SUPER時代の1回目は「監修」として2回目からは、エンディングのスタッフクレジットからは塚田の名前が消えている。
- 小林久枝（構成）

1977年より「スタッフ東京」の一員として構成に参加。総合監修的な立場で番組に参加するようになり、1980年代に入りスタジオに顔を出すことが少なくなった塚田に代わって、番組構成面での陣頭指揮に当たり、総合音楽番組としての礎を築いた。1983年以降はエンディング時の作・構成部分にも塚田と並行して、かつスタッフ東京からは独立した形で単独クレジットが載るようになった。
1986年3月26日の900回スペシャルを機に降板し、スタッフ東京から独立。1000回・1001回スペシャルでは、過去の映像部分の構成を担当。
- スタッフ東京（構成 / 取材）

塚田茂のブレーンスタッフが中心に班を組んでいた。
- デイリー・プラネッツ（取材）

DELUXEから参加。スタッフ東京とは別にアーチスト取材のみを担当する木﨑徹のブレーンスタッフ陣である。
- 木﨑徹（構成・プロデュース）

1987年から番組終了まで担当。1986年頃からしばらくは塚田と並行して、木﨑も、エンディングの作・構成部分のスタッフクレジットとして表示されていた。SUPERからは、単独で担当。
元々日本テレビのディレクター出身であったのと司会の古舘伊知郎とは立教高校時代から同級生で同じクラス、同じクラブ活動もしていたほどの信頼関係があった為、古館の要請でチーフ構成作家兼務でフロアディレクターも担当した。。
渡邉光男が深夜番組のプロデューサーに移動になった時に、木﨑がプロデュースを手がけていたバブルガム・ブラザーズを紹介し、司会に起用した番組『男²』が評判となり、渡邉から絶大な信頼を寄せられ、夜ヒットのプロデューサー交代時にチーフ構成作家として起用。従兄弟の木﨑賢治との関係もありニューミュージック界と付き合いが深かった為、久保田利伸・米米CLUB・DREAMS COME TRUE・ＴＭ NETWORK・B`zらテレビの音楽番組には無縁だったアーチストたちが夜ヒットに出演するきっかけとなった。また、東京ディズニーランドのオフィシャルライターを担当していたこともあった為、1987年12月23日・1988年11月16日・1989年4月26日などの放送分では、ミッキーマウスらディズニーのキャラクターや東京ディズニーランドのキャストが総出演したこともあった。

### プロデューサー・ディレクター
- 伊藤昭（初代プロデューサー）

1968年から1973年まで担当。平日朝のワイドショー番組『小川宏ショー』との兼務の形で制作・演出を担当。作・構成担当の塚田とともに番組開始当初の基本フォーマットを作り上げた。
- 藤森吉之（ディレクター→2代目プロデューサー）

初期よりディレクターとして、歌謡バラエティ路線だった前期「ヒットスタジオ」の番組演出の中枢として活躍。その後、伊藤の後任として1973年から1978年までプロデューサーを担当。プロデューサー担当中期のころより部下の疋田拓（後述）とともに大幅な番組路線の転換に向けての取り組みに着手。後の総合音楽番組としての「ヒットスタジオ」の定評を確立する先鞭をつける役割を果たした。疋田がプロデューサー職になってからは第二制作局制作部長になり現場担当を外れ管理職になった。
- 疋田拓（AD→ディレクター→3代目プロデューサー兼総合演出担当、P・D担当）※P・D＝プログラム・ディレクター（副調整室OA担当D）

フジテレビ入社直後より技術担当のアシスタントディレクターとして番組立ち上げに参加。その後、ディレクターを経て1977年から1987年6月24日までプロデューサー兼プログラムディレクター（演出）を担当。
派手な電飾やセット、照明、ドライアイスなどの舞台効果や、独特のカメラワークとスピード感のあるスイッチング、スクールメイツや明治大学・早稲田大学のグリークラブ・東京混声合唱団などの名門合唱団などをコーラス・バックダンサーとして積極的に採用し、斬新な演出手法を多用。「DELUXE」以降直後の1985年4月には、フランク・シナトラとティナ・ターナーを同時に番組に招聘し、海外アーティストの出演を増やすなど、当番組の一時代を築いた。
その一方で、生放送を前提とした演出だったために長時間に及ぶ綿密なリハーサルが行われ、元々厳格であった疋田を始めとする制作首脳陣の怒号と鉄拳制裁が行われ、常にスタジオ内は戦場さながらであった。
歌謡界との繋がりが綿密で、特にバーニングプロダクションに至っては関係が特に深かったとされ、石野真子や小泉今日子がデビューから数日で夜ヒットに初出演させた。また、郷ひろみに至っては、歌唱時に派手なセットや演出が提供された。一方で、若手スタッフの意見を番組の出演アーティストのブッキングに反映させており、新進気鋭のバンド・ニューミュージック系アーティストの登用にも積極的な姿勢を採っていた（特に1986年に通算3度、番組に出演をしたBOØWYに関しては「DELUXE」期のADを担当したきくち伸の推薦をそのまま汲む形で出演決定の裁断を下している）。
「ご対面」のコーナーで、担当ディレクターとして出演していたこともあった（1976年放送など）。
現在は制作会社「プロデュース&ディレクション」の代表、ゼネラルプロデューサー、演出担当である。
- 井上信悟（チーフディレクター）

1978年から1987年6月24日まで番組制作に参加。
疋田班の副長格ポジションで疋田班での他番組や特番では演出・PD(プログラムディレクター)を担当することもあった。
疋田とともに演出を担当し、主にチーフディレクターとしてスタジオ内の陣頭指揮を取っていた。そのため、時折画面に見切れることがあった。
元AKB48メンバーだった渡辺麻友「夕日のいじわる」の特典DVDに渡辺麻友が夜ヒットに出演して歌唱するシーンがあり、同時にフロアディレクターとして出演している。また「ドリフ大爆笑」記念DVD発売イベントにスタッフとして戸上浩Dらと紹介されている模様がドリフ大爆笑!スクールメイツで復活!のDVDに収められている。
現在はポニーキャニオンの専務取締役→副社長（出向）。
- 渡邉光男（4代目プロデューサー兼総合演出担当、P・D担当）※P・D＝プログラム・ディレクター（副調整室OA担当D）

1987年7月1日から番組終了までプロデューサー兼プログラムディレクター担当。疋田直属のディレクターであり、人事異動により疋田から番組を引き継いだ。
疋田の元で行われた演出のノウハウを踏襲しながらも、スタジオ内に出演者やオーケストラが待機するひな壇を覆うような大きいセットを設置したり、レインボーの配色のバリライトといった派手な照明、セットを多用した。
在任中は莫大な制作費を投じて、出演歌手の別スタジオライブ、多くの歌手やスタッフを同行させてロンドン・ザルツブルク・パリ・香港といった海外主要都市からの完全衛星生中継を実現させた。
番組終了後のスペシャル版ではプロジェクトプロデューサーのクレジット肩書きであった。
1996年にニューヨーク支局へ異動。その年のクリスマスに放送したスペシャル版をニューヨークから完全衛星生中継で放送させた。2000年に帰国・本社に戻って事業局へ移動したのち、2008年9月で退職・独立し、現在は「株式会社渡邉光男計画」のCEO。
- 森正行（4代目プロデューサー）

1987年から番組終了まで担当。渡邉と共に疋田の後任を務めた。
森班は本来「ドリフ大爆笑」担当の演出であるため、演出は渡邉が主に担当した。
- 前川尚史（ディレクター / アシスタントプロデューサー）

井上Dと同様にチーフディレクター格でDELUXE時代初期までフロアも担当していた。DELUXE後期からアシスタントプロデューサーを担当した。演歌・民謡歌手金沢明子の元夫である。
- 鈴木清親（ディレクター）

DELUXEからのフロア担当、疋田Pが離れたと同時に番組移動、後に疋田の独立に参加することになりフジテレビを退社した。エクシーズに所属後、現在は疋田が創設した「プロデュース&ディレクション」のPである。
- 上原徹（AD→ディレクター / 海外現地担当ディレクター）

元・フォー・セインツメンバー。スタジオでの演出スタッフとしても関わり、ミュージシャン時代の人脈から、出演歌手のブッキングも担当していた。
また、海外アーティストの衛星中継を担当し、それが後に1989年10月に始まったロンドンのスタジオと衛星中継で結んだ生放送番組『ヒットスタジオInternational』や英国法人立ち上げへ繋がった。
1987年11月18日放送においてポール・マッカートニーがロンドンのスタジオから衛星生中継で放送された際は、キューサインを振るなどの姿が映った。現在はフジパシフィックミュージック代表取締役→FCC取締役CPO。
- 新井義春（ディレクター）

月曜60分番組時のフロア担当、他番組では「新春スターかくし芸大会」のコーナー演出ディレクターを井上や渡邉と共に担当した年もあった。退社後は制作会社「D3カンパニー」を設立し「季節はずれの海岸物語」の制作、演出となる。
- 戸上浩（ディレクター）

月曜60分時、DELUXE時代にもフロア担当であったが疋田Pが番組を離れたと同時に退社。疋田Pの協力の下で制作会社「エクシーズ」を設立し志村けん冠番組「志村けんのだいじょうぶだぁ」、バカ殿様シリーズ等を担当している。尚、エクシーズの所在地は疋田Pの制作会社と同じビルにある。
- 西村英二郎（ディレクター）

上記、戸上ディレクターと同様でエクシーズのディレクターとして独立。
- 大前一彦（フロアディレクター）

月曜60分時、DELUXE時代のフロア担当、後に「女だらけの水泳大会」のプロデューサーとなる。スポーツ局に異動し後に専任局長となり現在はヤクルトスワローズ球団取締役（出向）。
- 赤沢幸弘（フロアディレクター）

月曜60分時、DELUXE時代のフロア担当、疋田Pが番組を離れた時期にスポーツ番組班となり主に「プロ野球ニュース」担当などとなった。
- 小林延行（ディレクター / 中継ディレクター）

スペシャル版や特別番組などでディレクター及び国内・海外からの中継ディレクターを多く担当した。またFNS歌謡祭でも中継ディレクターを担当した。
- 相沢雅浩（ディレクター）

月曜60分時、DELUXE時代のフロアディレクター、後に一時期制作から離れるが番組終了後のスペシャル番組で渡邉Pとともに演出に携わる。2016年にFCC（ニューヨーク支局）担当となる。現在はエクシーズのスタッフである。
- 平野友孝（ディレクター）

元々は森班所属でドリフ大爆笑などを担当、DELUXEからフロアディレクター、渡邉がプロデューサーに交代してからは演出も担当。
- 水口昌彦（ディレクター）

SUPERから担当。番組終了後は編成局へ移動。
- 長部聡介（AD / FD / D）

DELUXEからSUPER、終了後の特番を担当。
- きくち伸（AD）

DELUXE時代のみ。1985年の入社直後から担当。1989年9月のDELUXE終了を機に、石田班担当の『オールナイトフジ』のディレクターとして異動。
- 小杉雅博（FD / D /演出）

DELUXE後半からSUPERの一部と終了後のスペシャル版を担当、リターンズスペシャルでは渡邉プロデューサーと共に演出も担当した。編成局へ移動後、現在はBSフジメディア企画室長。
- 桑原潔（AD / FD）

DELUXE後半からSUPERを担当。
- 野田俊彦（AD / FD / AP）

DELUXE後半からSUPERを担当、'94年のスペシャル版ではA・P（アシスタント・プロデューサー）を務めた。
- 厚地秀和（AD / FD）

DELUXE後半からSUPERを担当。
- 渡辺秀樹（AD / FD）

DERUXEからSUPER前半を担当。
- 種田慶郎（AD / FD）

DELUXEからSUPERを担当。
補足
- このほか、1969年より塚田が立ち上げた構成作家グループ「スタッフ東京」も構成に参加。若き日の玉井貴代志、高田文夫、松岡孝らも制作に参加していた。また、『DELUXE』以降には現在フジテレビの音楽番組制作を一手に引き受けている「音組」のきくち伸らもADとして制作に関わっており、現在の「音組」の基礎を築いた番組でもあった。同局の『FNS歌謡祭』や『新春かくし芸大会』もこれらのスタッフが主要ブレーンとして制作の陣頭指揮を執っていた。
- 1980年代までは、夜のヒットスタジオを含め、フジテレビプロデューサーのパワハラは激しく、新人からベテラン歌手、更には現場スタッフに至るまでプロデューサーの思い通りにいかない場合、鉄拳制裁が恒常的に行われていた[7]。
- 1987年まで『DELUXE』時代のエンディングのスタッフクレジットには「演出スタッフ」が表記されており、掲載されていたスタッフは次の通り。

井上信悟、前川尚史、上原徹、平野友孝、赤沢幸弘、山岸弘子、大前一彦ほか

### 技術スタッフ
- TD / SW ：桜井稔、高橋友男、笹川一男
- カメラ：佐藤正直、加藤文也、金久保達郎、福田満之、下田誠、森田修、斎藤浩太郎、馬場直幸、大嶋隆、小張豊、伊佐憲一、他
- 音声：島村勇、横塚和幸、相馬厚、他
- AUD ：郷間攻、柴田賢司、井出修三、松永英一、荒井洋一、他
- 照明：金沢利徳、小宮俊彦、大和田恵人、大沢毅、浅香強、他
- 映像：樋口一雄、青木一夫、橋本和司、井上武典、他
- VE ：鈴木正義、若月博光、西野健二、他
- VTR編集：星野正則（IMAGICA）、他
- PA ：サンフォニックス
- 音響効果：川島明則（OCBプロ）

### 美術スタッフ
- 美術制作：堀切清、石鍋伸一郎
- デザイン：馬場文衛、妹尾河童
- 美術進行：海江田多加士、石鍋伸一郎、塩入隆史、藤野栄治、井上幸夫、他
- 大道具；ステージユニオン、竹島正夫、比嘉亘、他
- 電飾：竹江秀雄、小林義秋、上床卓史、興進電化、他
- 植木装飾：森慶申
- 生花装飾：佐伯孝夫
- アクリル装飾：橘信満、太田浩、他
- 装飾：竹江秀雄、テレフィット、塩ノ谷裕一、他
- 視覚効果：渡部宏一（東京特殊効果）
- メーク：山田屋、藤崎圭子、山口千鶴、他
- タイトル：藤井苑子
- 楽器：池田宏一、佐野武史、他
- 衣裳：大西美世治、海州弘二
- 化粧：山田屋
- ヘア＆メイク：常盤ヒトシ、STUDIO 717

### 制作タイムキーパー
- 伊佐次千恵子、横田幸子、白川洋子、山岸弘子、松下絵里、他

### スタイリスト
- 梅原久沙永

### 振付・ステージング・コレオグラファー
- 藤村俊二（初期のみ）、竹部董、西条満、三浦亨（西条の補佐）、菊地ヒロユキ（西条の補佐）

### コーラス
- サン・フラワーズ、コール・アカシア、シュガーズ、スウイングル・キャッツ、WIZ、フィーリングフリー、ピュア、ミュージック・クリエーション

## パロディ・オマージュなど
「夜ヒット」の放送終了後20年以上経った現在でも、比較的頻繁にパロディ・オマージュが見受けられる。以下、番組としてはフジテレビ系列で放送されたものを主に記載する。
- 『拓郎&マチャミの夜のヒットパレード』（2002年8月14日、19:00 - 21:00）
  - 司会：吉田拓郎、久本雅美。出演：和田アキ子、THE ALFEE、ビリーバンバン、かぐや姫、氷川きよし、島谷ひとみ、他、中継ゲストに北島三郎、原田悠里、山本譲二、小金沢昇司（北島ファミリーとして出演）。最初にオープニングメドレーを行い、その後『夜ヒット』総集編のVTRを見つつ、ゲストの新曲や懐かしの曲が歌われた。スタジオバンドは三原綱木とザ・ニューブリードが夜ヒット同様に担当した。なお、この特番の続編として2003年10月12日（19:58 - 20:54）に『拓郎マチャミのみんな歌えるスーパーヒット』が放送された（録画放送）。
- 『ダウンタウンのごっつええ感じ』：コント「シンガー板尾」に、本番組を模した架空の歌番組『ごっつええスタジオ』が登場する。司会は浜田雅功が務めている。タイトルロゴの「スタジオ」は本番組からの流用である。
- FNSの日『FNS総力スペシャル1億2500万人の平成夏休みバラエティー』（1994年7月23日 - 7月24日）
  - 深夜企画として『夜のチョットスタジオ』が行われた。司会はヒロミと細川ふみえが務めた。一部、本家のスタジオセットが使用された。
- 『FNS888スペシャル夏休み!祭りだ!ワッショイ!』（1996年8月8日）
  - 1996年8月8日
  - フジテレビの日記念特番の中で放送。記念特番が放送された第6スタジオのメインセットの隣に夜ヒットのセットが設置され、総合司会のさんまと内田が童謡（『花火』）に合わせて入場、中森明菜、工藤静香、篠原涼子以外は、歌手本人になりきったものまねタレント[注 81]がメドレーを熱唱、画面下には出演歌手または元ネタ歌手の当番組出演映像がワイプされた[注 82]。記念特番のスタッフには、総合プロデューサー・演出として渡邉、演出に平野が関わった。

＜司会＞
- - 明石家さんま
  - 内田有紀
  - 福井謙二（当時フジテレビアナウンサー）

＜出演＞（カッコ内は披露した歌）
- - 中森明菜（『DESIRE -情熱-』）
  - 工藤静香（『MUGO・ん…色っぽい』）
  - 篠原涼子（『恋しさとせつなさと心強さと』）

＜ものまねタレント＞（カッコ内は披露したものまね）
- - ダチョウ倶楽部（少年隊『仮面舞踏会』）
  - 星奈々（いしだあゆみ『ブルー・ライト・ヨコハマ』）
  - 布施辰徳（鈴木雅之『もう涙はいらない』）
  - 中島マリ（野際陽子『非情のライセンス』）
  - ビジーフォー（CHAGE and ASKA『YAH YAH YAH』）
  - 松村邦洋（近藤真彦『ギンギラギンにさりげなく』）
  - 市原梨花（シンディ・ローパー『HEY NOW!』）
  - ジェニーいとう（郷ひろみ『2億4千万の瞳』）
  - 岡本夏生（辺見マリ『経験』）
  - 城之内早苗（石川さゆり『津軽海峡冬景色』）
  - 清水アキラ（五木ひろし『夜空』）
- 『これがキャイ〜ンだろ!?』：番組レギュラーである小橋賢児が、沢田研二をモチーフにした歌手「研Z（）」としてデビュー。研ZのPVの撮影にスティーブン・ウドルバーグ監督（ウド鈴木）を迎え、本番組のパロディ「夜のウッドスタジオ」を舞台に歌っているビデオを制作した。
- 『情報プレゼンター とくダネ!』：木曜日の企画として『朝のヒットスタジオ』（通称：朝ヒット）と題した名曲披露コーナーが存在した（詳細は「朝のヒットスタジオ」を参照）。
- フジテレビ開局50周年特別企画『秘蔵映像すべて見せます・名曲で綴るフジテレビ〜ボクらの心に流れる歌』（2009年2月27日、19:00 - 23:22）
  - 司会：みのもんた、平井理央（フジテレビアナウンサー、当時）
- BSフジ『クイズ!脳ベルSHOW』
  - 司会：岡田圭右（ますだおかだ）、川野良子（フジテレビアナウンサー）
  - 2018年より『脳ベルSHOW』の特別編として『脳ベルヒットスタジオ』が放送されている（2018年6月16日、他）。ロゴは本家に近い形になっているものの、セットや演出など往年の「夜ヒット」を再現したわけではなく、通常の「脳ベルSHOW」の形式のままである。なお、同番組の特番である『BSフジ11時間テレビ』でも1コーナーとして行われている。
- 日本テレビ系『ダウンタウンのガキの使いやあらへんで!!』： 『夜の口パクヒットスタジオ』という企画が行われた。
- 渡り廊下走り隊7「夕陽のいじわる」ビデオクリップ（シングル「バレンタイン・キッス」DVDに収録）
  - AKB48の派生ユニットである、渡り廊下走り隊7のメンバー・渡辺麻友がソロ歌手として「夜ヒット」に出演し「夕陽のいじわる」を歌っている設定。なお、本家「夜ヒット」の司会を務めた井上と芳村が司会を務めており、歌手席には渡り廊下走り隊7のメンバーが座っている。
- 1980年代末期には、当時の人気プロ野球選手が出演する正月特番『プロ野球珍プレー好プレー芸能大賞』では「春のヒットスタジアム」という、投手がボールを投げながら演奏する企画が行われたことがある。
- 『笑っていいとも!』では、水曜日のコーナーとして「ご主人様の素顔を暴露!昼のペットスタジオ」というコーナーがあった（2010年4月 - 9月）。

## 関連商品
書籍
- 夜のヒットスタジオ ぼくのスター名鑑（前田武彦著、1969年、新人物往来社）
- 芳村真理の夜のヒットスタジオDELUXE（芳村真理著、1988年、フジテレビ出版）ISBN 978-4594002527
- どんどんクジラの笑撃人生（塚田茂著、1991年、河出書房新社）
- テレビ番組事始（志賀信夫著、2002年、NHK出版）※番組（特にスタート時）に関する詳細な論述あり。

DVD
- 山口百恵 in 夜のヒットスタジオ（フジテレビ、AVBD91791、2010年6月30日）

山口百恵が歌唱したシーン等を6枚組に収録。
- 中森明菜 IN 夜のヒットスタジオ（フジテレビ、POBD-22017/22、2010年12月22日）

中森明菜が歌唱したシーンなどを6枚組に収録。
- ピンク・レディー in 夜のヒットスタジオ（フジテレビ、PCBC-61679、2011年5月27日）

ピンク・レディーが歌唱したシーンと他フジテレビ出演映像を4枚組に収録。
- 沢田研二 in 夜のヒットスタジオ（フジテレビ、POBD-22036/41、2011年12月21日）

沢田研二が歌唱したシーンと歌唱前後の司会陣とのトーク（全ての回ではない）を6枚組に収録。ただし『DELUXE』以降の司会である古舘伊知郎・柴俊夫・加賀まりこに関する映像は一切収録されておらず（歌唱時のバックに写り込んでいる場面はある）、『DELUXE』期・『SUPER』出演時（1990年2月21日放送回）収録のディスク6には歌唱シーン（オープニングメドレー含む）のみ収録されている。
またこれまての夜のヒットスタジオDVDでは番組本編以外にも他のフジテレビの番組映像が収録されていたが、沢田の場合はDVD収録の番組映像が1975年〜1990年の15年分（102回）に及ぶためか他番組映像の収録は一切ない。
- THE ALFEE 40th Anniversary スペシャルボックス（ポニーキャニオン、PCBP-62039、2014年9月3日）

THE ALFEEのCD＋DVD-BOX。DVD2枚組にTHE ALFEE出演・歌唱時の映像を収録している。
- 西城秀樹 IN 夜のヒットスタジオ（発売元：フジテレビジョン、販売元：ソニーミュージックダイレクト、2020年5月16日発売、DQBX-1231 - 1236）

特典映像(フジテレビでの他出演番組)を含む6枚組。
- 郷ひろみ IN 夜のヒットスタジオ（発売元：フジテレビジョン、販売元：ソニーミュージックレーベルズ、2023年10月18日発売、SRBL-2160 - 2165）

6枚組で、最古映像は『誘われてフラメンコ』(1975/7/7)。但しシングル曲では「哀愁のカサブランカ」のみ未収録。特典映像は2023年収録の郷ひろみツアー密着映像とインタビュー。
CD
- 尾崎豊「LIVE CORE LIMITED VERSION YUTAKA OZAKI IN TOKYO DOME 1988/9/12」（ワーナーミュージックジャパン、2013年11月27日）

尾崎豊が1988年9月12日に東京ドームで行ったライブ「LIVE CORE」の音源を収めたライブ・アルバム（2枚組）。特典DVDに、尾崎が「太陽の破片」を歌唱した映像（1988年6月22日出演回）が収められている。
- さだまさし「御乱心〜オールタイム・ワースト〜」（ユーキャン、FRCA-1272、2016年9月14日）

さだまさしの自選による、タイトル通りのワースト・アルバム（全11曲）。7曲目の「建具屋カトーの決心 -儂がジジイになった頃-」は、1989年4月19日放送回にて、同月の『DELUXE』マンスリーゲストとして出演していたさだがこの曲を生披露、一発録りレコーディングを行った（シングルは同年6月1日発売）音源を収録。

## 関連番組
- FNS歌謡祭
- 小川宏ショー - 芳村が本番組司会に起用される前、同番組の女性司会者を務めていた。また「朝のヒットスタジオ」のコーナーが存在していた（後年の『とくダネ!』の企画（前述）と同名だが別物)。
- ビッグベストテン - 1979年11月から1980年3月まで放送された生放送音楽番組。一部スタッフが共通する。
- ライオンスペシャル '85春・ファッション!歌う国技館 - 1985年2月28日に『木曜ファミリーワイド』枠で放送。一部スタッフが共通し、また司会は当番組の芳村真理と井上順が、堺正章と共に担当。
- ザ・サンデー -THE SUNDAY- - 1986年から1987年に生放送（後に収録番組）された音楽バラエティー番組でスタッフが夜ヒット疋田班が担当。生バンドも夜ヒットのTHE HIT SOUND SPECIALがTHE SOUNDAY SOUND SPECIALと名称を変えて担当した。
- おめでとう郷ひろみ・二谷友里恵結婚披露宴 - 1987年6月12日に新高輪プリンスホテルから生中継。一部スタッフが共通していた。
- ヒットパレード90's（金曜23:00 - 23:45、1990年10月 - 1991年10月まで放送）
- SOUND ARENA - 1992年4月15日から同年9月23日まで放送された生放送音楽番組。
- HEY!HEY!HEY! MUSIC CHAMP - ダウンタウン司会の音楽番組。『今聴きたい!名曲HEY!HEY!HEY!』のコーナーで、1970・1980年代の曲等を振り返る企画の際に映像が使われていた。
- Love music - 2015年より放送中の音楽番組（司会：森高千里、渡部建）。なお、2015年4月から9月まで『水曜歌謡祭』という生放送番組として放送された。
- 名曲お宝音楽祭 - 2018年より放送の単発特番（司会：さまぁ～ず）。